# Boxeo
El boxeo (del inglés: boxing) o pugilismo, es un deporte de combate y un arte marcial en el que dos contrincantes luchan utilizando únicamente sus puños con guantes, golpeando a su adversario de la cintura hacia arriba, dentro de un cuadrilátero especialmente diseñado para tal fin; la pelea se lleva a cabo en breves secuencias de lucha denominadas asaltos y de acuerdo a un preciso reglamento, el cual regula categorías de pesos y duración del encuentro, entre otros aspectos.
Aunque el vocablo «boxeo» comúnmente se atribuye al «boxeo inglés», en el que solo intervienen los puños, el mismo se ha ido desarrollando de diversas formas en diferentes áreas geográficas y culturas del mundo. En términos generales, el «boxeo» hoy en día también es un conjunto de deportes de combate centrados en el golpe, en el que dos oponentes se enfrentan en una pelea usando al menos los puños y posiblemente involucrando otras acciones como patadas, codazos, rodillazos, cabezazos, dependiendo de las reglas. Algunas de estas variantes son el boxeo con nudillos desnudos, el kickboxing, el muay-thai, el lethwei, el savate o el sanda. Las técnicas del pugilismo se han incorporado a muchas artes marciales, entrenamiento militar, autodefensa y otros deportes de combate.
Después de la inclusión en los Juegos Olímpicos en la Antigüedad del siglo VII, la primera codificación de las normas que regulan los encuentros de boxeo se remonta a 1743, mientras que las reglas todavía vigentes fueron establecidas en 1889 por el marqués de Queensberry, quien entre otras cosas introdujo el uso de los guantes.
Tradicionalmente ha sido considerado como una práctica deportiva exclusivamente masculina, aunque también existan mujeres que practiquen este deporte. El reconocimiento de los derechos de las mujeres y los avances en la lucha contra la discriminación, han permitido que en las últimas décadas se registrara un auge del boxeo femenino, por lo que los Juegos Panamericanos de 2011 y los Juegos Olímpicos de Verano de 2012 incluyeron el boxeo femenino en varias categorías.
Este famoso deporte ha sido usado como referencia para diversos proyectos cinematográficos como por ejemplo, las sagas de largometrajes de Rocky o Creed.

## Historia

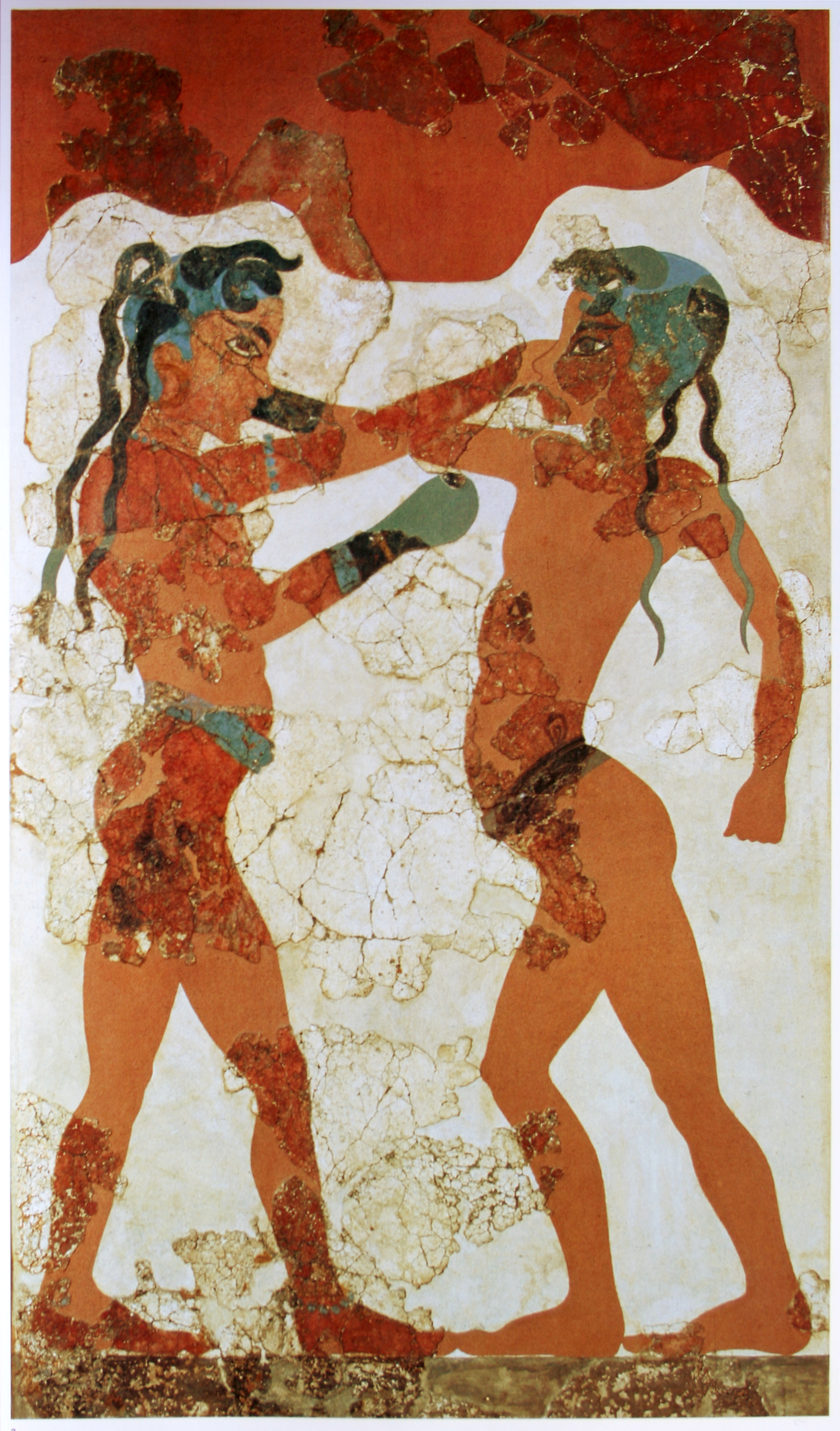
Fresco minoico de dos jóvenes practicando boxeo con guantes hallado en la isla de Santorini.

Golpear con diferentes extremidades del cuerpo, como patadas y puñetazos, como acto de agresión humana, ha existido en todo el mundo a lo largo de la historia humana, siendo un sistema de combate tan antiguo como la lucha. Sin embargo, en cuanto a la competición deportiva, debido a la falta de la escritura en la prehistoria y la falta de referencias, no es posible determinar reglas de ningún tipo de boxeo en la prehistoria, y en la antigüedad solo se pueden inferir de las pocas fuentes intactas y referencias al deporte.
Desde sus orígenes, el boxeo ha sido un deporte popular, practicado aún antes de haber sido incluido en los Juegos Olímpicos. Entre los deportes que se practicaban en la antigua Grecia, estaba el boxeo. En Roma, los contendientes usaban los cestus, protectores metálicos para las manos, tachonado de clavos con el que llegaban hasta a matar a sus contendientes.
La lucha y el boxeo son dos de los deportes más antiguos, y hay registros que se remontan al cuarto milenio antes de Cristo, en Egipto y Oriente, aunque sus formas han ido variando según la época y la cultura en donde se originaban diferentes estilos. Los primeros datos de una pelea de boxeo en los tiempos modernos, se ubica en Inglaterra en 1681: el duque de Albermarle organizó un combate entre su mayordomo y su carnicero. Ya en el siglo XVIII se lucha por dinero (en esa época sin guantes) y los espectadores hacen apuestas. Normalmente estos combates solían acabar de manera fatal.
El primer campeón de los pesos pesados fue el inglés James Figg, en 1719. El primer reglamento fue formulado en 1743 por el campeón John Broughton; luego fue modificado y cambiado. En 1865, se comienza a aplicar la reglamentación redactada por el marqués de Queensberry, la cual ha permanecido hasta la actualidad. El último campeón de los pesos pesados con los puños desnudos fue el estadounidense John L. Sullivan, quien peleó y ganó el último combate autorizado de este tipo en 1889 contra Jake Kilrain. Bajo las Reglas de Queensberryy, cuando tuvo que usar guantes, Sullivan perdió el campeonato de los pesos pesados siendo derrotado por James Corbett, en Nueva Orleans, Luisiana, el 7 de septiembre de 1892.
Durante el siglo XX, mundialmente el boxeo disfrutó de popularidad en varios países. Su auge fue propicio para la fundación de diversos organismos y organizaciones que regularán y promovieran la práctica. De igual forma, establecimientos deportivos dedicados a la enseñanza y ejercicio de enfoque pugilístico exitosamente fueron establecidos. El deporte produjo muchos atletas destacados, entonces la gran mayoría varones, y muchos eventos profesionales fueron promovidos y televisados. Algunos combates se hicieron famosos, y obras, incluyendo expresiones cinematográficas incluyeron el tema del boxeo o fueron creadas alrededor del boxeador.
A principios del siglo XXI, el boxeo avanza en la participación femenina, pero la pandemia de COVID-19 perturba la continuidad de competencias y eventos, tanto de pugilismo femenino como masculino. Durante el primer trimestre de 2021, se llevan a cabo eventos que aplican medidas de seguridad debido a la emergencia sanitaria.

### Antecedentes
La representación más antigua conocida de cualquier forma de boxeo proviene de un relieve Sumererio, en Irak, del 3.er milenio antes de Cristo. Una escultura en relieve de Tebas (Egipto) (c. 1350 a. C.) muestra tanto a boxeadores como a espectadores. Estas primeras representaciones de Oriente Medio y Egipto mostraban concursos donde los luchadores estaban desnudos o tenían una banda que sostenía la muñeca. La evidencia más temprana del uso de guantes se puede encontrar en la Creta minoica (c. 1500–1400 a. C.).
Varios tipos de boxeo existían en la antigua India. Las primeras referencias al musti-yuddha provienen de epopeyas védicas clásicas como el Rig Veda (c. 1500 a. C. al 1000 a. C.) y el Ramayana (siglos VII al IV a. C.). El Mahabharata describe a dos combatientes boxeando con los puños cerrados y luchando con patadas, golpes de dedos, golpes de rodilla y cabezazos, durante la época del rey Virata. Los duelos (niyuddham) solían librarse hasta la muerte. Durante el período de los sátrapas occidentales, el gobernante Rudradaman, además de estar bien versado en "las grandes ciencias", que incluían la música clásica india, gramática sánscrita y lógica, se decía que era un excelente jinete, auriga, jinete de elefantes, espadachín y boxeador. El Gurbilas Shemi, un texto sij del siglo XVIII, ofrece numerosas referencias a musti-yuddha. El arte marcial está relacionado con otras formas de artes marciales que se encuentran en otras partes de la esfera cultural india, incluido Muay Thai en Tailandia, Muay Lao en Laos, Pradal Serey en Camboya y Lethwei en Myanmar.
Los púgiles egipcios utilizaron una especie de guante que cubría el puño hasta el codo. La costumbre de utilizar guantes se encuentra también en Creta y luego en la Antigua Grecia, donde ya existen referencias al boxeo en la Ilíada de Homero en el siglo VIII a. C.:

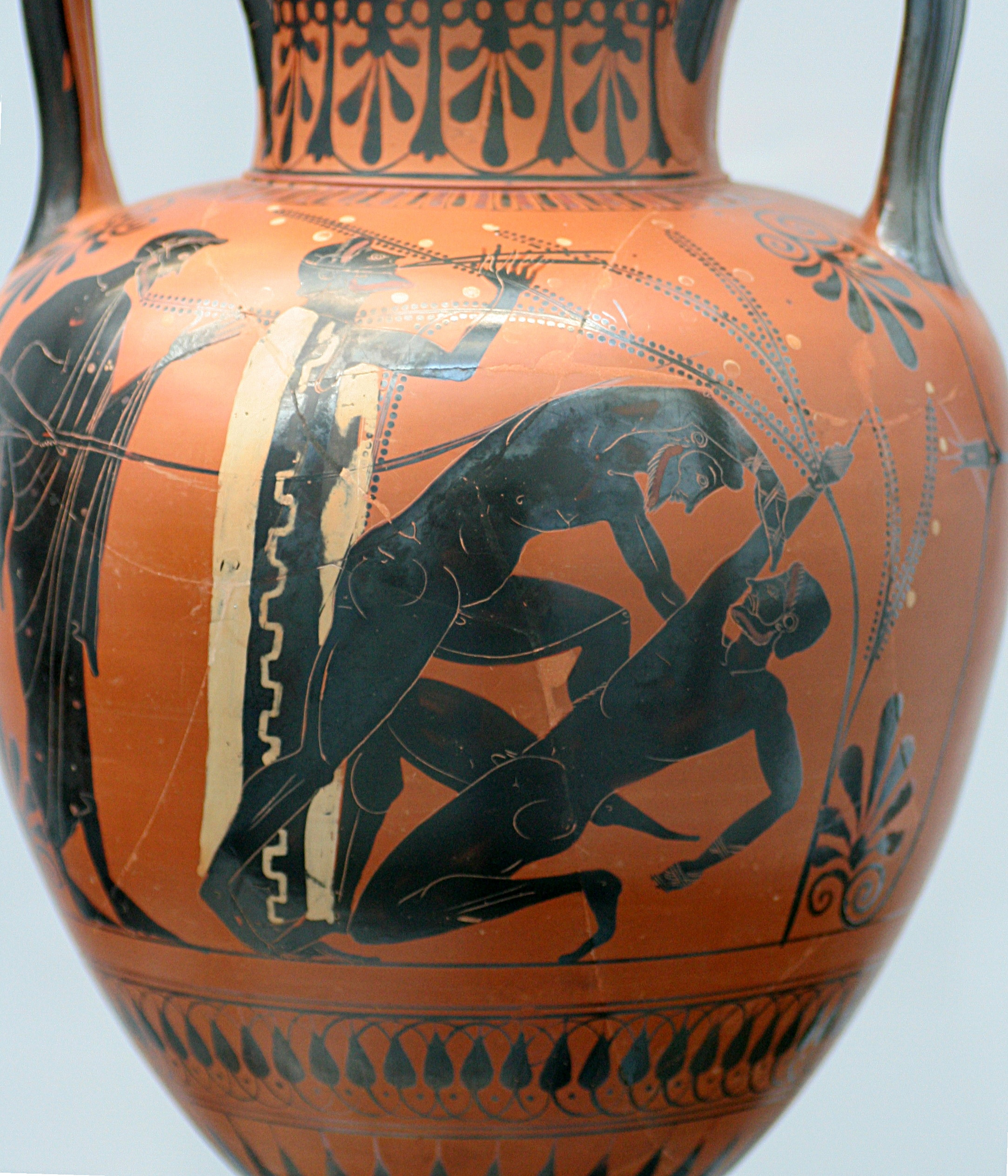
Ánfora con motivos pugilísticos aproximadamente en el año 500 a. C.

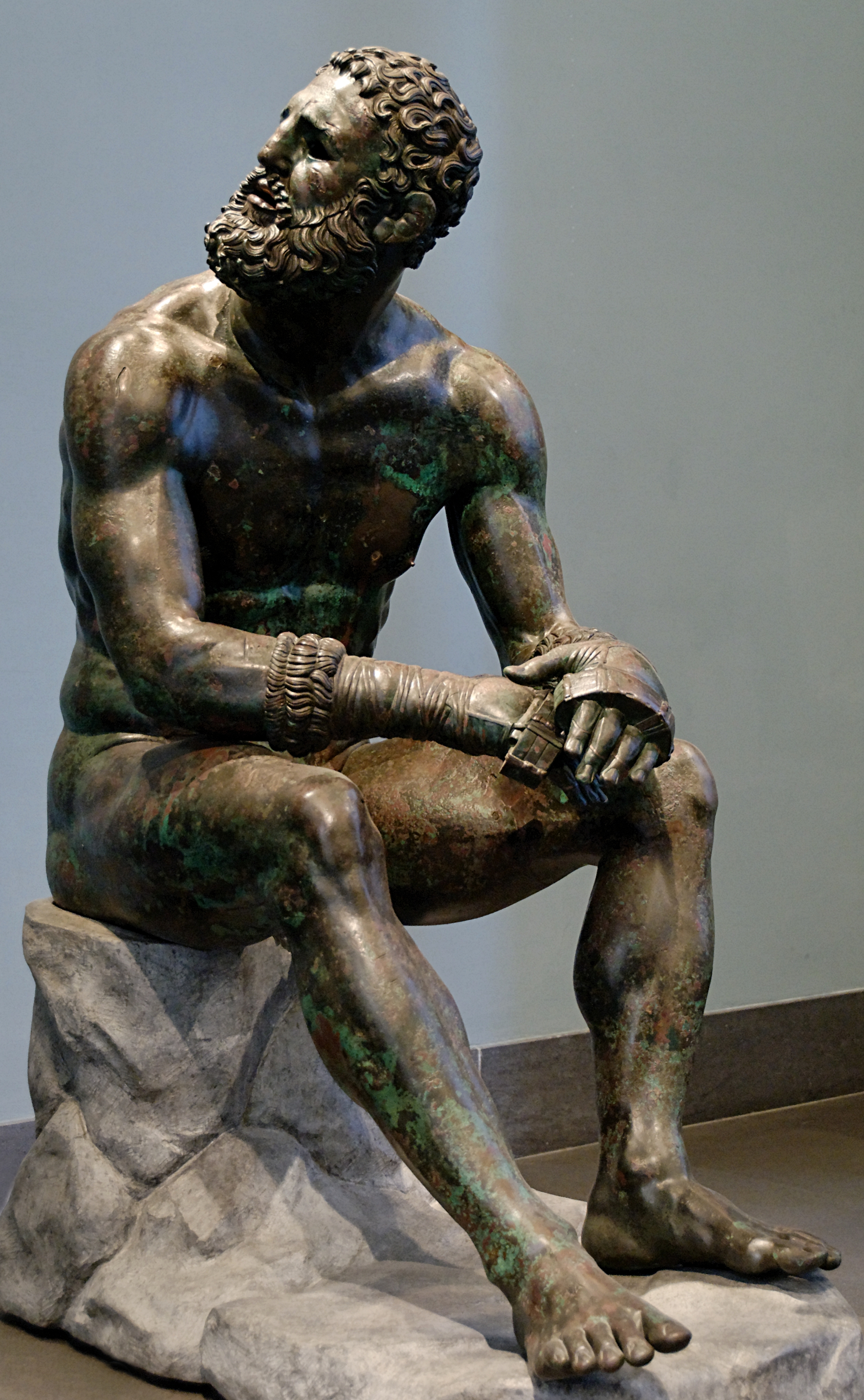
Boxeador del Quirinal. Escultura en bronce del período helenístico. Nótese los vendajes en la mano izquierda del “boxeador de Terme”. (Museo de Roma).

Ceñidos ambos contendientes, comparecieron en medio del circo, levantaron las robustas manos, acometiéronse y los fornidos brazos se entrelazaron. Crujían de un modo horrible las mandíbulas y el sudor brotaba de todos los miembros. El divino Epeo, arremetiendo, dio un golpe en la mejilla de su rival, que le espiaba; y Euríalo no siguió en pie largo tiempo, porque sus hermosos miembros desfallecieron. Como, encrespándose la mar al soplo del Bóreas, salta un pez en la orilla poblada de algas y las negras olas lo cubren en seguida; así Euríalo, al recibir el golpe, dio un salto hacia atrás. Pero el magnánimo Epeo, cogiéndole por las manos, lo levantó; rodeáronle los compañeros y se lo llevaron del circo —arrastraba los pies, escupía negra sangre y la cabeza se le inclinaba a un lado;— sentáronle entre ellos, desvanecido, y fueron a recoger la copa doble.
La Ilíada, Canto 23, v. 676

En 688 a. C. el boxeo fue incluido en los XXIII Juegos Olímpicos de la antigüedad con el nombre de pygme o pygmakhia (en griego pelea de puños; pyg, ‘puño’, y makhe, ‘pelea’), donde se consagró como primer campeón olímpico de boxeo Onomastos de Esmirna. En Grecia los púgiles se entrenaban con sacos de arena llamados korykos y utilizaban unas correas de cuero llamadas himantes, que les cubrían las manos y muñecas, y a veces en los antebrazos, aunque dejando los dedos libres. En el siglo IV a. C. los himantes evolucionaron para transformarse en spahiras, primero y luego en guantes, llamados oxeis himantes. La cabeza del oponente fue el objetivo principal para golpear, y hay poca evidencia que sugiera que apuntar al cuerpo y el uso de patadas fuera común.
El boxeo también fue practicado en los primeros tiempos de la Antigua Roma, pero fue prácticamente eliminado como actividad en toda Europa con la aparición del cristianismo. Contrariamente a lo que sucedió en Europa, el boxeo tuvo una gran difusión en toda el Asia. Se estima que a comienzos de la era cristiana, apareció el muay boran o boxeo ancestral en el sudeste asiático.

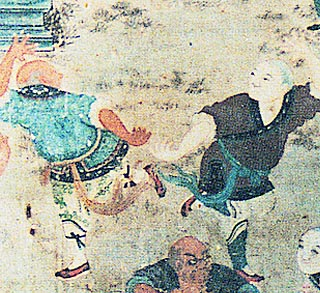
Boxeo chino. Pintura en el monasterio de Shaolin.

Legendariamente, se ha atribuido a Bodhidharma, monje hindú y patriarca budista que vivió en el siglo V, la creación del boxeo Shaolin o boxeo chino (Shao-Lin-Chuan), debido a su aparición en el monasterio de Shaolin, aunque modernos historiadores chinos han cuestionado seriamente la veracidad de la leyenda, y han encontrado pruebas de la existencia del boxeo en China, antes de la expansión del budismo. Las formas definitivas del boxeo Shaolin fueron creadas por Chueh-Yuan, Pai-Yu-Feng y Li-Ch´ing, probablemente durante la dinastía Ming (1368-1644). En el shao lin chuan, la práctica del boxeo está íntimamente relacionada con el control del qi o chi, una energía interna que se atribuye a los seres vivos:

Sin el Chi, no existe la fuerza. Un boxeador que grite y lance su mano con ferocidad, no tiene verdadera fuerza en su golpe. Un verdadero boxeador no es espectacular, pero su puño es pesado como una montaña. Esto es debido a que posee el Chi. Después de una larga práctica, el Chi puede ser enfocado sobre cualquier punto de ataque que se desee. La voluntad manda al Chi, el cual puede ser colocado sobre cualquier punto instantáneamente.
Chueh-Yuan.

En el siglo XIII aparece el muay thai o boxeo tailandés en Siam, que se convirtió en deporte profesional en el siglo XVII. Desde su origen el muay thai se practicó en un espacio cuadrado limitado por una cuerda en el piso. El 17 de marzo de 1774 el boxeador tailandés Nai Khanomtom venció a diez campeones birmanos, hazaña por la que fue premiado con el título de Padre del Muay Thai.
En el siglo XVII, coincidiendo con la expansión en el Asia del Imperio británico y de Francia, el pugilismo ingresó a Inglaterra, donde recibiría el nombre de boxing o boxeo inglés, a la vez que en Marsella, marineros influenciados por el boxeo del sudeste asiático comenzaron a dar forma al savate o boxeo francés.

### La era del boxeo a puño limpio.

#### Orígenes delboxinginglés

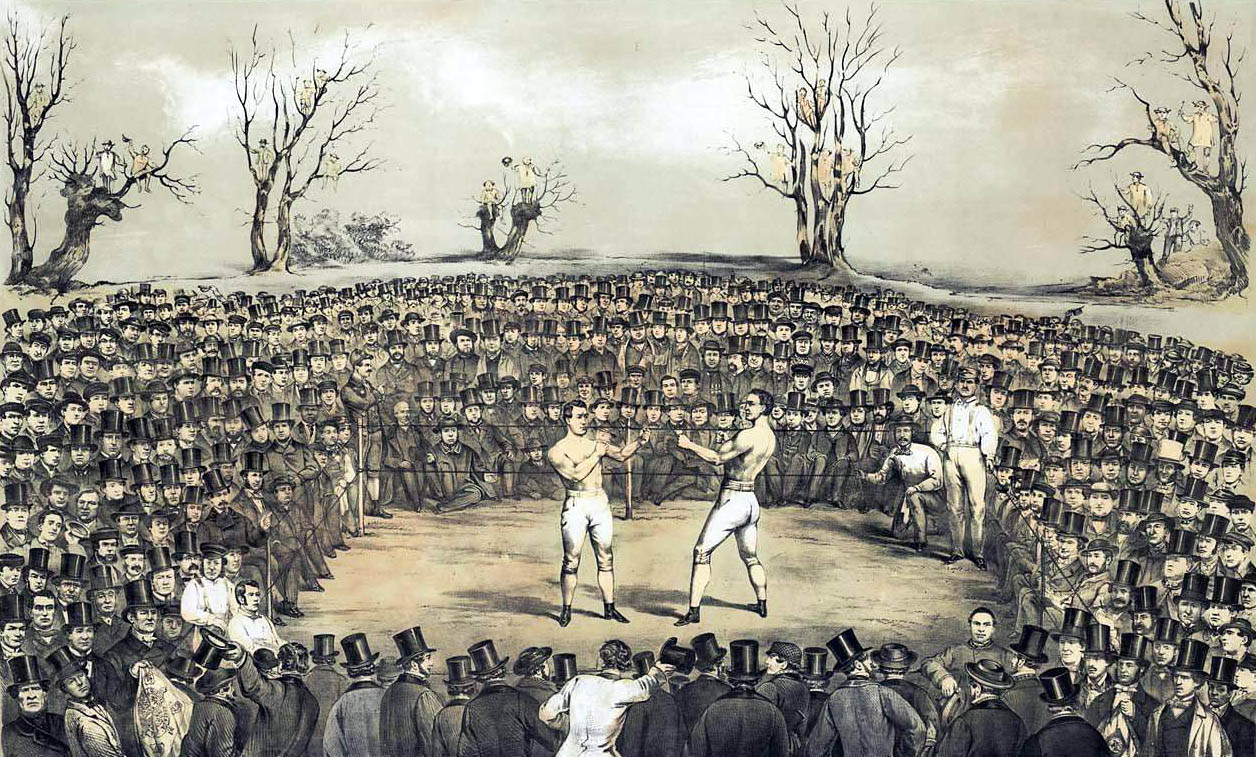
Combate de boxeo “a puños de fuego” a comienzos del en Inglaterra.

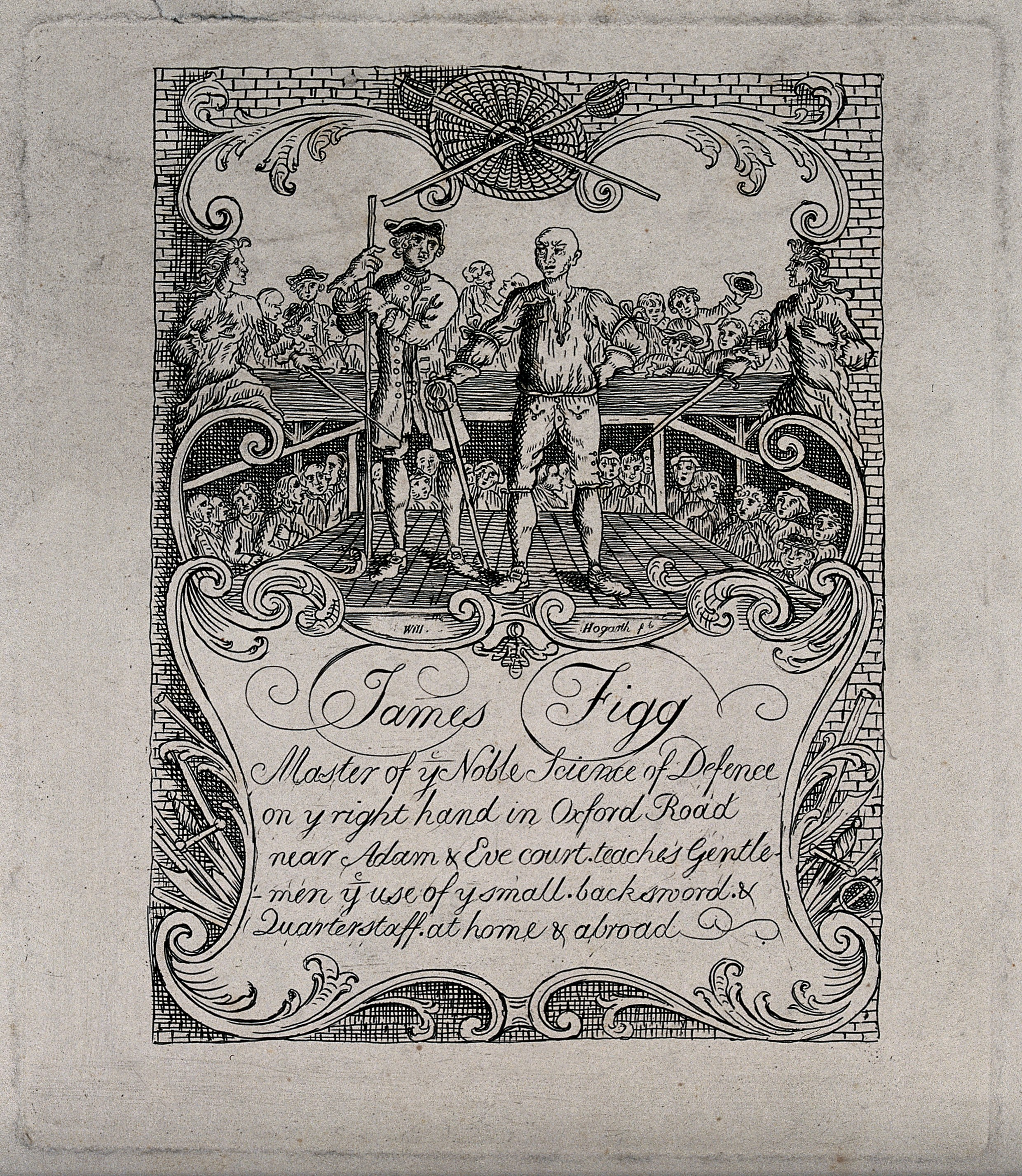
Un boleto que presenta a James Figg como "Maestro de la Noble Ciencia de la Defensa".

La palabra boxing ya era utilizada en Inglaterra en el siglo XVI para referirse a una riña de puños. Pero la primera constancia de un combate de boxeo, como justa deportiva entre dos contrincantes, es de 1681, mientras que el primer uso de la palabra boxing para referirse al deporte, data de 1711.
En el siglo XVIII el boxeo se convirtió en una práctica deportiva de gran difusión en el Reino Unido y sus colonias, ingresando así a América. Durante dos siglos los combates se realizaron sin guantes (a puño limpio) y sin límite de tiempo, con el fin de organizar espectáculos de apuestas, conformando una práctica muy violenta, en las que habitualmente los púgiles resultaban seriamente lesionados o muertos. En esos primeros años los espectadores formaban un anillo (ring) alrededor de los combatientes, que solían ser varones, aunque también se realizaban luchas de mujeres e incluso animales.
En las primeras décadas del siglo XVIII, aparecieron en Londres personas que se autotitulaban “Maestros de Defensa” (Masters of Defense). En 1719, uno de estos “maestros”, el británico James Figg, se proclamó campeón de Inglaterra y retó a cualquier persona blanca a vencerlo, en el ring del anfiteatro que él mismo construyó en la Posada Greyhound, en Thame, Oxfordshire y luego también en Londres. Se estima que entre 1719 y 1730 o 1734 Figg realizó 270 peleas, ganando todas menos una. A la muerte de Figg en 1734, uno de los periódicos londinenses realizó la siguiente crónica:

El sábado pasado hubo una Prueba de Habilidad entre el invicto héroe, “Muerte”, de un lado, y del otro, el hasta ese momento invicto héroe “Mr. James Figg”, el famoso luchador por premio y Maestro de la Noble Ciencia de la Defensa. La batalla fue obstinadamente peleada por ambos lados, pero al final el primero obtuvo una Victoria Total y el segundo, obligado a someterse a un Adversario Superior, valientemente y con dignidad, se retiró, expirando esa tarde en su casa de la calle Oxford.

#### Las reglas de Broughton

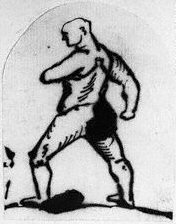
Dibujo de Jack Broughton por el Mariscal, Marqués y Vizconde George Townshend

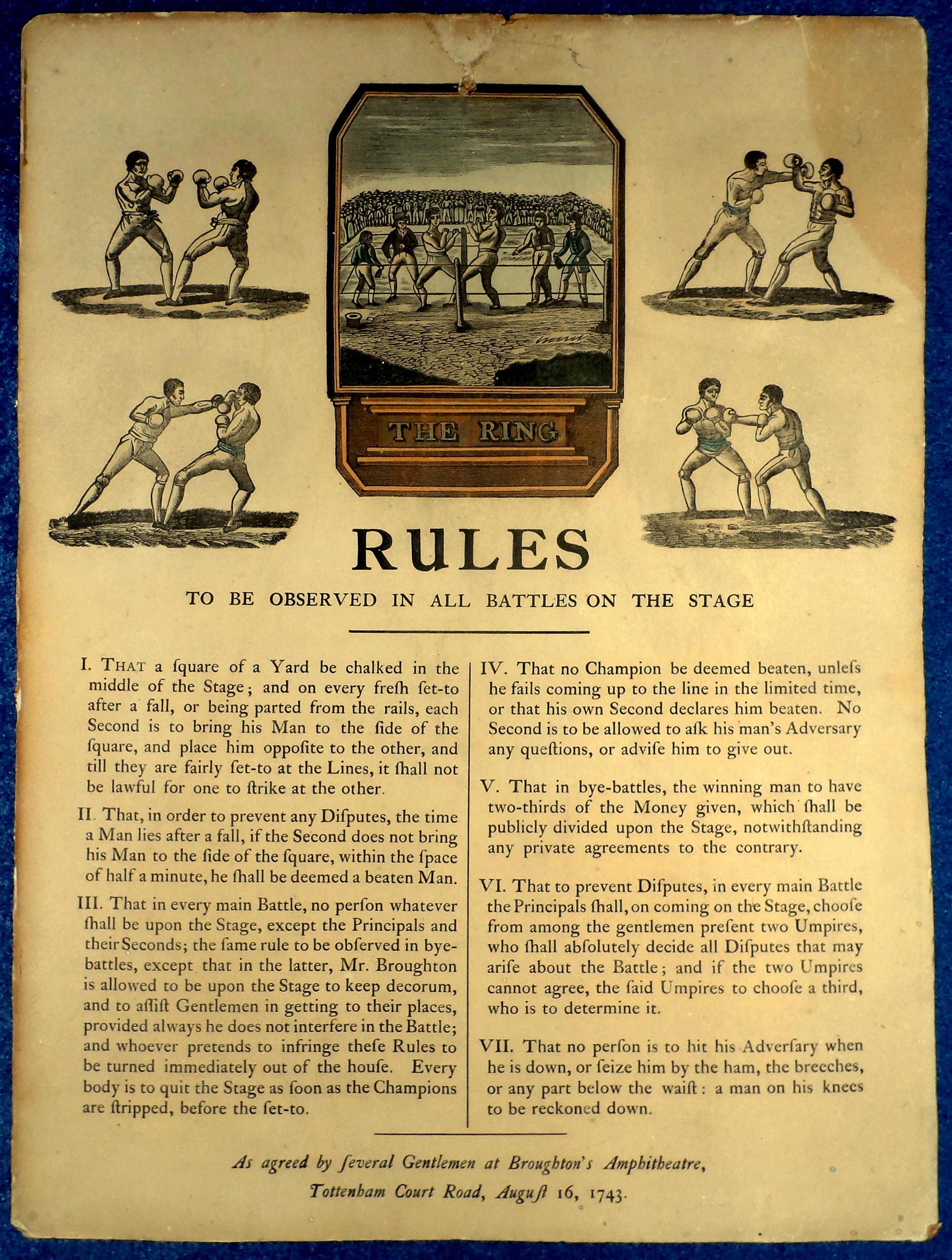
"Las reglas de Broughton" (1743)

Jack Broughton fue el campeón sucesor de Figgs. Introdujo un enfoque técnico y metódico para la práctica del deporte, optimizando los golpes y desplazamientos. En 1741 venció a George Stevenson en un combate de 35 minutos, a resultas del cual Stevenson murió pocos días después. Inicialmente Broughton abandonó la práctica del boxeo, pero luego se convenció de que él mismo precisaba de reglas pensadas con el fin de evitar que los pugilistas sufrieran daños irreversibles.
De ese modo, el 16 de agosto de 1743, Jack Broughton dio a conocer en su anfiteatro de Tottenham Court Road, las primeras reglas del boxeo moderno, que serían conocidas por su nombre y que le valdrían el reconocimiento como “padre del boxeo inglés”.
Las reglas de Broughton estaban integradas por siete reglas que eran obligatorias para los pugilistas que aceptaran boxear en su anfiteatro. Las reglas establecían el deber de retirarse a su propio lado del ring ante una caída del oponente; la cuenta de medio minuto luego de una caída para ubicarse en el centro del ring y recomenzar el combate o ser considerado “hombre vencido”; que solo los púgiles y sus segundos podían subir a la lona; la prohibición de arreglos privados entre los púgiles sobre el reparto del dinero; la elección de umpires para resolver disputas entre los boxeadores; la prohibición de golpear al adversario cuando se encuentre caído, y la admisión de las llaves solo por encima de la cintura.
Broughton también creó los cuadriláteros de boxeo elevados y el uso de guantes en los entrenamientos y demostraciones, para acolchar los golpes. Las Reglas de Broughton se mantendrían en vigencia, con algunas modificaciones, hasta 1838, cuando fueron reemplazadas por las Reglas del London Prize Ring.
En este período se introdujo el boxeo en Estados Unidos. El primer boxeador estadounidense del que se tiene noticias fue Bill Richmond (1763–1829), un afroamericano nacido esclavo, conocido como “el Terror Negro”, quien solo perdió una pelea en 1805, cuando con 41 años, combatió contra el entonces campeón mundial Tom Cribb, para ser derrotado en el asalto 60. También se destacó por entonces Tom Molineaux (1784-1818), un esclavo de Virginia que compró su libertad con sus ganancias en el boxeo y que también perdió con Cribb en 1811.

#### Las reglas delLondon Prize Ring

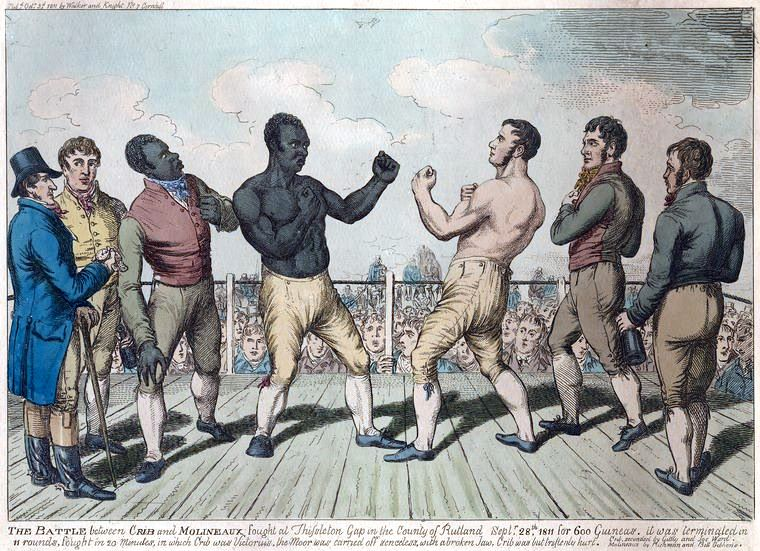
Combate de boxeo a puño limpio.

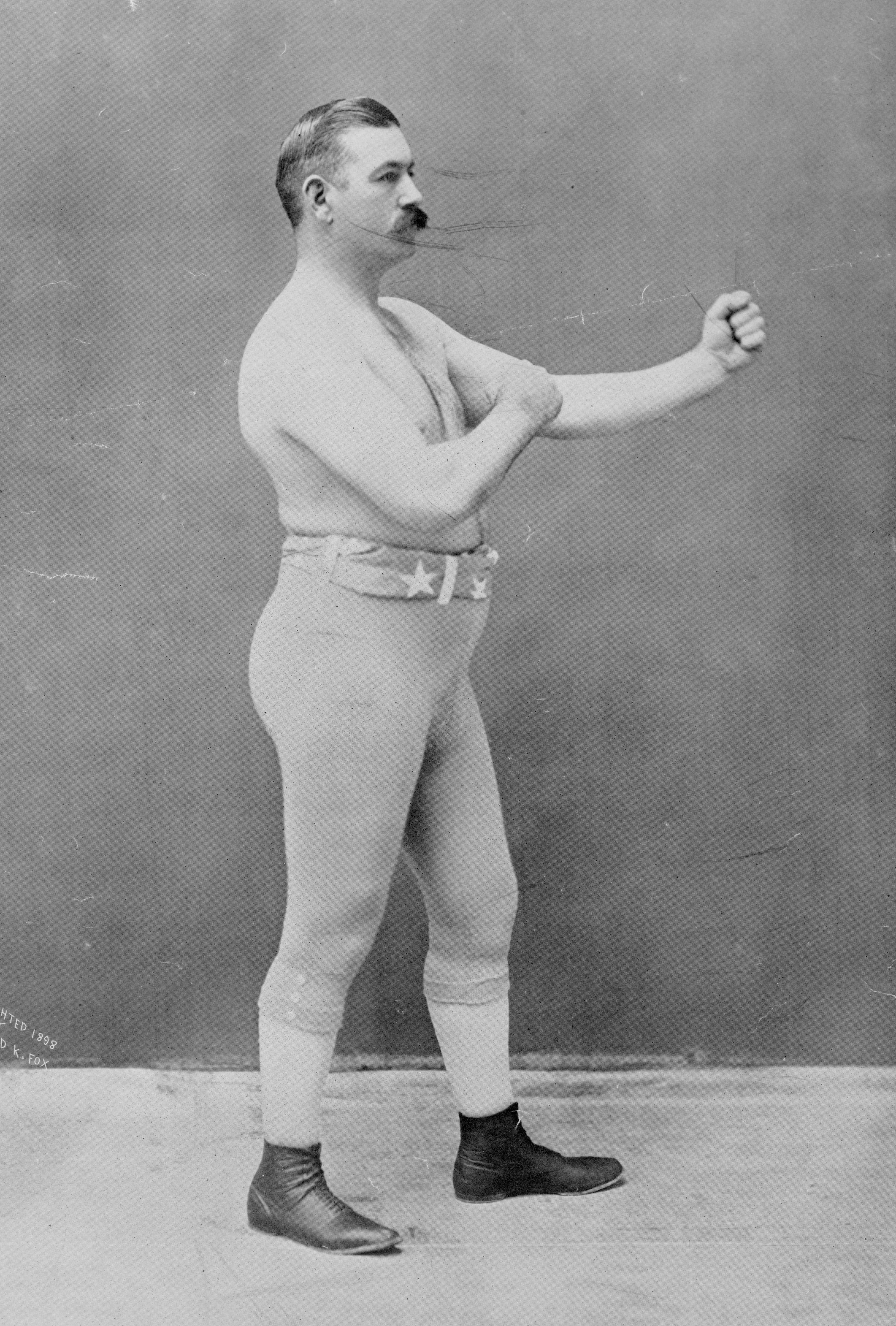
El boxeador estadounidense John L. Sullivan (1858-1918) es considerado el último campeón mundial de boxeo a puño limpio y el primero del boxeo con guantes.

En 1838 la Asociación Británica para la Protección de los Púgiles (British Pugilists’ Protective Association) estableció un nuevo conjunto de reglas para el boxeo, que se difundieron rápidamente por el Reino Unido y los Estados Unidos. Las nuevas disposiciones tomaron como base las reglas de Broughton, y fueron conocidas como “Reglas del London Prize Ring”, que se traduce como "Reglas del Ring por Premio de Londres" o "Reglas del Cuadilátero del Premio de Londres".
Las Reglas del London Prize Ring de 1838 estaban integradas por 23 reglas. Las mismas establecían un patrón para la construcción de los cuadriláteros de 24 pies (7,3 m) de lado, los asistentes de los púgiles y sus funciones para atenderlos, los umpires y referee, la reglamentación de los “rincones”, los 30 segundos del púgil caído para volver al centro de la lona listo para reiniciar la pelea, y diversas prohibiciones como la de ingresar al ring durante el progreso del asalto, la de los asistentes de dirigirse o agredir al púgil adversario, de golpear con la cabeza, de golpear al adversario caído o con una rodilla en la lona, de golpear bajo la cintura, de utilizar los dedos o uñas para dañar al contrincante, de patear, etc.
Las Reglas de London Prize Ring mantuvieron el boxeo a puño limpio, pero introdujeron la posibilidad de que cada boxeador pudiera apoyar una rodilla en la lona para detener la lucha durante la cuenta de 30 segundos, con el fin de permitirle una mejor recuperación. En 1853 las reglas del London Prize Ring fueron ampliadas, y en 1866 se establecieron las “Reglas Nuevas” sancionadas por la recién creada Pugilistic Benevolent Society.
Durante la era del pugilismo a puño descubierto no existió el boxeo aficionado. Los combates se realizaban siempre por el “premio” en dinero que se ponía en juego —de allí el término prize-ring—, y los espectadores realizaban apuestas que se pagaban en el acto. La actividad siempre había sido ilegal, pero había sobrevivido porque tuvo gran apoyo popular y porque lo habían apoyado muchos hombres influyentes.
Tampoco había variedad de categorías según el peso de los púgiles. Había solo un “campeón”, que solía ser uno de los más pesados. El término “peso ligero” comenzó a utilizarse a principios del siglo XIX y a veces se organizaban combates entre los hombres más ligeros, pero no había un campeonato específico para ellos.
El boxeo a puño limpio “por el premio” se limitó a los países anglosajones y si bien en el siglo XVIII los principales boxeadores fueron británicos, en el curso del siglo XIX Estados Unidos fue desplazando a Inglaterra, tanto como lugar principal de los combates como por el origen de los boxeadores más destacados.
Hacia mediados del siglo XIX, sin embargo, la decadencia del boxeo a puño descubierto era evidente:

Hacia mediados del siglo diecinueve la lucha por premio (prize fighting)... sufrió, por una variedad de razones internas, una brusca declinación en adhesión. La lucha por premio, que siempre tuvo una dudosa asociación con el bajomundo criminal, se había convertido ahora claramente en vehículo de los intereses de las apuestas: los combates eran arreglados, los luchadores y referees comprados, con el ideal de una pelea limpia dando paso a la presunción de corrupción.
Jack Anderson.

De ese modo el pugilismo a puño limpio fue desapareciendo lentamente. En 1882 los tribunales ingleses decidieron, en el caso R c. Coney, que una pelea a puño limpio constituía un asalto criminal causante de lesiones, sin importar que hubiera existido consentimiento de los participantes.
El 8 de julio de 1889 se realizó la pelea Sullivan-Kilrain, considerada la última pelea de campeonato a puño descubierto, con el triunfo del primero. Precisamente el estadounidense John L. Sullivan es considerado un puente entre el boxeo a puño limpio y el boxeo con guantes, siendo el último campeón mundial de aquel y el primero de este.

### La era del boxeo con guantes

#### Las reglas de Queensberry

Detalle de una animación (1890-1900).

En 1867 se inauguró en Londres el centro polideportivo Lillie Bridge Grounds. Allí, por iniciativa de John Graham Chambers, estableció su sede el Amateur Athletic Club, organización que decidió ese año organizar los primeros campeonatos de «boxeo aficionado» de la historia, estableciendo también por primera vez tres categorías según el peso de los púgiles: peso ligero, peso mediano y peso pesado. El torneo fue patrocinado por John Douglas, 9.º marqués de Queensberry, y utilizó un set de doce reglas que Chambers había escrito dos años antes, y que serían publicadas en ese momento con el nombre de “reglas de Queensberry para el deporte del boxeo”, o como son universalmente conocidas, Reglas de Queensberry.
Las Reglas de Queensberry originaron el boxeo moderno. Allí se estableció que los boxeadores debían usar guantes, que los asaltos debían durar tres minutos con un minuto de descanso entre ellos, la cuenta de diez segundos al boxeador caído y la prohibición de tomar, empujar o abrazar al contrincante.

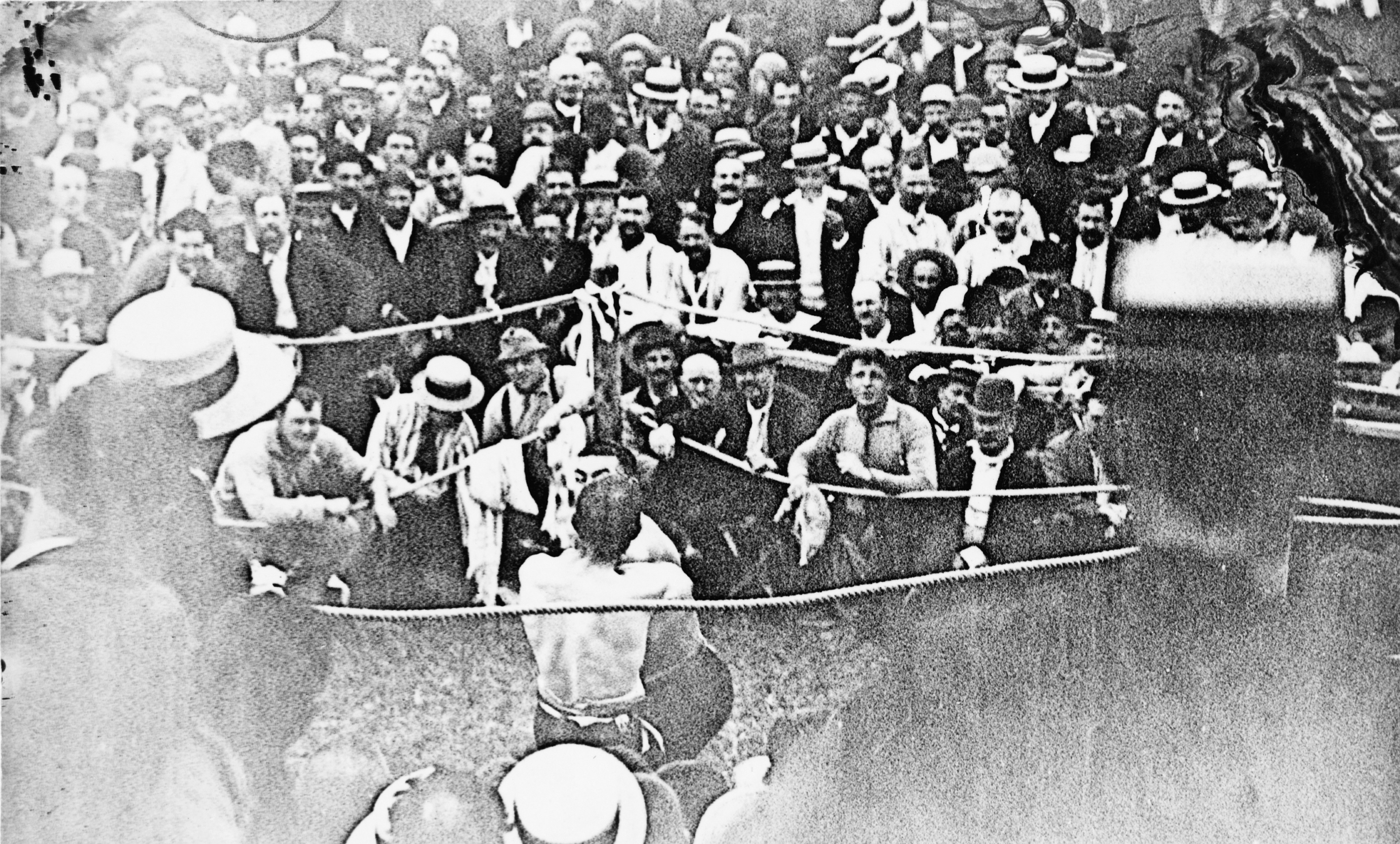
Sullivan vs. Kilrain. Encuentro en 1889.

El primer púgil en ganar un título mundial según estas reglas fue el estadounidense Jim Corbett, que derrotó a John L. Sullivan en 1892 en el Club Atlético “El Pelícano” de Nueva Orleans, Estados Unidos. Con la aceptación gradual de las reglas del marqués de Queensberry, surgieron dos ramas claramente diferenciadas del boxeo: el profesional y el aficionado. Cada una de ellas ha producido sus propios organismos reguladores locales, nacionales e internacionales, con sus propias variaciones de las reglas.
En los Juegos Olímpicos de San Luis 1904, Estados Unidos, se incluyó al boxeo como deporte olímpico, estableciéndose siete categorías clásicas: peso pesado, peso mediopesado, peso wélter, peso ligero, peso pluma, peso gallo y peso mosca.

#### Difusión mundial del boxeo

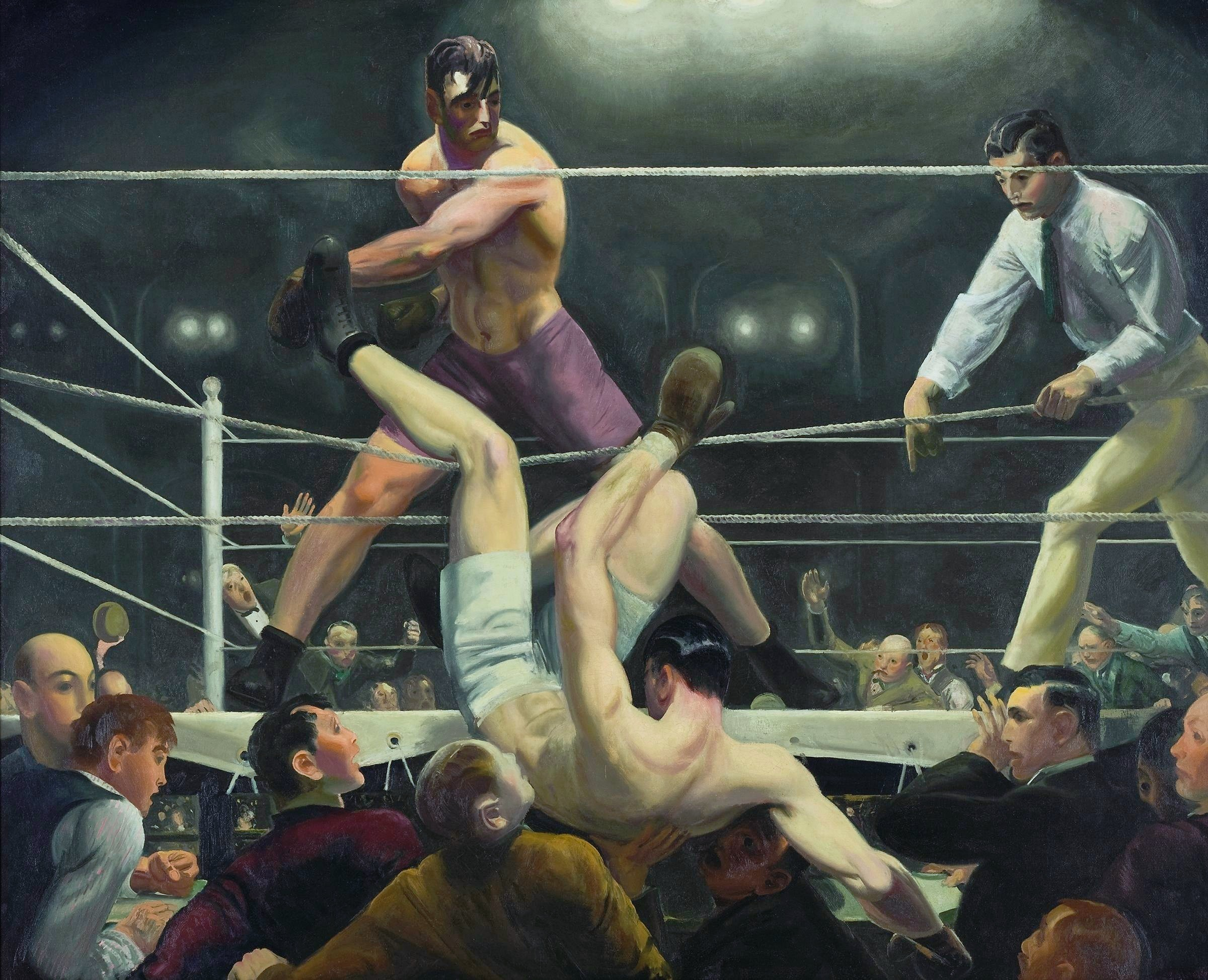
“Dempsey y Firpo”, cuadro de George Wesley Bellows. Luis Ángel Firpo fue el primer iberoamericano en combatir por un título mundial, en 1923.

Desde fines del siglo XIX el boxeo comenzó a difundirse en países no anglosajones, principalmente en aquellos en los que existía influencia británica o estadounidense, como Argentina, Uruguay, Panamá, Cuba, México, Puerto Rico, Filipinas, Sudáfrica y en España. En Ecuador y en México el deporte es conocido comúnmente como box. En Argentina, el primer campeonato de boxeo se realizó en diciembre de 1899, consagrando campeón a Jorge Newbery, uno de los precursores del deporte en ese país. En 1903 se organizó la Federación Francesa de Clubs de Boxeo. En España, Barcelona acogió algunas salas de boxeo —más voluntariosas que científicas— desde 1876. En 1903 se creó en Barcelona el Sportsmen’s Club, en el que el profesor francés Vidal ofrecía exhibiciones de boxeo, y en 1908 su sobrino, Jean Vidal, abrió una sala de boxeo en el Gimnasio Vila. Por aquella época también se practicaba, a reducida escala, en el País Vasco o en la Sociedad Gimnástica Española, de Madrid.
En junio de 1923, con diferencia de días, el francés Eugene Criqui y el filipino Pancho Villa, se convierten en los primeros campeones mundiales no anglosajones, al obtener el título de peso pluma, el primero, y el título mosca, el segundo. Ese mismo año, el argentino Luis Ángel Firpo combatió por el título mundial de los pesados contra el campeón Jack Dempsey, arrojándolo fuera del ring de un golpe, aunque no le fue concedida la victoria. En 1928 los argentinos Arturo Rodríguez Jurado y Víctor Avendaño, se convierten en los primeros iberoamericanos en consagrarse campeones mundiales al obtener la medalla de oro en los Juegos Olímpicos de Ámsterdam, en las categorías peso pesado y peso mediopesado, respectivamente. En 1929 el panameño Panamá Al Brown se convirtió en el primer iberoamericano en lograr un título mundial profesional, al consagrarse campeón del peso gallo.
Los boxeadores estadounidenses han dominado el boxeo mundial, sobre todo en la categoría peso pesado, adjudicándose la mayoría de las coronas. De las 115 victorias por el título profesional de los pesados, obtenidas desde 1885 hasta fines de 2008, 81 correspondieron a púgiles de los Estados Unidos. Entre los más destacados se encuentran Jack Dempsey, Joe Louis, Rocky Marciano, Archie Moore (récord de 141 nocauts), Muhammad Ali, Joe Frazier, George Foreman, Mike Tyson, etc.
El primer campeón de peso pesado no estadounidense fue el británico Bob Fitzsimmons (1889-1905), el primero en introducir el juego de pies y los desplazamientos laterales. Desde entonces y hasta 1980, solo hubo cuatro campeones de peso máximo no estadounidenses: el canadiense Tommy Burns (1908-1915), el alemán Max Schmeling (1932-1933), el italiano Primo Carnera (1934-1935) y el sueco Ingemar Johansson (1960-1962). En 2001 el puertorriqueño John Ruiz se convirtió en el primer latinoamericano en conquistar el título mundial de peso pesado.

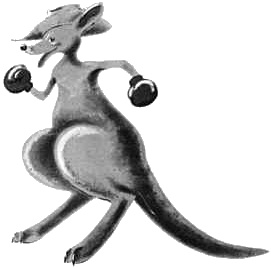
Canguro boxeador pintado en el fuselaje de un avión bombardero (1943-1944).

Otros grandes campeones mundiales profesionales, en el resto de las categorías, fueron: Ricardo López en los pesos paja y mosca; Johnny Tapia y Khaosai Galaxy en peso mosca; Éder Jofre y Pascual Pérez en peso gallo; Gabriel Elorde los pesos pluma y superpluma; Kid Chocolate, Julio César Chávez y Manny Pacquiao en peso superpluma; Alexis Argüello en pesos superpluma y ligero; Kid Pambelé, Wilfred Benítez, Sugar Ray Robinson, Roberto “Mano de Piedra” Durán, Thommy Hearns y Marvin Hagler en peso peso wélter; Jake LaMotta y Carlos Monzón en peso mediano; etc.
En el boxeo aficionado también han predominado —aunque menos que en el pugilismo profesional— los boxeadores estadounidenses, seguidos de los cubanos. En el medallero olímpico de boxeo, desde 1904 hasta 2008, las siguientes son las diez primeras posiciones, según la cantidad de medallas de oro obtenidas: Estados Unidos (48), Cuba (32), Italia (15), Unión Soviética (14), Gran Bretaña (14), Hungría (10), Polonia (8), Rusia (8), Argentina (7) y Sudáfrica (6). Entre los campeones olímpicos destacados que no ingresaron al profesionalismo se destacan los cubanos Teófilo Stevenson y Félix Savón, y el húngaro László Papp, cada uno de ellos tricampeones olímpicos.
Durante todo el siglo XX se fueron agregando nuevas categorías y modificando sus límites, extendiendo el rango desde la de menor peso, el peso mínimo o paja, hasta la de mayor peso, el peso superpesado, actualmente en vigencia.
También se han ido modificando la extensión de los combates y los asaltos. En el boxeo profesional, en 1982, el Consejo Mundial de Boxeo tomó la iniciativa seguida luego por las demás organizaciones, de reducir la duración de los combates por título a doce asaltos —antes eran quince— luego de que el púgil Duk Koo Kim muriera a consecuencia del daño cerebral sufrido en una pelea, detenida en el 14.º asalto, contra el campeón Ray “Boom Boom” Mancini.

### SigloXXI
Empezando en 2019, y ya en el año 2020 se desata la pandemia de COVID-19 afectando la realización de los eventos de boxeo programados, ya que las limitaciones nacidas de precauciones para la salud son necesarias para la prevención de contagio, tanto para los participantes principales, el personal de apoyo y el público. Se toman medidas preventivas, y paulatinamente se celebran combates, durante los cuales el árbitro mantiene el uso de tapabocas, y las audiencias aficionadas son ausentes.

## Boxeo en el arte y la cultura popular

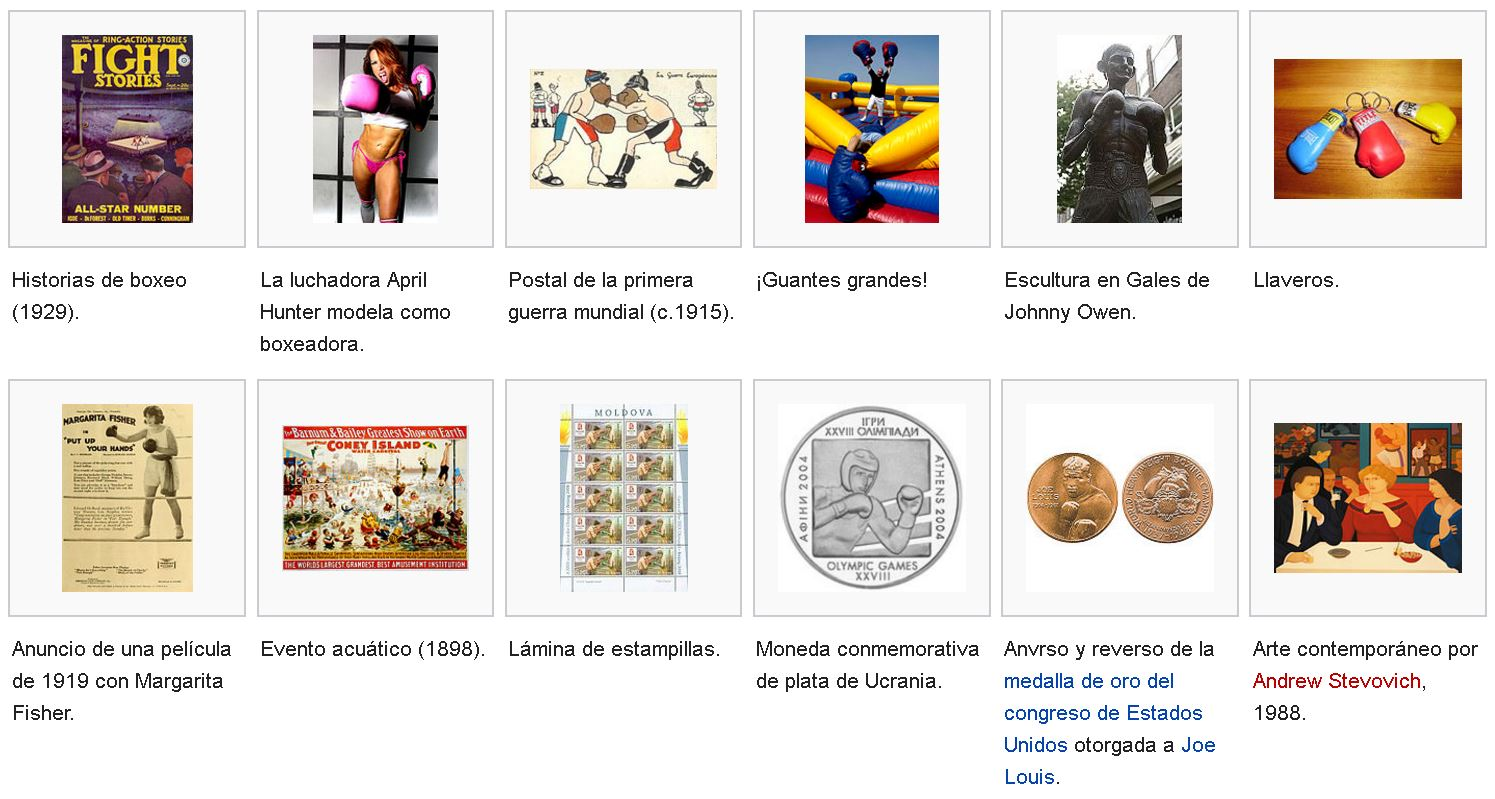

El boxeo ha sido parte de la cultura popular moderna de varios países, al ser plasmado en canciones, en obras cinematográficas y en otras formas y diversos objetos. Representaciones de boxeadores han sido creadas en esculturas, y caricaturas y carteles han sido vehículos de expresión de ideas, críticas o ángulos políticos. Pinturas artísticas han reflejado algún evento del boxeo, y en filatelia, diversos diseños en estampillas han circulado celebrando tanto al deporte como al deportista. Se han escrito libros y se han publicado revistas. Del boxeo se han derivado artículos novedosos, como por ejemplo llaveros, juguetes y videojuegos. En dibujos animados se ha ligado con el canguro, y en realidad a canguros (y gatos) se les han puesto guantes de boxeo (también existe una bandera australiana que lleva el pictograma de un canguro boxeador). La mascota y logotipo de Netscape Communications Corporation, Mozilla, originalmente era verde y usaba guantes de boxeo.
El anime Hajime no Ippo trata sobre un chico de preparatoria que se dedica al boxeo y desea convertirse en boxeador profesional.
El boxeo también es tratado (aunque de forma despectiva) en un capítulo de la serie El Chavo del Ocho. Don Ramón le cuenta al Chavo sus historias como boxeador, y al ver el golpe que el Chavo le da a Quico, comienza a entrenarlo. Después, el Chavo le muestra a Quico lo que aprendió, y al ser golpeado, se queja con su mamá. Esta y el Profesor Jirafales, deciden encarar a Don Ramón, considerando que le está enseñando la antesala del manicomio.
En el año 2006 Aimme Mann y Gail Marowitz, como directoras de Arte, ganaron un premio Grammy por el mejor diseño de embalaje, con la portada del álbum The Forgotten Arm ("El brazo olvidado" en español) el cual es ilustrada con un encuentro cercano de boxeo.

## Boxeo profesional y boxeo aficionado

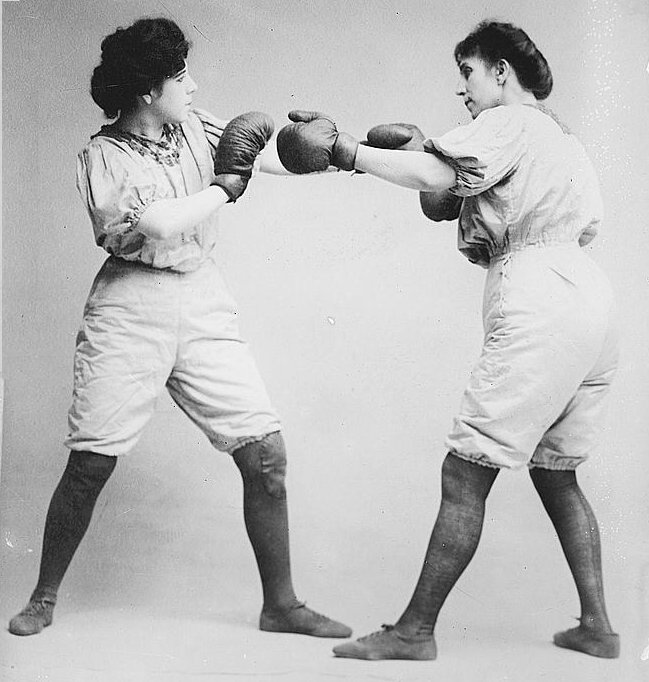
Las hermanas Bennett (c. 1913).

Durante los siglos XVII y XIX, la motivación para las peleas de boxeo era el dinero, mientras los peleadores competían por el premio, los promotores controlaban las entradas, y los espectadores apostaban al resultado. El movimiento moderno olímpico reavivó el interés por el deporte aficionado, y el boxeo aficionado se convirtió en un deporte olímpico en 1904. En la forma actual, peleas olímpicas y otras peleas aficionadas son típicamente limitadas a tres o cuatro asaltos, el marcador es computado por puntos basados en la cantidad de golpes limpios que hayan aterrizado sin importar el impacto, y los peleadores visten equipo de protección de la cabeza, reduciendo el número de heridas, derribes y nocauts.
El boxeo profesional se mantiene, por mucho, como la forma más popular del deporte globalmente, aunque el boxeo aficionado es predominante en Cuba y en algunas antiguas repúblicas soviéticas. Para la mayoría de peleadores, una carrera aficionada, especialmente en los Juegos Olímpicos, ayuda a desarrollar las habilidades y ganar experiencia en preparación para una carrera profesional.

### Boxeo femenino

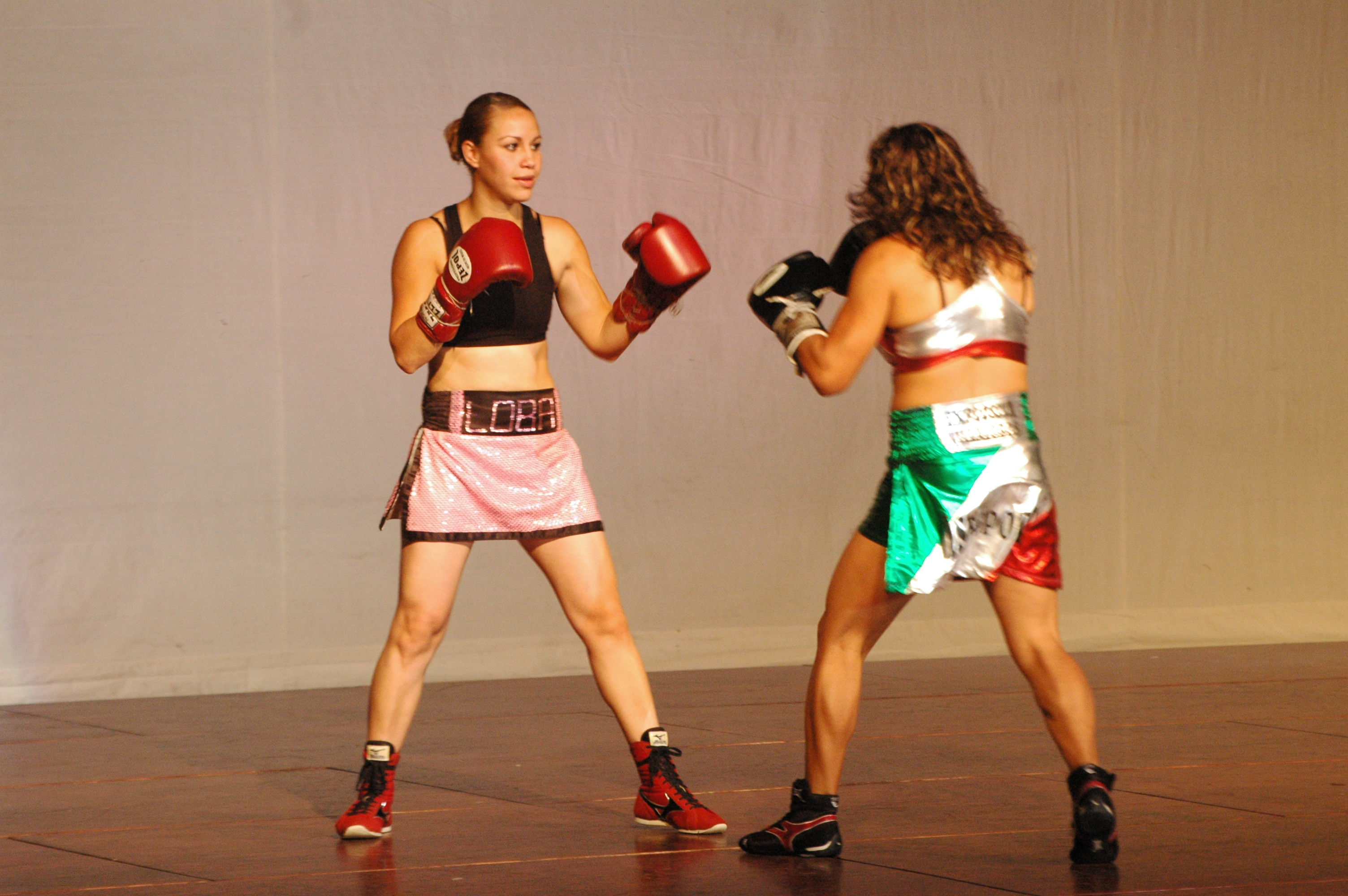
Las boxeadoras Mary y Loba hacen una demostración en el Instituto Tecnológico y de Estudios Superiores de Monterrey, Campus Ciudad de México.

Aunque existen antecedentes desde el siglo XVIII, el deporte de boxeo desempeñado por mujeres, ha tomado más tiempo en obtener aceptación y popularidad entre atletas en muchos de los países, afectado por mecanismos de prejuicios y discriminación, que requirieron de juicios famosos en varios países para garantizar el derecho de las mujeres a practicarlo.
Muchas son las similitudes con el boxeo masculino en lo que respecta a técnica y dedicación del deportista, aunque también se encuentran algunas diferencias. El boxeo femenino formó parte de los Juegos Olímpicos de Londres 2012, y fue inaugurado en los Juegos Panamericanos 2011 en Guadalajara.
- Espectáculos fuera de reglamentación oficial. En las últimas décadas, derivado del deporte del boxeo y separado a un aspecto del espectáculo (más que atlético), se han realizado combates femeninos no necesariamente regulados por asociaciones deportivas, sino de carácter más informal, que han sido presentados principalmente a audiencias masculinas; estos encuentros, por ser prácticamente de tipo no reglamentario, pueden utilizar guantes de mayor tamaño.

### Boxeo masculino
El boxeo practicado por varones adquiere un carácter tradicional, prácticamente en todo el mundo. Históricamente el boxeo masculino ha estado limitado y cuestionado por la posibilidad de sufrir daños graves por parte de los púgiles, hecho que ha llevado a una evolución de las reglas con el fin de proteger a los competidores y minimizar las posibilidades de sufrir daños.
A partir de la década de 1970 el boxeo masculino ha tendido a fragmentarse en varias asociaciones internacionales, limitando severamente de ese modo, la posibilidad de la existencia de campeones mundiales, conviviendo generalmente varios campeones mundiales a la vez, según la asociación que los reconozca.

### Boxeo aficionado

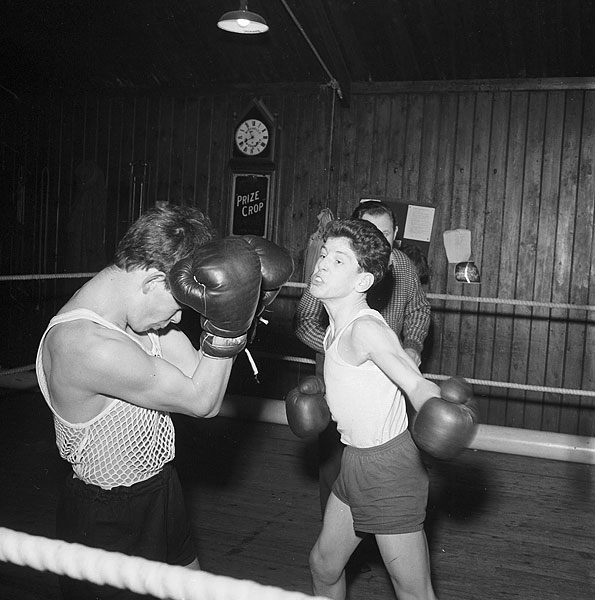
Boxeo aficionado en Gales (1963).

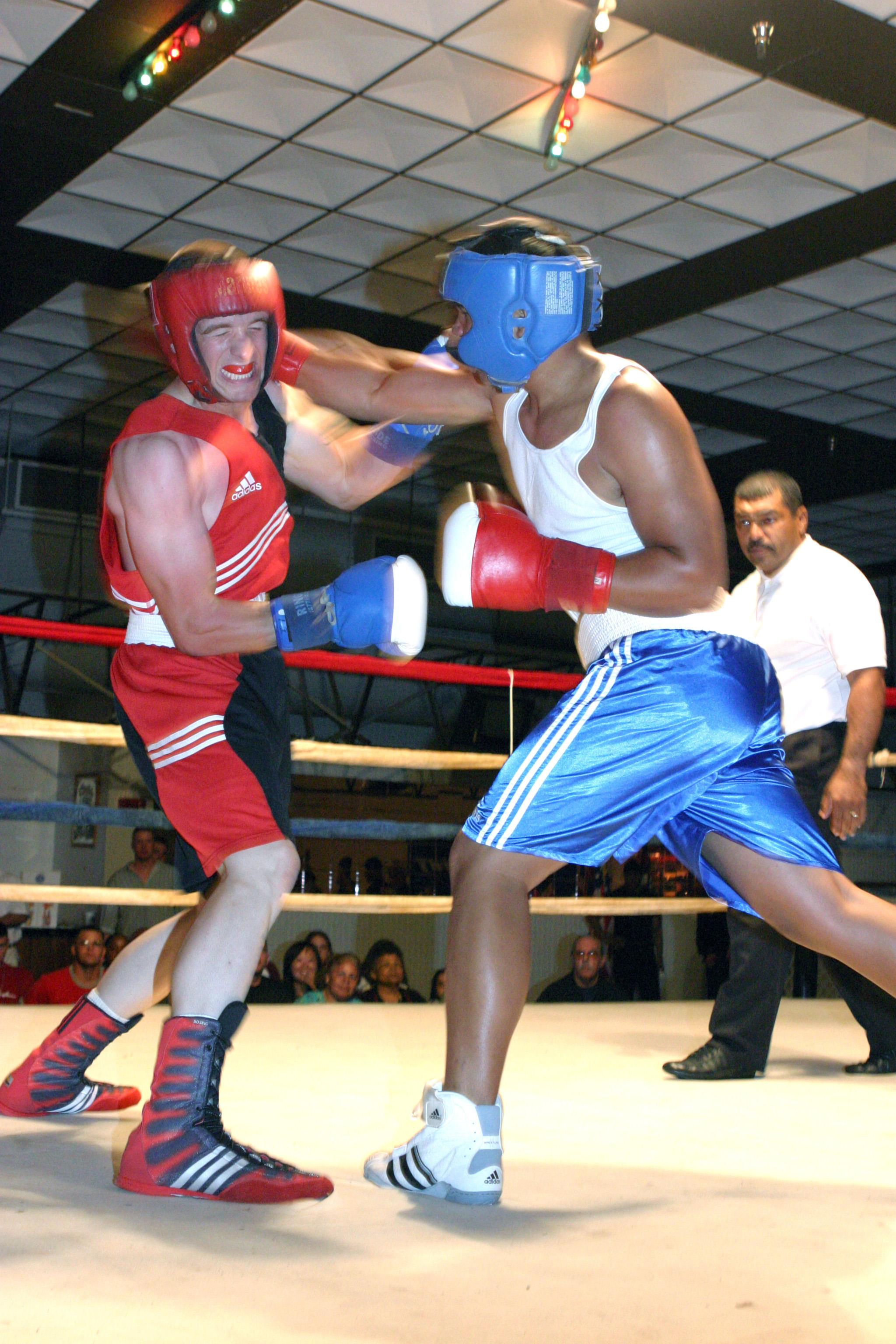
La protección de cabeza era obligatoria en el boxeo aficionado masculino hasta el 2013.

El pugilismo aficionado puede ser encontrado a nivel colegial, en los Juegos Olímpicos, en los Campeonatos mundiales, en los Juegos de la Mancomunidad, en los Juegos Panamericanos, en los Juegos Odesur y en muchos otros lugares regulados por las asociaciones de boxeo aficionado. El boxeo aficionado tiene un sistema de puntaje que mide el número de golpes limpios aterrizados, más que el daño físico. Los encuentros consisten de tres asaltos de tres minutos en los Juegos Olímpicos, en los Juegos de la Mancomunidad, en los Juegos Panamericanos, en los Juegos Odesur y en los campeonatos mundiales regulados por la Asociación Internacional de Boxeo o IBA (International Boxing Association), cada uno con un minuto de intervalo entre asaltos. También es conocido como boxeo olímpico.
Los competidores visten protectores de cabeza y guantes con una franja en los nudillos, que es la superficie total de golpear identificada comúnmente en blanco. Un golpe (punch) es considerado un golpe anotador solo cuando los boxeadores conectan con la porción blanca de los guantes. Cada golpe que aterriza en la cabeza o torso gana un punto. Un árbitro monitorea la pelea para asegurar que los competidores utilicen solo golpes legales (un cinturón en el torso representa el límite bajo de golpes: cualquier boxeador que dé un golpe bajo [debajo del cinturón] es descalificado). El arbitraje también se asegura que los púgiles no usen técnicas de afianzamiento que prevengan al contrincante el articular un golpe (swing), si esto ocurriese, el árbitro separa a los peleadores y les ordena que continúen boxeando.
La puntuación de las peleas es tomada por cinco jueces, pero en casos que para un concurso no hayan disponible la cantidad indicada, entonces tres jueces llevan a cabo la tarea; esta excepción no es aplicable a encuentros olímpicos o internacionales.
El agarrar repetidamente puede desembocar en que el púgil sea penalizado, y en caso último, que sea descalificado. Los árbitros detendrán la pelea si el púgil está seriamente herido, si uno de los boxeadores está dominando en forma considerable al otro o si el marcador está contundentemente parcializado. Las peleas no profesionales que terminan de esta manera pueden ser denominadas: El “Árbitro detuvo el combate” (RSC, referee stopped contest), “Mayor clase del contrincante” (RSCO, outclassed opponent), “Mayor marcador del contrincante” (RSCOS, outscored opponent), “Lesión” (RSCI, injury) o “Herida de cabeza” (RSCH, head injury).

### Boxeo profesional

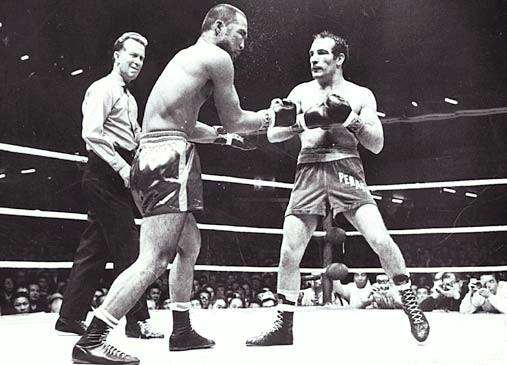
Un combate de boxeo profesional entre Takeshi Paul Fuji y Nicolino Locche (Tokio, 1968), pactado a 15 asaltos de 3 minutos c/u.

Los encuentros en el boxeo profesional son generalmente mucho más largos que las peleas del boxeo aficionado. Típicamente se realizan combates en el rango de diez a doce asaltos, aunque cuatro asaltos peleados son comunes para peleadores de menos experiencia y boxeadores de grupos deportivos. Además se realizan combates profesionales de dos o tres asaltos, especialmente en Australia. A comienzos del siglo XX, era común que las peleas tuvieran un número de asaltos ilimitados, acabando solo cuando un boxeador optara por retirarse, beneficiando así a boxeadores de alta energía como Jack Dempsey.
Quince asaltos se mantuvo como el límite internacional reconocido para peleas de campeonatos durante la mayor parte del siglo XX, esto se mantuvo hasta el año 1980, cuando los encuentros de campeonato fueron recortados a doce asaltos para mejorar la protección a los participantes. Los protectores de cabeza no son permitidos en encuentros profesionales, y a los boxeadores por lo general se les permite recibir mucho más castigo antes de que se detenga la pelea. Aunque en cualquier momento, el árbitro puede detener el combate, si cree que uno de los participantes no puede defenderse por causa de lesión. En ese caso, el otro participante obtiene una victoria por nocaut técnico.
Un nocaut técnico también se le determina al combate en el cual un púgil recibe un golpe que le provoca un corte que el médico determina peligroso. Por esta razón los boxeadores frecuentemente emplean personas responsables de atender las heridas y encargadas de detener los sangrados (cutmen), cuyo trabajo es el de tratar al boxeador entre asaltos para que pueda continuar a pesar de un corte. Si un púgil, simplemente decide no continuar peleando, o si su esquina detiene la pelea, entonces el púgil ganador es también acreditado con la victoria por nocaut técnico. A diferencia del boxeo aficionado los púgiles masculinos profesionales tienen que llevar el pecho al descubierto.

## Categorías

### Profesionales
Los púgiles se dividen en categorías según su peso. En el boxeo profesional las categorías y límites entre las mismas son iguales para varones y mujeres, con las excepciones de que en el boxeo femenino no existe la categoría peso crucero y que el límite inferior para la categoría peso pesado es menor.
Las siguientes son 17 categorías existentes en el boxeo profesional:

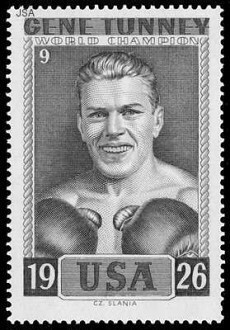
Estampilla en honor a Gene Tunney, campeón mundial de peso pesado.

- Mínimo o paja - menos de 47.7 kg (105 lb)
- Minimosca o mosca júnior- 49 kg (108 lb)
- Mosca - 50,8 kg (112 lb)
- Supermosca o gallo júnior- 52,2 kg (115 lb)
- Gallo - 53,5 kg (118 lb)
- Supergallo o pluma júnior- 55,3 kg (122 lb)
- Pluma - 57,2 kg (126 lb)
- Superpluma o ligero júnior - 59 kg (130 lb)
- Ligero - 61,2 kg (135 lb)
- Superligero o wélter júnior - 63,5 kg (140 lb)
- Wélter o medio mediano- 66,7 kg (147 lb)
- Superwélter o medio juniors - 69,9 kg (154 lb)
- Mediano - 72,6 kg (160 lb)
- Supermediano - 76,2 kg (168 lb)
- Mediopesado - 79,4 kg (175 lb)
- Crucero - 90,72 kg (200 lb). Solo para varones.
- Peso pesado:
  - Varones: +90,72 kg (+200 lb)
  - Mujeres: +79,37 kg (+175 lb)

### Aficionado
En el boxeo aficionado, los competidores también se agrupan por categorías según su peso, y se diferencian según se trate de varones mayores, o de mujeres o cadetes (menores de edad). La Asociación Internacional de Boxeo Aficionado (AIBA) reconoce las siguientes categorías en el boxeo aficionado, a las que denomina del siguiente modo:
| Límite máximo de peso en las categorías del boxeo aficionado | Límite máximo de peso en las categorías del boxeo aficionado | Límite máximo de peso en las categorías del boxeo aficionado | Límite máximo de peso en las categorías del boxeo aficionado | Límite máximo de peso en las categorías del boxeo aficionado |
| --- | ------------------------------------------------------------ | ------------------------------------------------------------ | ------------------------------------------------------------ | ------------------------------------------------------------ |
| | Varones sénior y júnior                                      | Varones sénior y júnior                                      | Mujeres sénior y júnior                                      | Mujeres sénior y júnior                                      |
| | Kilos                                                        | Libras                                                       | Kilos                                                        | Libras                                                       |
| Peso mosca ligero | 47                                                           | 105,82                                                       | 46                                                           | 101,41                                                       |
| Peso mosca | 51                                                           | 112,44                                                       | 48                                                           | 105,82                                                       |
| Peso gallo | 54                                                           | 119,05                                                       | 51                                                           | 112,44                                                       |
| Peso pluma | 57                                                           | 125,66                                                       | 54                                                           | 119,05                                                       |
| Peso ligero | 60                                                           | 132,28                                                       | 57                                                           | 125,66                                                       |
| Peso wélter ligero | 64                                                           | 141,10                                                       | 60                                                           | 132,28                                                       |
| Peso wélter | 66,678                                                       | 147                                                          | 64                                                           | 141,10                                                       |
| Peso superwélter | 69                                                           | 154                                                          | 69,853                                                       | 154                                                          |
| Peso medio | 75                                                           | 165,35                                                       | 69                                                           | 152,12                                                       |
| Peso semipesado | 81                                                           | 178,57                                                       | 75                                                           | 165,35                                                       |
| Peso pesado | 91                                                           | 200,62                                                       | 81                                                           | 178,57                                                       |
| Peso superpesado | Sin límite                                                   | Sin límite                                                   | Sin límite                                                   | Sin límite                                                   |
| Fuente: Reglamento Técnico y de Competición. Apéndice C: terminología para las categorías de pesos y el rango de pesos, Asociación Internacional de Boxeo Amateur. |                                                              |                                                              |                                                              |                                                              |

Algunas federaciones nacionales han establecido algunas modificaciones al sistema de categorías dispuesto por la AIBA para peleas internacionales. Una de ellas es la creación de una categoría más, para mujeres, denominada peso mínimo, con límite máximo de 46 kg. En el resto de las categorías existen también diferencias en los límites. Finalmente, la FEB establece un peso máximo de 86 kg (189,6 lb) para la categoría superpesado en el boxeo femenino, lo que significa que mujeres con pesos mayores a ese límite no puedan boxear.

## Reglamento

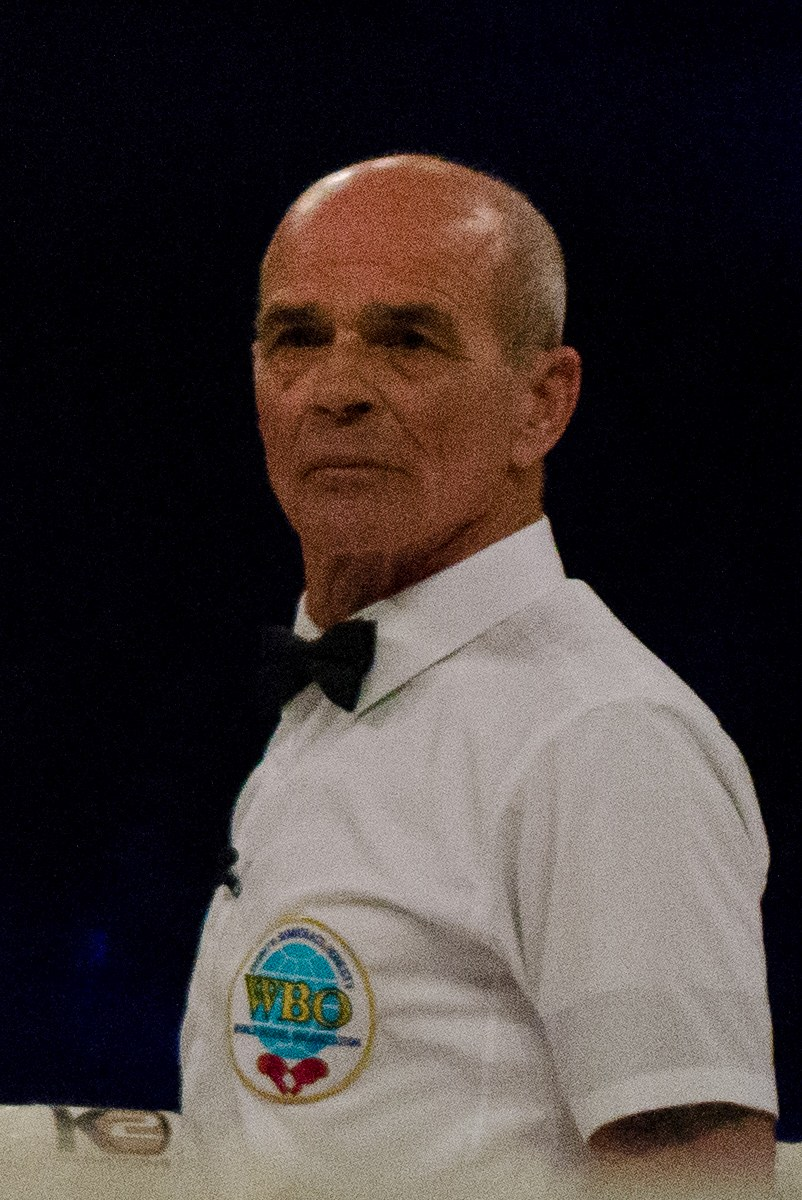
Árbitro de boxeo, persona encargada de hacer cumplir el reglamento durante el combate.

Un encuentro de boxeo típico consiste en combatir un número determinado de asaltos durando cada uno de ellos 3 minutos. Lo más común es que haya entre 9 a 12 asaltos teniendo un minuto de margen para descansar entre el final de un asalto y el siguiente.
Este encuentro está regulado por un árbitro que es el mediador y el que está en comunicación con los jueces y la conducta de los luchadores para que la pelea sea lo más limpia posible.
En encuentros entre púgiles, es idóneo el que una pelea sea considerada «limpia», o sea que el carácter atlético se mantiene con la calidad de competencia cabal que provee un espectáculo deportivo practicado en el mundo, aunque en muchos combates esto no sea lo demostrado en verdad; por lo que el observar el reglamento de boxeo es de crucial importancia al deporte.
Hasta tres jueces pueden estar en el ring para puntuar cada asalto y asignar puntos, cuya cantidad está determinada por golpes, la defensa, sujetar y otros. Esto puede y ha dado situaciones de controversia donde uno de los jugadores se ha podido sentir «robado» de la victoria pensando que se había desenvuelto mejor. A cada boxeador se le asigna una esquina en del cuadrilátero donde le acompaña fuera su entrenador y un segundo de confianza para apoyar al luchador. Al terminar cada asalto los jugadores deben volver a las esquinas preasignadas. 
El objetivo para ganar es tener el máximo de puntos. La decisión de los jueces puede ser unánime o discrepar. Otras formas de ganar es que el boxeador deje a su oponente Nocaut que será preciso analizar si fue por derribo completo o si se deslizó o se resbaló. Será decidido por el árbitro. 
El reglamento marca que, en caso de Nocaut, el árbitro debe contar hasta diez para que un Nocaut sea oficial. (el "Nocaut Técnico" es decidido por terceros como el médico del combate para garantizar la integridad del boxeador).
El reglamento especifica los puntos prohibidos y detalla los escenarios penados en el deporte -ya sea profesional o de aficionado (amateur), ya sea masculino o femenino. Estos puntos prohibidos serían golpear por debajo de la cintura, escupir, agarrar, morder o empujar. Los pantalones de boxeo son elevados para que el oponente no pueda golpear la ingle. También está prohibido dar patadas, golpes con la cabeza o con otra parte del cuerpo que no sean los puños cerrados cubiertos por los guantes de boxeo. También se prohíbe los golpes por la espalda o en la cabeza, cuello o riñones. 
El árbitro usa un lenguaje mímico para señalar faltas durante la pelea.
Algunas acciones no permitidas:
- Golpear la nuca o detrás de la cabeza.
- Patear, pisar o morder al oponente.
- Sujetar, atrapar o apresar los brazos, cadera o cuello del rival.
- Darle la espalda al contrincante, y rehuir el combate.
- Hacer tropezar, lanzar, agarrar o golpear los muslos o piernas del rival.
- Golpear bajo el nivel del cinturón a la ingle (golpe bajo).
- Dar cabezazos, codazos, o golpes con el hombro de forma intencional.
- Usar golpes de mano abierta, o meter los dedos a los ojos.
- Los golpes con la parte reversa de la mano serán permitidos mientras no golpee el brazo.
- Los golpes con salto son legales mientras el rival no sea golpeado con otra extremidad.
- Hacer uso de otros objetos que no sean los guantes reglamentarios, para golpear.[47]
- Agacharse abajo de la línea del cinturón.[51]

Si se incumple alguna de estas reglas pasarán a ser faltas que recaerán en el boxeador que las haya acometido y puede conllevar avisos, descontar puntos o la descalificación del boxeador perdiendo el combate. La manera más común de ser descalificado es intentar hacer alguna de las faltas nombradas de forma intencional.

## Combates

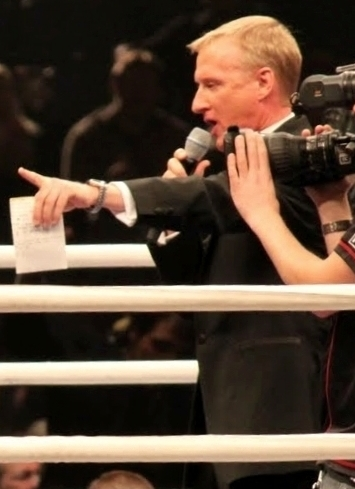
El anunciador estadounidense Jimmy Lennon Jr.

Los combates de boxeo son enfatizados por el anunciador, el cual se encarga de mencionar el nombre de los boxeadores, su nacionalidad, la vestimenta que los identifica, el peso y el tamaño de cada uno. Así como también el número de asaltos, y si la pelea es amistosa o si hay un título en juego. También menciona el nombre del árbitro y de los tres jueces de boxeo, y se encarga de decir el número de asaltos desde el primero hasta el último.
Al finalizar la pelea, el anunciador dirá la puntuación por cada juez (en caso de no haber nocaut), anunciar la victoria por nocaut o "nocaut técnico". También mencionará el nombre del ganador, o si la pelea terminó en empate.
Desde el segundo asalto y para informar al público un o una asistente emplea un cartel indicando el número consecutivo del asalto.

### Previo al combate

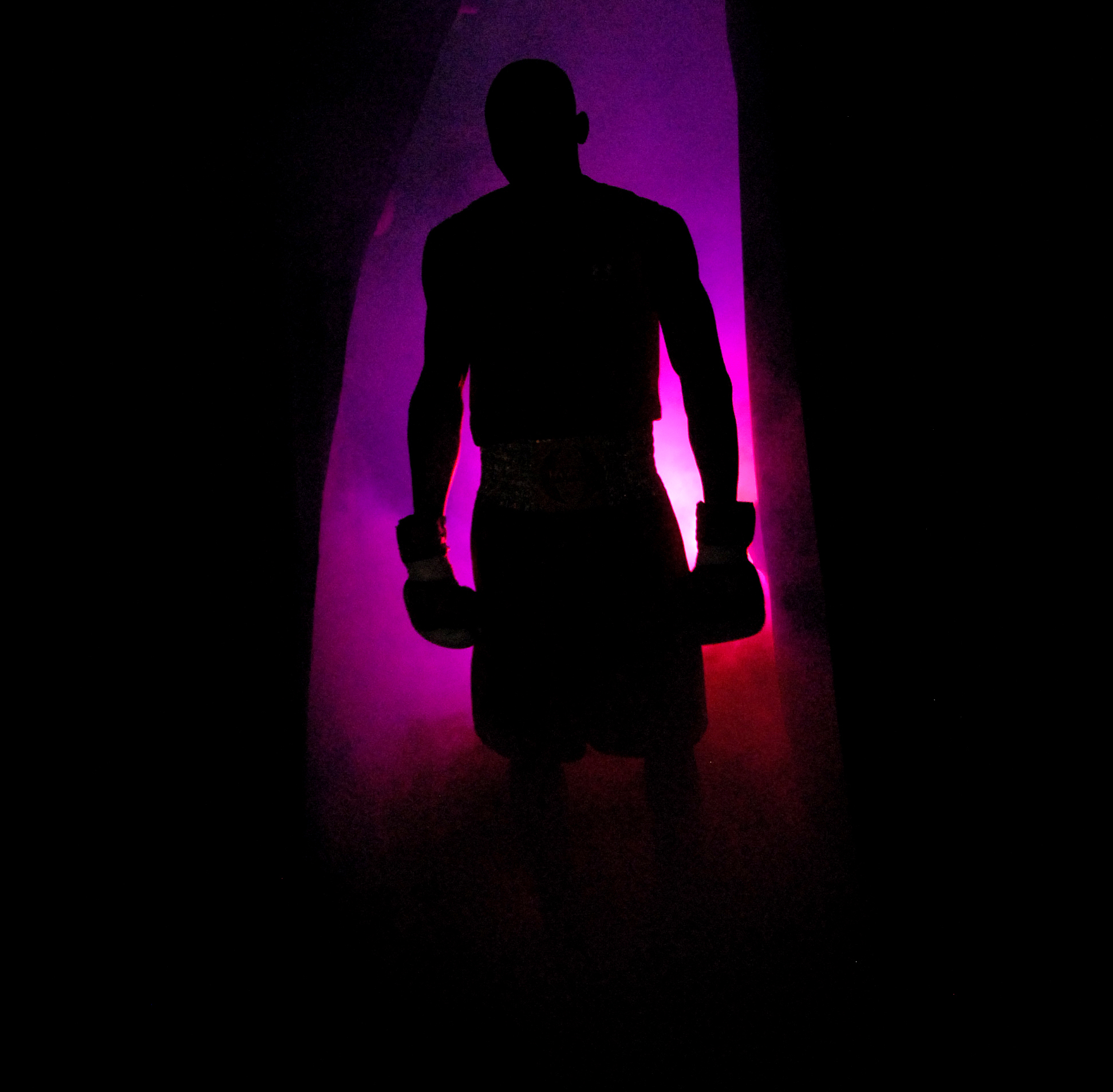
Silueta de un boxeador saliendo del túnel.

- Peso: todos los púgiles para participar en la pelea planeada, deben presentarse con anticipación y ser pesados y deben tener el peso establecido de acuerdo a la categoría que les corresponde. El que un boxeador no entre en el rango de peso establecido le costará no calificar para el evento. El peso de cada uno es registrado.[47]
- Joyería: los boxeadores han de combatir sin portar joyería, así que el personal de arbitraje se encargará de asegurar que ni collares ni pulseras, ni hebillas o ningún otro objeto esté presente, incluyendo algún peso u objeto ilegal escondido en los guantes.[47]
- Ungüento: la aplicación de algún ungüento aceitoso o graso sobre el cuerpo, sobre las cejas y el resto del rostro del boxeador, es común, pues es un elemento que facilita el deslizar el impacto de los guantes.[47]
- Calentamiento: cada boxeador por su cuenta (y a su manera), preferirá prepararse el cuerpo y la mente; previo al combate quizá prefieran calentar los músculos (rotación articular, elevación de la temperatura corporal y un estiramiento general) del cuerpo, incluyendo los músculos del cuello. Quizá habrán recibido un masaje activador general o local en los muslos, pantorrillas, espalda, hombros y el músculo trapecio, o practicarán simulando varios golpes al aire, combinaciones, fintas y amagues. Para mantenerse alerta, continúan con pequeños desplazamientos con salto, y se acostumbra cubrir al púgil con una bata mientras se aproxima al cuadrilátero.[47]

### Asaltos
La pelea está dividida en episodios, los cuales son llamados asaltos. La cantidad está determinada por el tipo de evento que sea. El tiempo de cada uno de estos es limitado, a tres minutos cada uno. Los episodios están separados por un período de agrupamiento de un minuto.

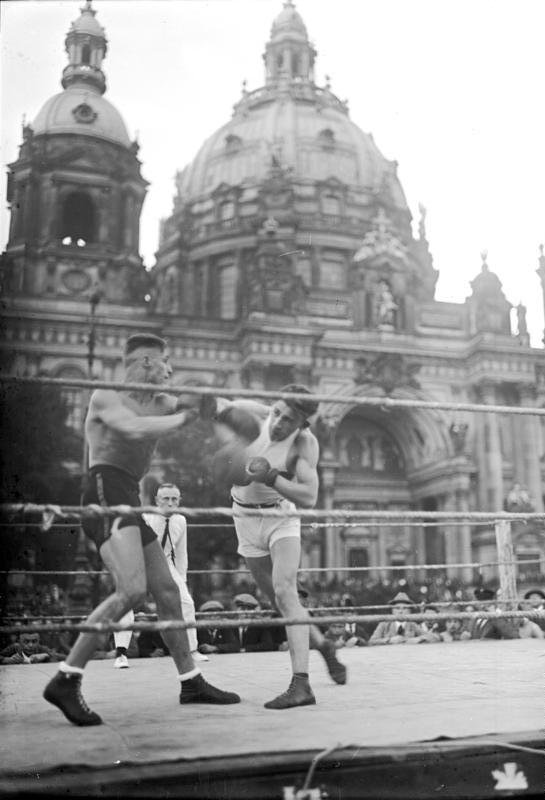
Combate de boxeo pactado a 20 asaltos de 5 minutos cada uno, que ocurrió en el Lustgarten en Berlín; al fondo, la catedral (1924).

Los encuentros de boxeo comenzaron realizándose sin limitación de asaltos y sin límite de tiempo y sin el uso de los guantes. Continuaron realizándose con el uso obligatorio de los guantes (hasta la actualidad), pero sin limitación de asaltos y sin límite de tiempo. Continuaron a 20 asaltos de 5 minutos cada uno; luego, a 15 asaltos de 3 minutos. Los campeonatos del mundo y continentales se realizan a doce asaltos de 3 minutos; los campeonatos con título nacional en juego son a 10 asaltos de 3 minutos, los combates sin título en juego o con algún título de menor importancia se realizan a 4, 6, 8 o 10 asaltos (todos de 3 minutos), según se pacte.
En el nivel profesional del boxeo, los asaltos en combates profesionales tienen una duración de 3 minutos. En el nivel aficionado, hasta el 31 de diciembre de 2008, los combates se realizaban a cuatro asaltos de 2 minutos. Debido a una reforma del reglamento en 2008, la cantidad de asaltos y su duración es la siguiente:
- Varones sénior: 3 asaltos de 3 minutos cada uno (vigente desde 1/1/2009)
- Mujeres sénior: 4 asaltos de 2 minutos cada uno (vigente desde 1/1/2009)[53]
- Varones júnior: 4 asaltos de 2 minutos cada uno
- Mujeres júnior: 3 asaltos de 2 minutos cada uno
- Varones cadetes: 3 asaltos de 2 minutos cada uno
- Mujeres cadetes: 3 asaltos de 1½ minutos cada uno (vigente desde 1/1/2009)

En algunos espectáculos profesionales, previo al episodio, y durante el descanso, el número del asalto es señalado con un cartel indicando el siguiente con un número visible al público; portado por una edecán sobre el cuadrilátero que recorre su periferia interior.

#### Evolución
En la siguiente tabla se muestra la evolución del número de los asaltos en el boxeo a lo largo de la historia y el tiempo de duración de estos, y según el título en juego.
El símbolo del infinito (∞) quiere decir sin límite o ilimitado, a la caída del oponente. 
| Número de asaltos | Límite de tiempo para c/u de los asaltos | Título en juego                                                 | Uso de guantes | Vigente |
| ----------------- | ---------------------------------------- | --------------------------------------------------------------- | -------------- | ------- |
| ∞                 | ∞                                        | Título mundial                                                  | No             | No      |
| ∞                 | ∞                                        | Título mundial                                                  | Sí             | No      |
| 20                | 5 minutos                                | Título mundial                                                  | Sí             | No      |
| 15                | 3 minutos                                | Título mundial                                                  | Sí             | No      |
| 12                | 3 minutos                                | Título mundial Título continental                               | Sí             | Sí      |
| 10                | 3 minutos                                | Título nacional Título de menor importancia Sin título en juego | Sí             | Sí      |
| 8                 | 3 minutos                                | Título de menor importancia Sin título en juego                 | Sí             | Sí      |
| 6                 | 3 minutos                                | Título de menor importancia Sin título en juego                 | Sí             | Sí      |
| 4                 | 3 minutos                                | Título de menor importancia Sin título en juego                 | Sí             | Sí      |

### Derribo

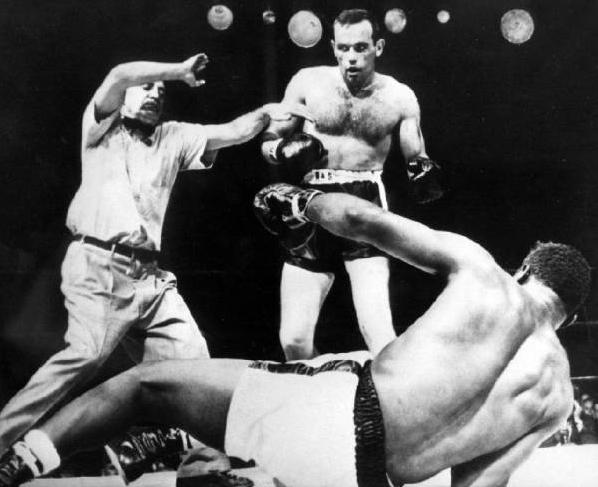
Intervención del arbitraje cuando Ingemar Johansson noquea a Floyd Patterson para convertirse en el campeón mundial de peso completo (26 de junio de 1956).

Durante el tiempo delimitado de batalla en el asalto, un boxeador puede derribar o ser derribado. Un púgil puede impartir un golpe fuerte, uno bien colocado, o uno que haya tomado al rival sin una buena postura de pies y con tal le ha hecho perder el equilibrio o le ha hecho perder de momento la conciencia resultando en que caiga, esto resultará en que el árbitro aplique la cuenta de protección. Ha habido ocasiones en las que ambos boxeadores han caído a la lona en simultáneo.

### Conteo de protección
En el transcurso de un asalto, acontecido un golpe que derribe al oponente, éste tiene derecho a un conteo de protección, lo cual significa que durante varios segundos –indicados por el personal de arbitraje– no habrá ni golpes ni acechos hasta que el púgil indique que está listo para continuar. Pero el conteo tiene un límite, por ejemplo diez segundos contados e ilustrados con los dedos por el árbitro, así es que si se completa la cuenta, y el boxeador no se ha recuperado, entonces la victoria del combate será adjudicada al peleador que impuso el golpe devastador.
Sin embargo, que el boxeador derribado se levante antes que el periodo de conteo acabe, no garantiza que el evento continúe, no es suficiente que el deportista se incorpore, sino que su estado mental, el que su vista no esté perdida, o que haya sufrido graves heridas son factores que el arbitraje sopesa al decidir la continuación de la riña. Si es necesario, médicos evalúan la condición actual del boxeador, opinión aceptada ya sea para detener o continuar el evento.

### Nocaut

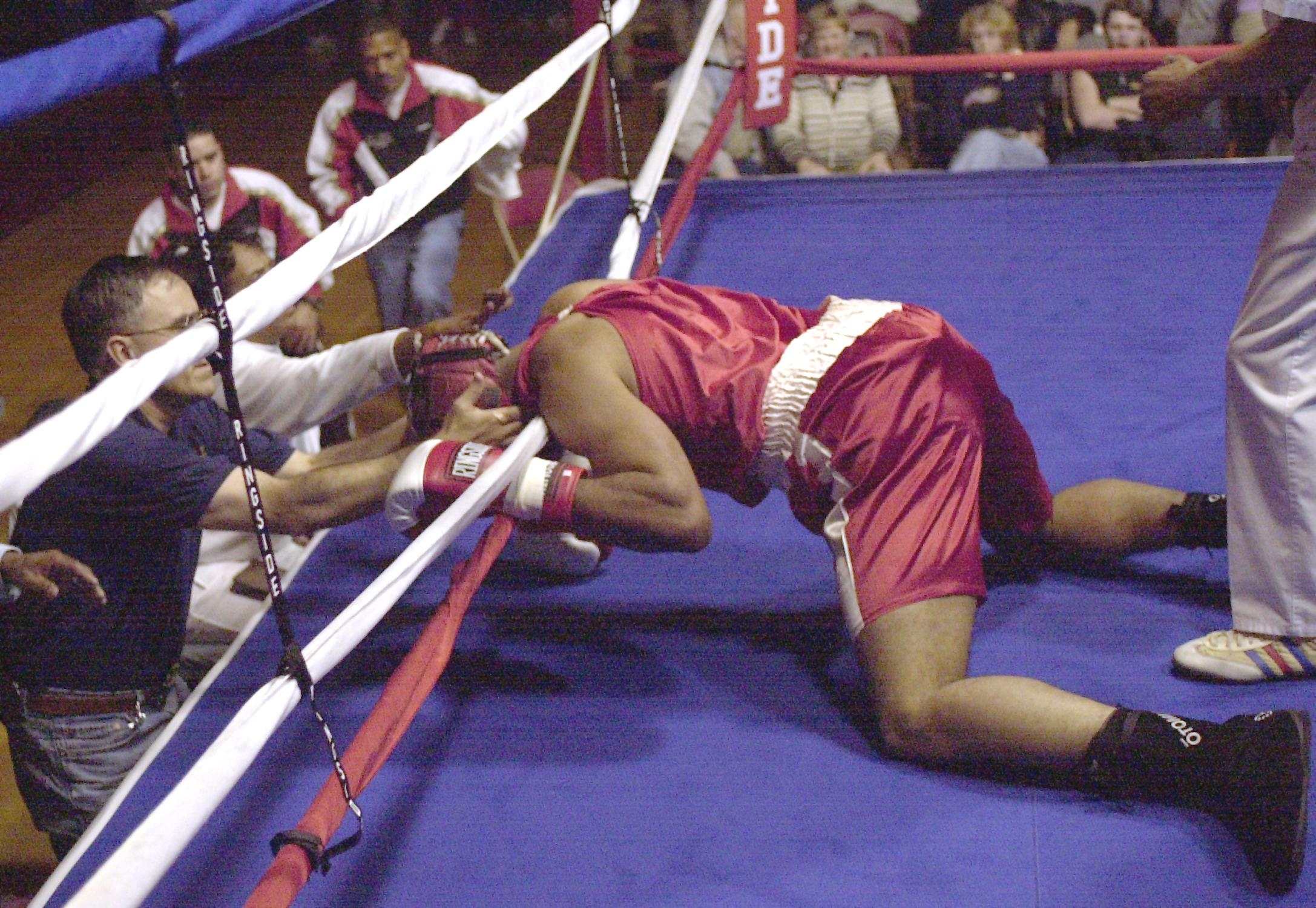
El nocaut se caracteriza por una pérdida temporal de la conciencia.

En los asaltos, siempre que un boxeador recibe un golpe que le deje fuera de combate, frecuentemente por la pérdida de la conciencia, se le denomina nocaut (K.O., knockout) y queda fuera de la pelea. El nocaut es uno de los episodios más espectaculares (y polémicos) en un espectáculo pugilístico, y es determinante en el resultado de una pelea, pues el boxeador que es noqueado pierde el combate. La controversia abarca el ser sinónimo de perder la consciencia. El nocaut (K.O. del inglés knock-out) ocurre cuando la cuenta ha alcanzado el límite y el boxeador no se ha recuperado.
Hay nocauts técnicos, los cuales también deciden quien es el ganador. Este tipo de nocauts se da cuando uno de los dos luchadores ya no responde a los ataques del otro y el árbitro detiene la pelea, también si uno de los combatientes no desea pelear más y se rinde, dando la espalda al oponente o al no salir a combatir para el siguiente asalto.

### Victoria por decisión

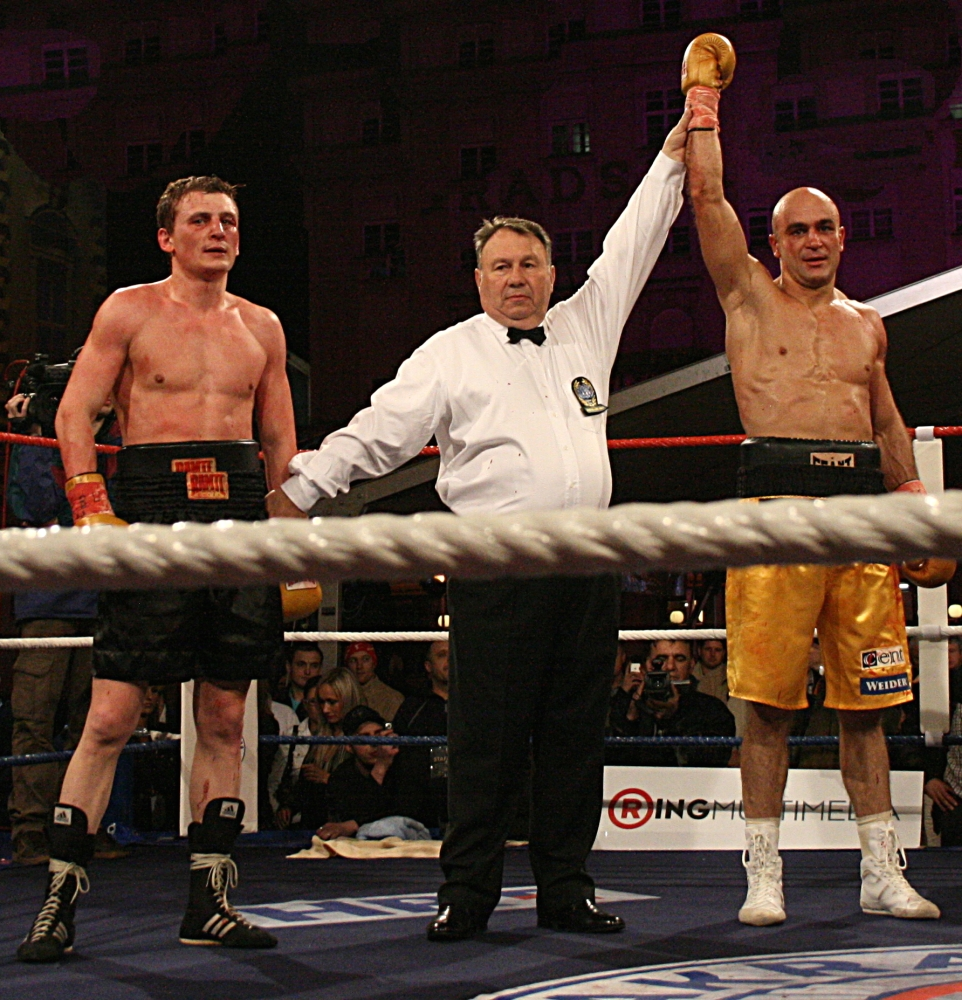
Se declara a un vencedor.

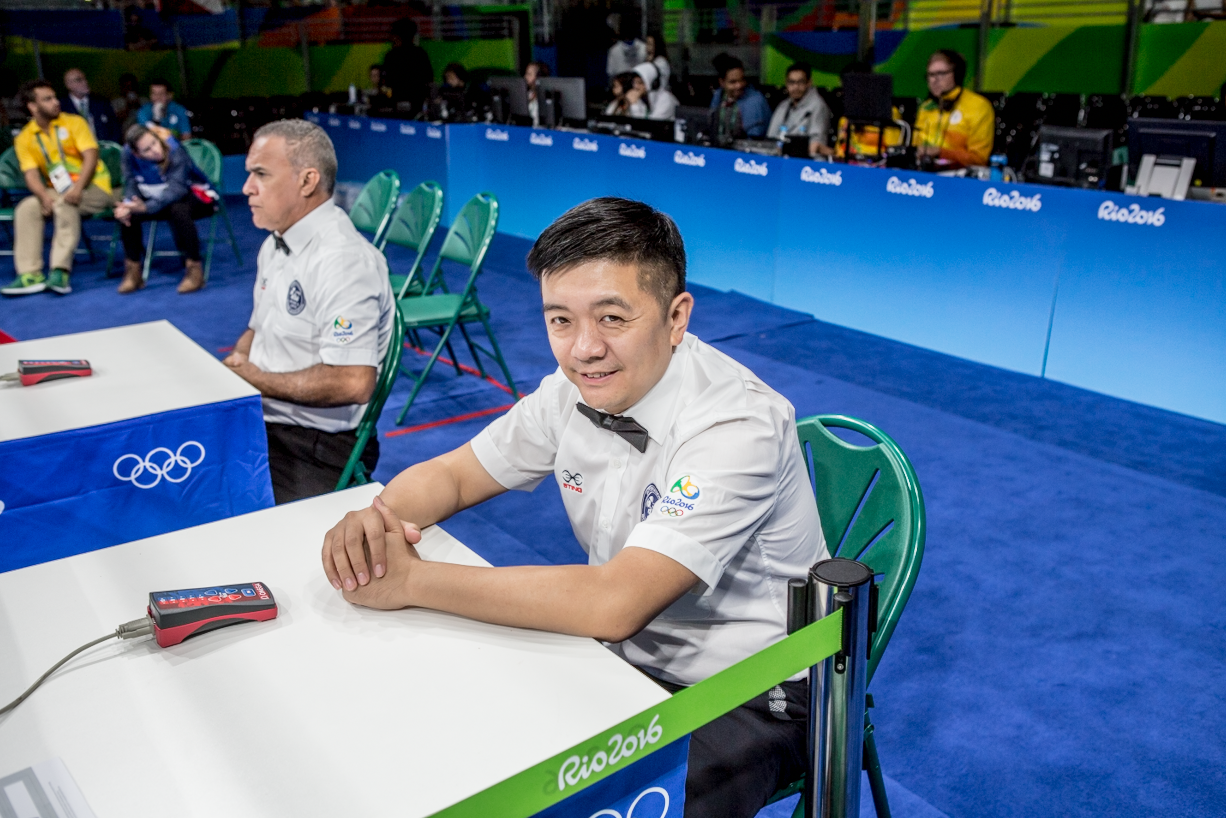
Jueces de boxeo, encargados de declarar al vencedor por decisión en caso de no haberse producido nocaut alguno, luego de haber concluido todos los asaltos.

Si la pelea cumple el transcurso de todos los asaltos acordados y uno de los boxeadores no fue noqueado fuera de la pelea o descalificado, entonces el combate disputado será decidido por el conteo total de puntos que cada peleador anotó en cada uno de los asaltos. O sea que en cada asalto un boxeador puede haberse desempeñado de mejor forma que su contrincante; esto significa que los jueces de arbitraje del evento habrán observado la calidad de la pelea de cada púgil y habrán acreditado al púgil con puntos dependiendo de la certeza de sus golpes, la cantidad de golpes, lo eficiente de sus golpes, el que el boxeador se haya mantenido con una actitud deportiva y competitiva, etc. Las anotaciones que los jueces habrán hecho en sus tarjetones les indicará la puntuación que han acreditado a cada boxeador y sus calificaciones serán indicadas al árbitro del evento quien leerá los resultados para declarar al vencedor. Si fuesen tres los jueces y cada uno observó que un boxeador mantuvo una mejor pelea, la decisión será considerada como unánime.

## Cuadrilátero

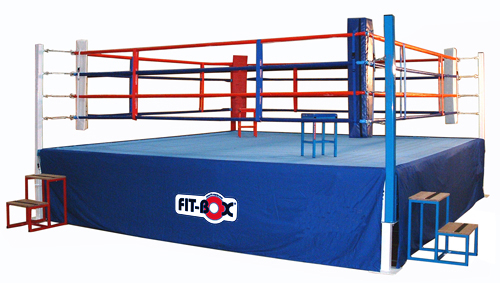
El cuadrilátero con escalones de acceso. Esquinas neutrales en blanco.

En el pugilismo contemporáneo, al área de combate se le refiere como el «cuadrilátero» por la forma de su superficie principal, aunque la palabra oficial es en inglés: ring. Se trata de una plataforma estructurada para permitir que la pelea sea vista por el público; la plataforma proporciona altura al evento, y se levanta sin exagerar sino que -a grandes rasgos- puede quedar a nivel del pecho u hombros de las personas que estén de pie junto a este, por ejemplo observadores técnicos. Su construcción debe ser segura y nivelada, y la superficie principal no debe presentar obstáculo alguno.
En los cuadriláteros de boxeo también se suelen realizar combates de vale todo.

### La lona oring

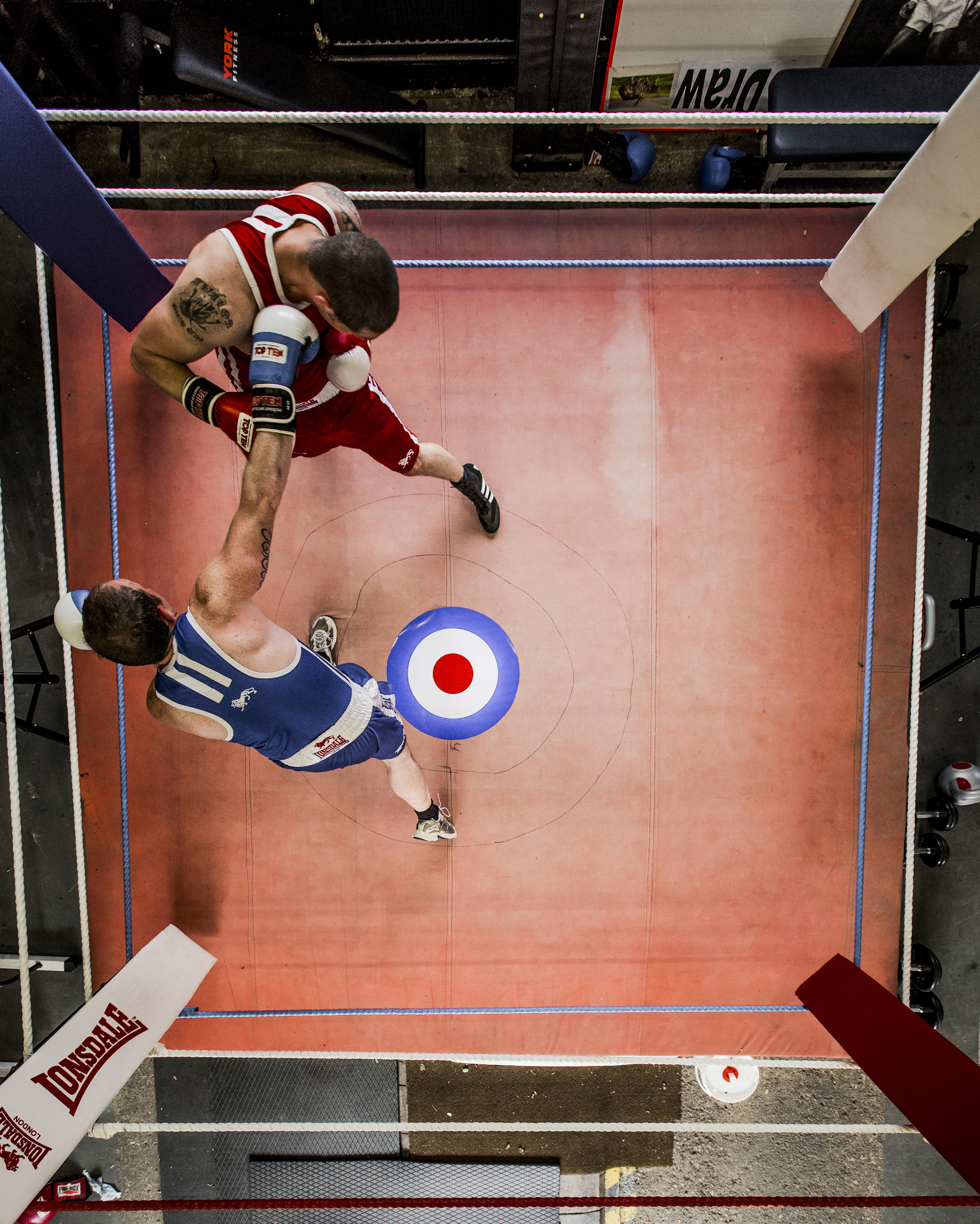
Otra perspectiva de un cuadrilátero de entrenamiento no convencional. Nótese el tamaño reducido.

Aparte de la designación al material, se le llama lona a la superficie donde el combate se lleva a cabo, o sea la superficie sobre la cual los boxeadores se desplazan. En una forma básica, esta es de color natural del tejido textil, y en manera más sofisticada puede ser azul, y dependiendo del evento, puede ser empleada como medio promocional, de mercadotecnia y publicidad. La cubierta del piso debe de ser de un material aprobado, como lo es el fieltro, o de uno que tenga elasticidad como la goma. El material debe de ser estirado y fijado. También se le llama ring (inglés para "anillo") debido a que en sus inicios fue circular.
En los encuentros pugilísticos, la lona toma importancia reglamentaria, ya que al ser noqueado y quedar derribado sobre la lona después de un conteo de protección establecido por el arbitraje dará como resultado la derrota al peleador si no se recuperó y la victoria al boxeador que impuso el castigo. Por lo que quedar en la lona es equivalente a perder el encuentro. Una de las medidas esenciales para continuar un combate es el que los boxeadores se mantengan en pie.
Una forma de demorar una pelea es colocar una rodilla sobre la lona; esto indicará al referee que el boxeador ha solicitado que se detenga la pelea por alguna razón.

#### Escaleras
De acuerdo al reglamento de boxeo aficionado, deben de haber tres escaleras alrededor del cuadrilátero: una en cada esquina asignada a los boxeadores, donde ellos y su equipo de apoyo puedan subir, además de una escalera en una esquina neutral, por donde los árbitros y los médicos puedan acceder el área de combate.

### Las esquinas

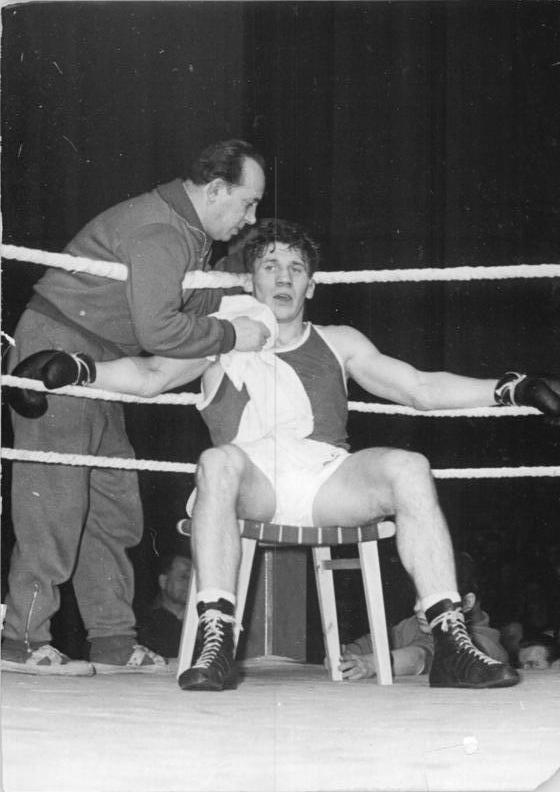
Atención y descanso (1955).

Ya que la zona de combate es un cuadrilátero, una esquina es asignada a un combatiente, y la esquina opuesta le es asignada al otro pugilista. Estas esquinas son las áreas que representan la reagrupación del boxeador durante el período de descanso, dígase de un minuto, entre asaltos. También es donde el equipo de apoyo del deportista se aplica a atender sus heridas, ofrecer agua y consejo. El equipo de esquina es de gran importancia en el transcurso del encuentro, pues conocen al boxeador, frecuentemente lo han seguido desde su entrenamiento, y pueden ofrecer ajustes de técnica en combate y defensa porque ven el desarrollo de la pelea desde fuera de las cuerdas.
El equipo de apoyo puede ser constituido por el entrenador principal, el entrenador asistente y un paramédico encargado de cerrar las heridas y detener el sangrado.
Al finalizar el asalto, es común que se suba un banco para que el púgil se siente y repose un poco y sea más fácil atenderlo; cuando el boxeador regresa a atender el siguiente asalto, el asiento (y cualquier otro objeto) se retira para dejar el área libre. En diseños modernos, el asiento está sujeto al poste de la esquina que también provee el eje de rotación para que se posicione o retire desplazándolo en rotación sobre su eje.

#### «Tirar la toalla»
Desde la esquina, el equipo de apoyo puede «tirar la toalla» si lo cree prudente para el cuidado del púgil; esto significa que el entrenador puede detener la pelea por completo en el momento que arroja su toalla, (la cual por lo general es blanca) o esponja, para señalar al arbitraje de esta decisión. Por lo que la frase «tirar la toalla» es equivalente a darse por vencido.
La decisión de arrojar la toalla hacia el centro de la lona, y por consiguiente detener de inmediato la pelea aceptando la derrota, recae en la prudencia del equipo de apoyo del boxeador, y es una decisión que se respeta y se mantiene como resultado final aunque el pugilista participante no esté de acuerdo con ello.
El detener la pelea puede evitar daño irreparable al boxeador.

### Las cuerdas

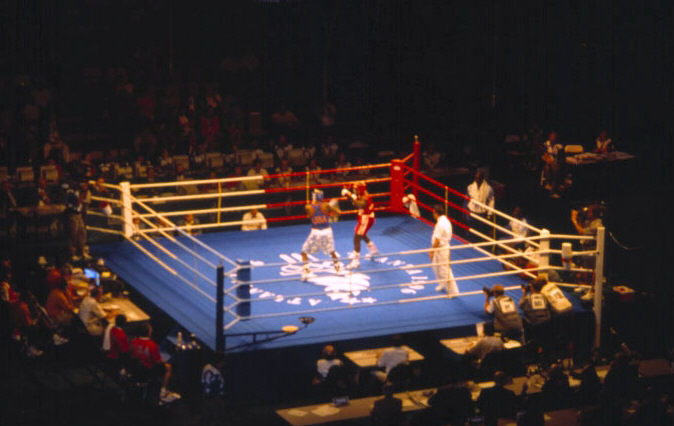
Cuadrilátero olímpico. (JJ. OO. de Atlanta 1996).

Una de las características sobre el cuadrilátero moderno, es el uso de cuerdas que limitan su perímetro. Las cuerdas señalan el área reglamentaria para el boxeo, y proveen cierto grado de seguridad a los deportistas pues el encuentro es sobre una plataforma. Las cuerdas son forradas, a veces luciendo colores sólidos. Se encuentran posicionadas en forma paralela una de la otra, y son cuatro, o tres, de ellas por lado. El diámetro de estas también es limitado en un rango de espesor; son entre 3 y 5 centímetros para las competencias de boxeo aficionado.
El uso de las cuerdas durante un combate pugilístico se torna estratégico dependiendo de la defensa y ataque. Un peleador abatido quizá busque apoyar su espalda sobre las cuerdas durante un ataque de su contrario, o buscar resguardo cubriendo su espalda en el poste de alguna esquina y esperar que las cuerdas que están en la proximidad sirvan de estorbo alguno a los golpes. Por lo tanto, el uso de la frase “estar contra las cuerdas” es indicativo de una situación adversaria y desventajosa.
En el pasado, el uso de cuerdas fue más limitado. Al principio, sin cuerdas, luego con tres, o menos, mucho más holgadas que las empleadas en el siglo XXI; entre las esquinas, las cuerdas muestran atiezadores que ayudan a mantener un espaciamiento entre cuerdas más constante.
Distancia de las cuerdas con respecto a la superficie del cuadrilátero: 40,6 cm / 71,1 cm / 102,6 cm / 132,1 cm.

### La campana
Cada asalto es de tiempo limitado, y los boxeadores son avisados de iniciar el asalto y de concluir cada asalto y detener los golpes de inmediato al escuchar el sonido de una campana. Es común que los boxeadores sean avisados con anticipación 10 segundos antes que suene la campana. El tono metálico de la campana es percibido al sonar, en general, una sola vez en cada ocasión. La campana es sonada por alguno de los jueces o del personal de arbitraje, por lo que no está presente dentro del cuadrilátero sino en su alrededor. Es incorrecto continuar los golpes después de escuchar la campana. El timbre de la campana puede ser metálicoo por señales electrónicas.

## Indumentaria y protección personal

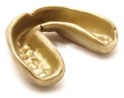
Protector bucal.
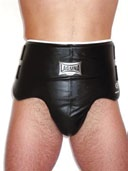
Protector de bajos, o inguinal.
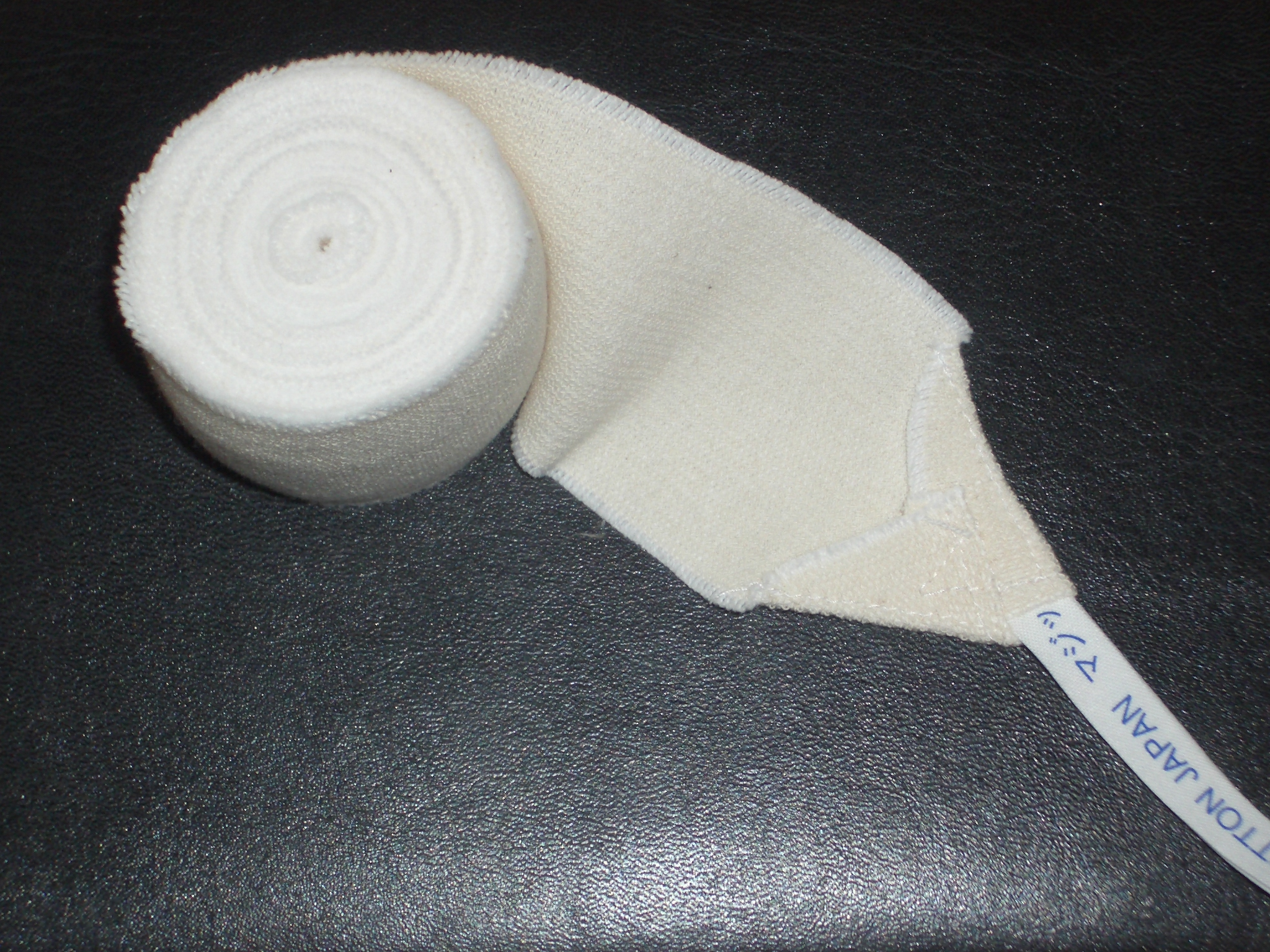
Vendas de boxeo para las manos.
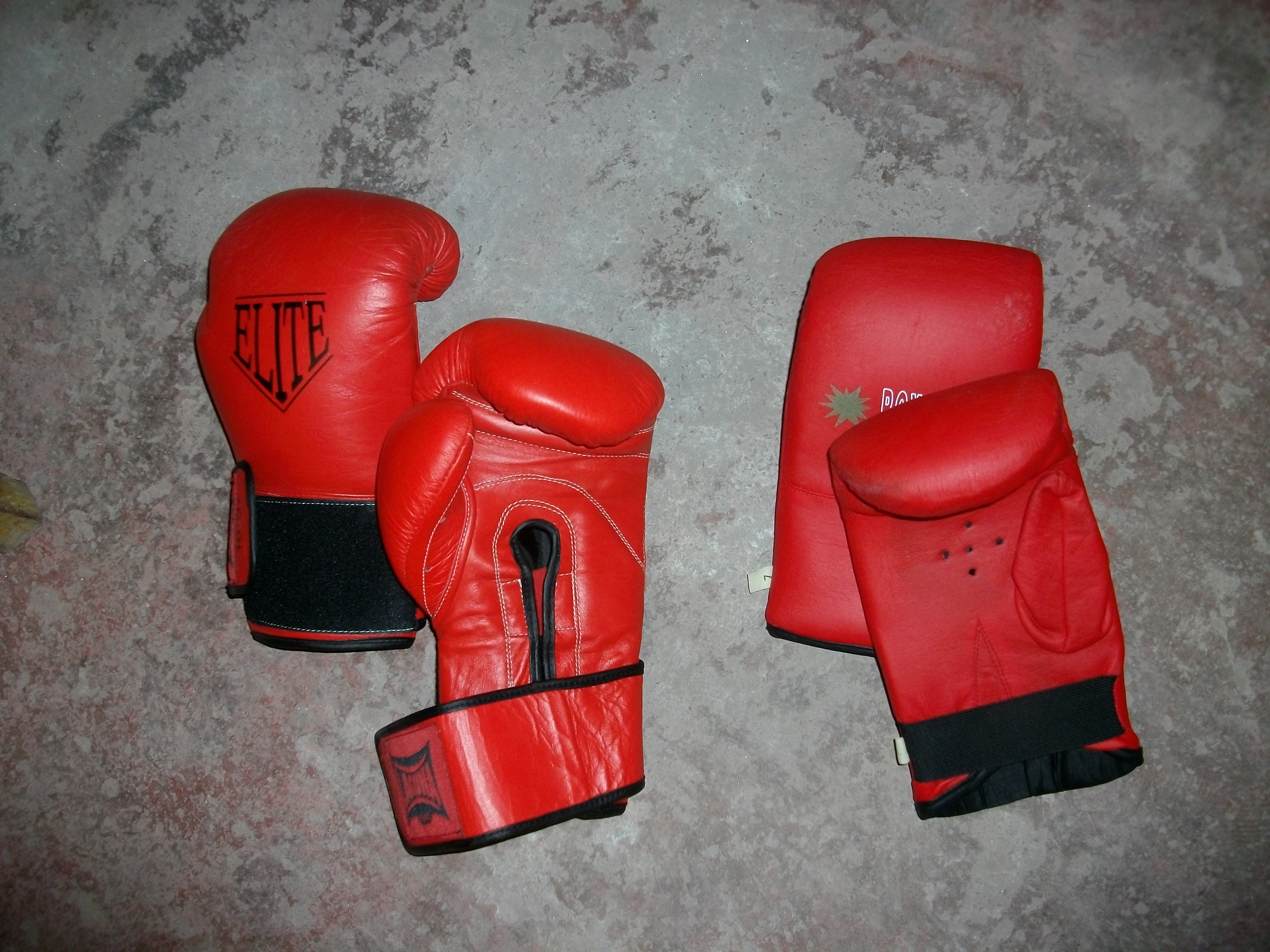
Par de guantes con velcro (izq.) y par de guantillas con resorte (dcha.).

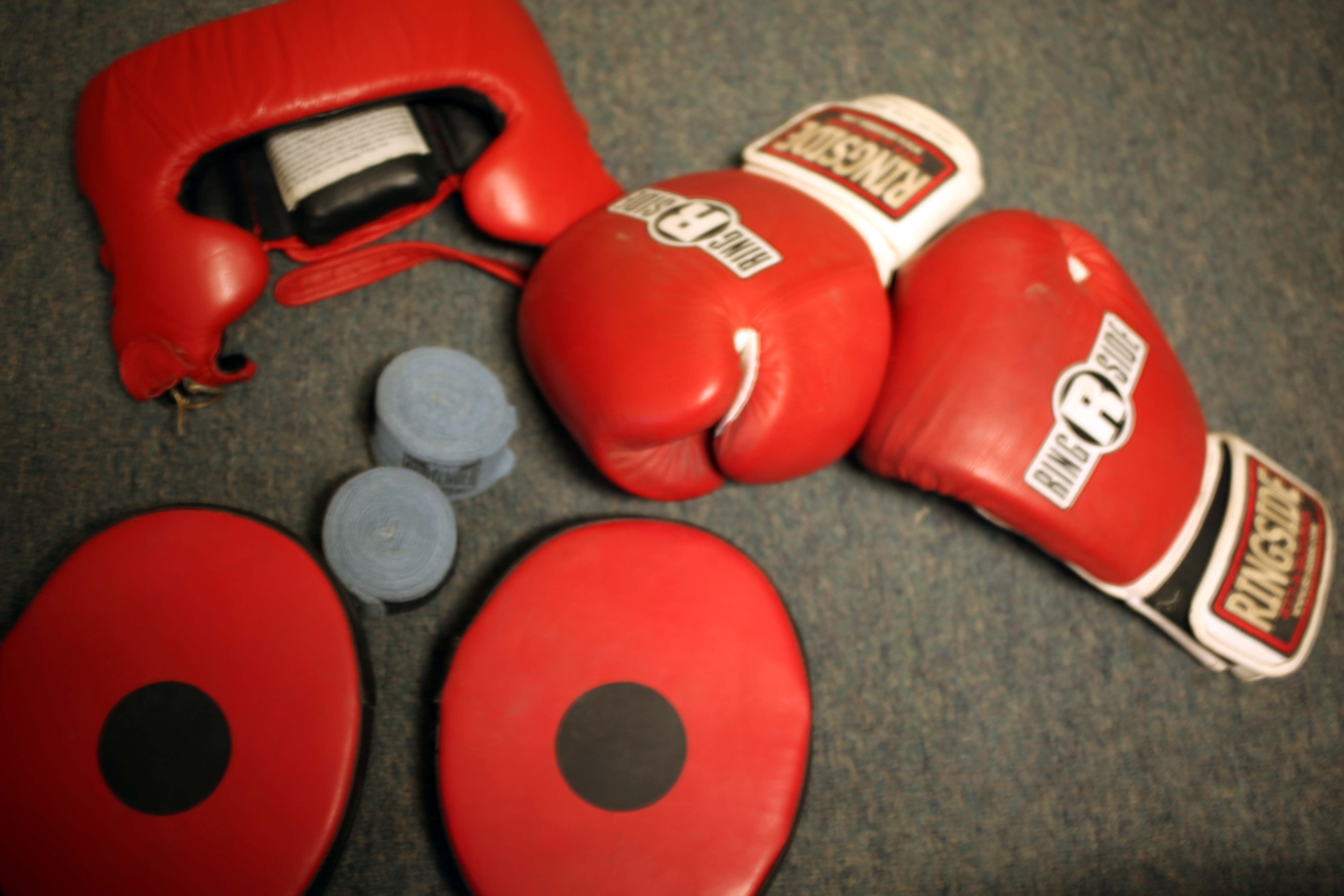
Indumentaria del boxeo aficionado.

El atuendo para el combate depende en gran parte del tipo de pelea que sea, o sea si es un evento profesional o no. En el deporte de afición se usa una careta que protege la cabeza, así como una camiseta.
Entre otros accesorios de la indumentaria deportiva del pugilismo se encuentran:
- Pieza de protección bucal.
- Calcetas.
- Cinturón de soporte.
- Concha medicinal. Protección para los testículos, protector inguinal.
- Bata. Esta es parte del vestuario de antes y después del evento.

### Guantes

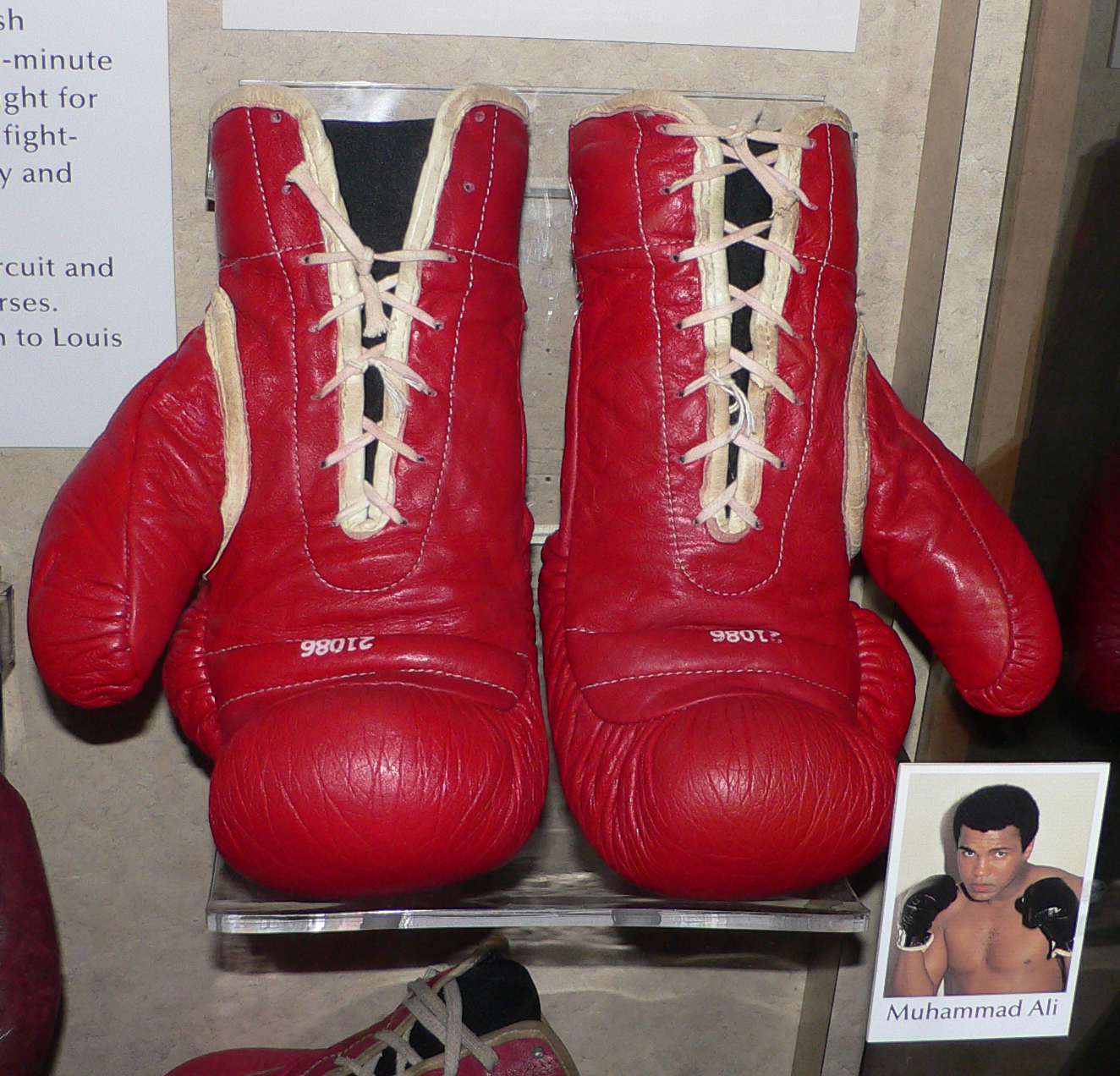
Los guantes de Muhammad Alí.

Si el evento pugilístico fue de golpes con puños al descubierto, ahora practicar el deporte en una forma reglamentada dicta el uso de guantes, los cuales proveen un grado de amortiguación.
La manufactura de los guantes ha evolucionado, y en ocasiones, los materiales empleados han cambiado. Se ha utilizado piel de vaca o de cabra para la hechura, y de relleno, se ha usado paja o pelo de caballo. Materiales sintéticos son comúnmente utilizados. Los materiales utilizados afectan la dureza o protección de los guantes. 
Uno de los propósitos de los guantes es proteger los nudillos. Los guantes de boxeo normales tienen el aspecto de un par de guantes hinchados, y se atan alrededor de las muñecas por la parte interna del antebrazo. Hay guantes que en lugar de tener cordones tienen velcro.
Existen guantes de distintas marcas, manufacturados por varias compañías, y son ofrecidos en una variedad de colores. De los puntos a mantener presente es el peso de estos, si son de hechura profesional, si son aprobados de acuerdo al reglamento a seguir, si son de práctica o si son para juego derivado y fuera del deporte olímpico.
Los púgiles se vendan los puños y muñecas antes de ponerse guantes. Ya que los guantes profesionales son sujetos al ser apretados con cordones localizados en la parte interior de la muñeca, el púgil es asistido tanto para ponerse los guantes como para quitárselos.

### Pantalones
Los dos participantes visten pantalones de boxeo distintivos uno del otro. Esto es importante pues es una forma de diferenciar a los rivales y así los jueces puedan más fácilmente atribuir el correcto puntaje de acuerdo a su actuación.
Los shorts o "pantalones cortos" pueden ser satinados y de colores vistosos; algunos boxeadores prefieren incluir algún diseño distintivo o único. Con las épocas y modas la vestimenta ha cambiado.
En el boxeo contemporáneo, esta prenda tiene una faja elástica como resorte que los sujeta al boxeador; la línea de cinturón se torna como un delimitante de las zonas a contactar en el combate, es decir que los golpes deben mantenerse hacia la parte superior de esta, por lo que un golpe bajo no es permitido y es sancionado.

### Calzado

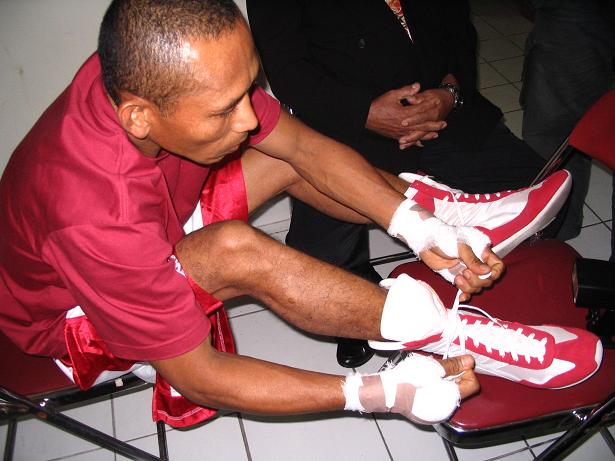
Atándose las agujetas con puños vendados.

Los botines deportivos que utilizan los boxeadores contemporáneos proveen apoyo a los tobillos, por lo que la hechura de las botas los cubre, ya que su altura puede llegar a las pantorrillas. Son tan ligeros para no impedir el hábil desplazamiento, y su suela provee la suficiente tracción sobre la lona. Son sujetados por agujetas, y se presentan en blanco o en distintos colores y varios modelos. Algunos boxeadores han empleado la decoración llamativa de estas como una forma de distracción al oponente. Además del calzado, una buena postura de los pies es imprescindible en la técnica exitosa del boxeo, ya que da movilidad, estabilidad y permite generar una mayor potencia.

## Condición física

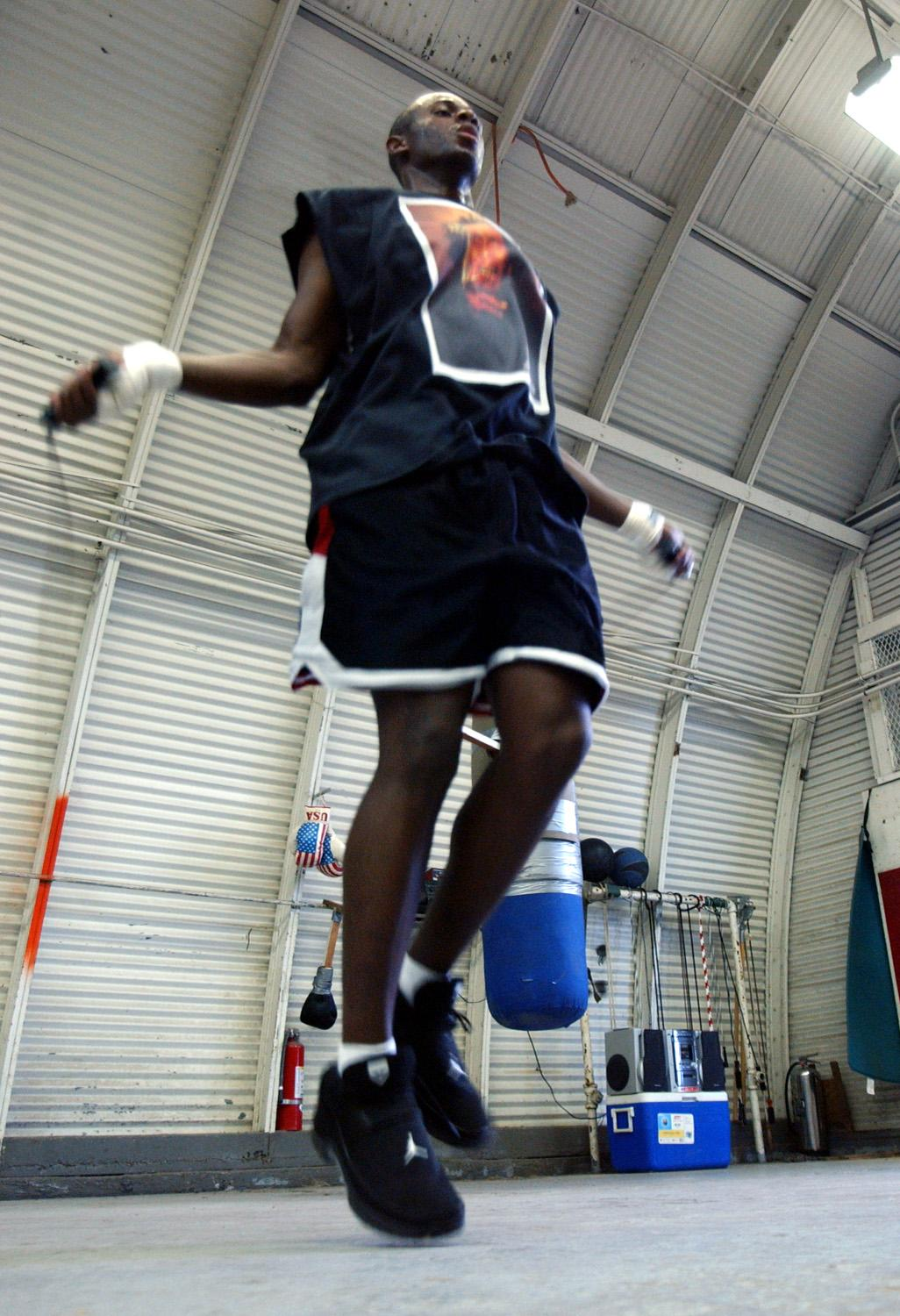
Saltando la cuerda. Entrenamiento esencial de resistencia y coordinación en el boxeo.

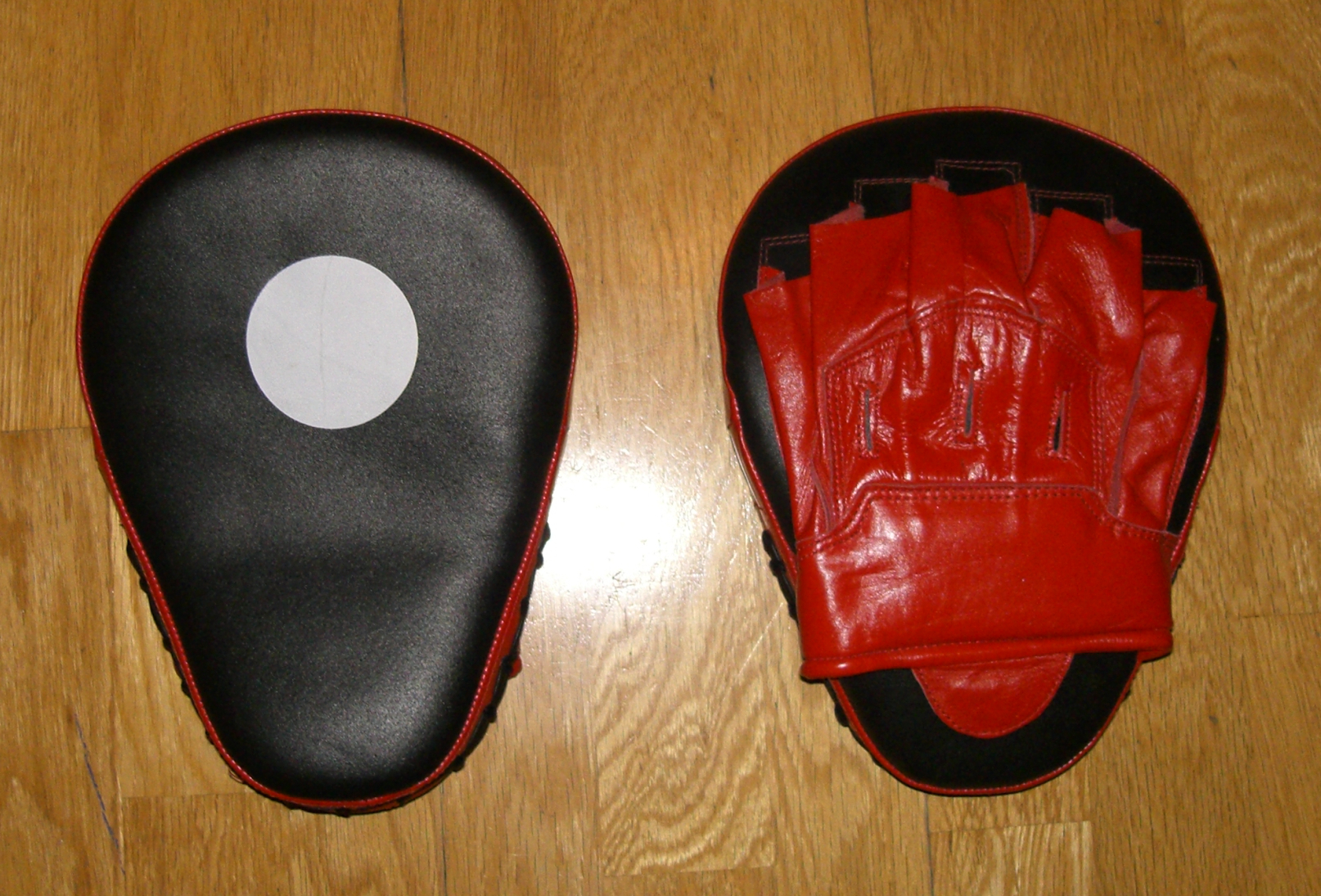
Guantillas de entrenamiento, importante en los entrenamientos.

Si para la práctica de cualquier deporte se requiere una preparación, en el boxeo el cuidado del púgil reviste más importancia debido a la dureza del deporte. La persona que quiera boxear ha de tener en cuenta una serie de cuidados para su cuerpo, tanto físicos como mentales. Como el deporte requiere, debe evitarse toda actividad perjudicial a la salud: el hábito del tabaco y el alcohol, ya que estos disminuyen la condición al momento de realizar los entrenamientos o bien cuando se lleva a cabo un combate.
- Dieta: la seriedad de atender al deporte por parte del atleta lo llevará a vigilar su dieta y sus hábitos en su alimentación, pues el ingerir comida y líquidos y el tiempo de digestión son factores a tomarse en cuenta para antes de las peleas, pues afectará el peso, y el rendimiento. El consumo de carbohidratos, una adecuada ingesta de sales y potasio, y la debida hidratación del cuerpo son fundamentales al balancear la dieta planeada del púgil, la cual debe procurar los resultados más convenientes para cada boxeador.

- Entrenamiento: para iniciarse en el entrenamiento del boxeo,[61] se requiere un largo período de preparación física, aprendiendo a respirar. Se comienza corriendo procurando que sea a una hora temprana y por lugares con árboles y terreno accidentado. Las primeras semanas se pueden correr entre 2 y 4 km, de forma acompasada y respirando por la nariz, o saltar lazo / a la comba con un ritmo y tiempo determinados. Además de ejercitar la fuerza resistencia o fuerza básica por medio de varios ejercicios de autocarga (o con el propio cuerpo), Y un largo periodo de fundamentación o perfeccionamiento técnico (como: asumir la posición de guardia, golpear, bloquear / cubrirse de forma pasiva y activa, y como encajar algunos de los golpes) y táctico (como: desplazarse, esquivar, realizar fintas (movimiento corporal segmentario de cuello, hombros, o cadera), o amagues (técnicas falsas), contratacar y anticipar), además de definir la estrategia a seguir (sea a la ofensiva, o a la defensiva) según las capacidades, experiencia y psicología del púgil mismo o del rival a combatir.

Se pueden realizar ejercicios complementarios para los brazos, muñecas, cuello y tronco con el fin de acondicionarlos, a la dureza del combate, y efectuar pequeños “sprints”, en tiempos no superiores al minuto que se irán alargando en distancia o intensidad progresivamente. En sucesivas semanas, se irá incrementando la distancia total a recorrer por medio del trote continuo. Se procurará que no sea agotadora, ajustándose a la forma física y experiencia deportiva del púgil. Todo esto debido a que el boxeo requiere tanto explosividad como aguante. 
Una vez terminada la carrera se pasará al gimnasio, donde se practicarán ejercicios técnico (calidad del gesto) - tácticos (desplazamientos) con los diversos aparatos, como la pera, la pera loca, el costal y la cuerda.
Dentro del entrenamiento se incluirán numerosos combates de fogueo o "sparring", contra diversos oponentes similares al rival a enfrentar. 
El pugilismo es un deporte explosivo con alta demanda de trabajo anaeróbico, y aeróbico, en donde es recomendable entrenar las capacidades de: rapidez, fuerza, resistencia, resistencia a la fuerza explosiva y la resistencia aérobica; pudiendo entrenarlas en el gimnasio teniendo en cuenta el método de repeticiones técnico - tácticas, el método continuo, o el método interválico; los cuales contemplan diversos controles como los porcentajes de RM (% máximo de repeticiones, según el tipo de fuerza a desarrollar) en el trabajo complementario con pesas, o los porcentajes de FC (o % de frecuencia cardíaca bajo los cuales entrenar la resistencia base, o específica), el número de repeticiones por serie, el tiempo de descanso y la rapidez de ejecución. Hay otros métodos de trabajo complementarios según el periodo de preparación en el que se encuentre el deportista como la pliometría, diversos juegos de coordinación, con o sin implementos, o a través del método de circuito, siendo este muy utilizado en varios deportes de combate.

### Beneficios en la salud
Como deporte activo y dinámico, el boxeo ofrece los siguientes beneficios:
1. La quema de grasa.
2. Aumento del tono muscular.
3. Fortalece los huesos y ligamentos.
4. Aumento de la aptitud cardiovascular.
5. Mejor rendimiento muscular.
6. Mayor estabilidad del núcleo.
7. Mayor fuerza y poder.
8. El alivio del estrés.
9. Mejor coordinación y conciencia corporal.
10. Mayor confianza y autoestima.

Con un enfoque cuidadoso y reflexivo, el boxeo puede ser muy beneficioso para la salud. Gemma Ruegg, campeona regional de dos pesos de Bournemouth en Dorset, boxeó durante todo su embarazo y regresó al ring tres semanas después de dar a luz a su hija. El boxeo la había ayudado a deshacerse de la adicción al alcohol y la depresión.

## Equipo

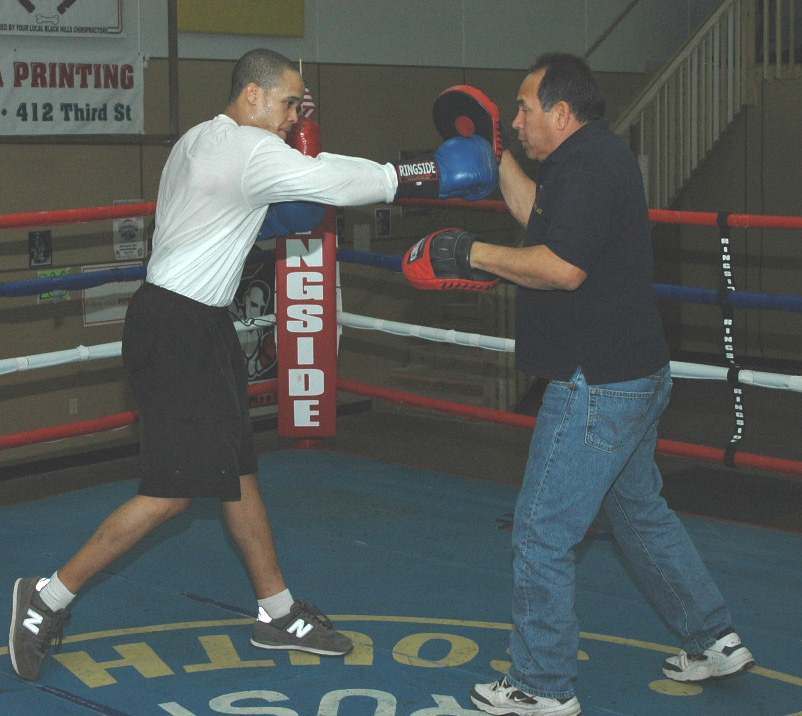
Entrenamiento asistido; nótese las guanteletas del entrenador.

Ya que en el boxeo se llevan a cabo fuertes y repetidos golpeos, deben ser tomadas precauciones para prevenir daño a los huesos de la mano. La mayoría de entrenadores no permiten a los boxeadores entrenar ni spar (combate de entrenamiento) sin vendajes de la mano y la muñeca y sin guantes de boxeo. Los vendajes (envoltura) son usados para asegurar los huesos de la mano, y los guantes son utilizados para proteger las manos de heridas en seco, permitiendo a los boxeadores el tirar golpes con mayor fuerza que si no los usaran.

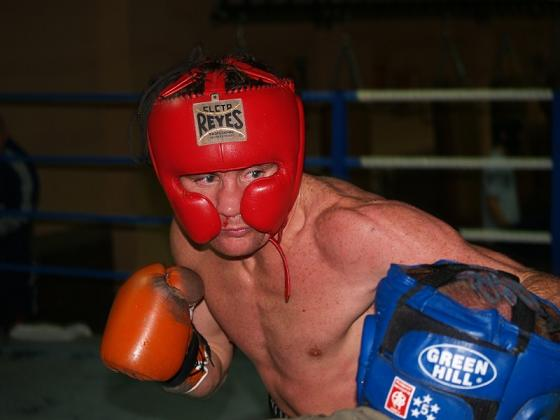
Protector de cabeza, o cabezote.

Los guantes son obligatorios en competición desde finales del siglo XIX, aunque los guantes de boxeo moderno son más pesados que los que fueron usados por los púgiles de principios del siglo XX. Antes de un combate, ambos boxeadores acuerdan el peso de los guantes que han de ser usados en la pelea, con el entendimiento que guantes más ligeros permiten a los golpeadores pesados el causar más daño. La marca de los guantes puede también afectar el impacto de los golpes, así es que esto también es estipulado antes del encuentro.
Existen varios tipos de guantes de boxeo así como de cascos, vendas, bucales... Es muy importante que conozcamos cada uno de ellos antes de emplearnos en la práctica del pugilismo. Así, para golpear un saco de boxeo usaremos guantillas; para practicar sparring utilizaremos guantes con más onzaje; y para competir utilizaremos unos guantes más ligeros.

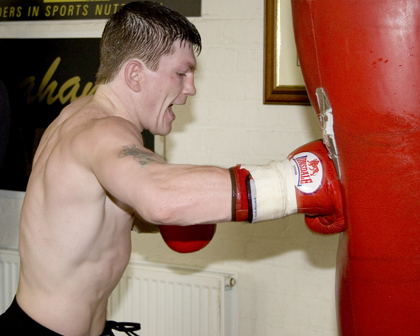
El boxeador Ricky Hatton entrenando con el costal, o saco de golpear.

Los boxeadores practican sus habilidades en dos tipos básicos de sacos de golpeo. Un pequeño saco de golpeo “rápido” de forma de gota es empleado para edificar los reflejos y las habilidades de golpeo repetitivo, mientras que un saco cilíndrico “pesado”, relleno con trapos, goma espuma, cuerina o uno substituido con relleno de un material sintético, es utilizado para practicar golpeo de fuerza y golpes al cuerpo. Además de estas piezas particulares de equipamiento, los boxeadores también emplean equipo de entrenamiento más general para incrementar fuerza, velocidad y agilidad. Entre el equipo de entrenamiento se encuentra comúnmente: pesas libres, aparatos de remo, cuerda para salto y pelotas medicinales.
Los protectores de cabeza son obligatorios en el pugilismo aficionado y usados por profesionales cuando pelean en forma de entrenamiento para protegerse de cortes, raspones e hinchazón.

### La pera

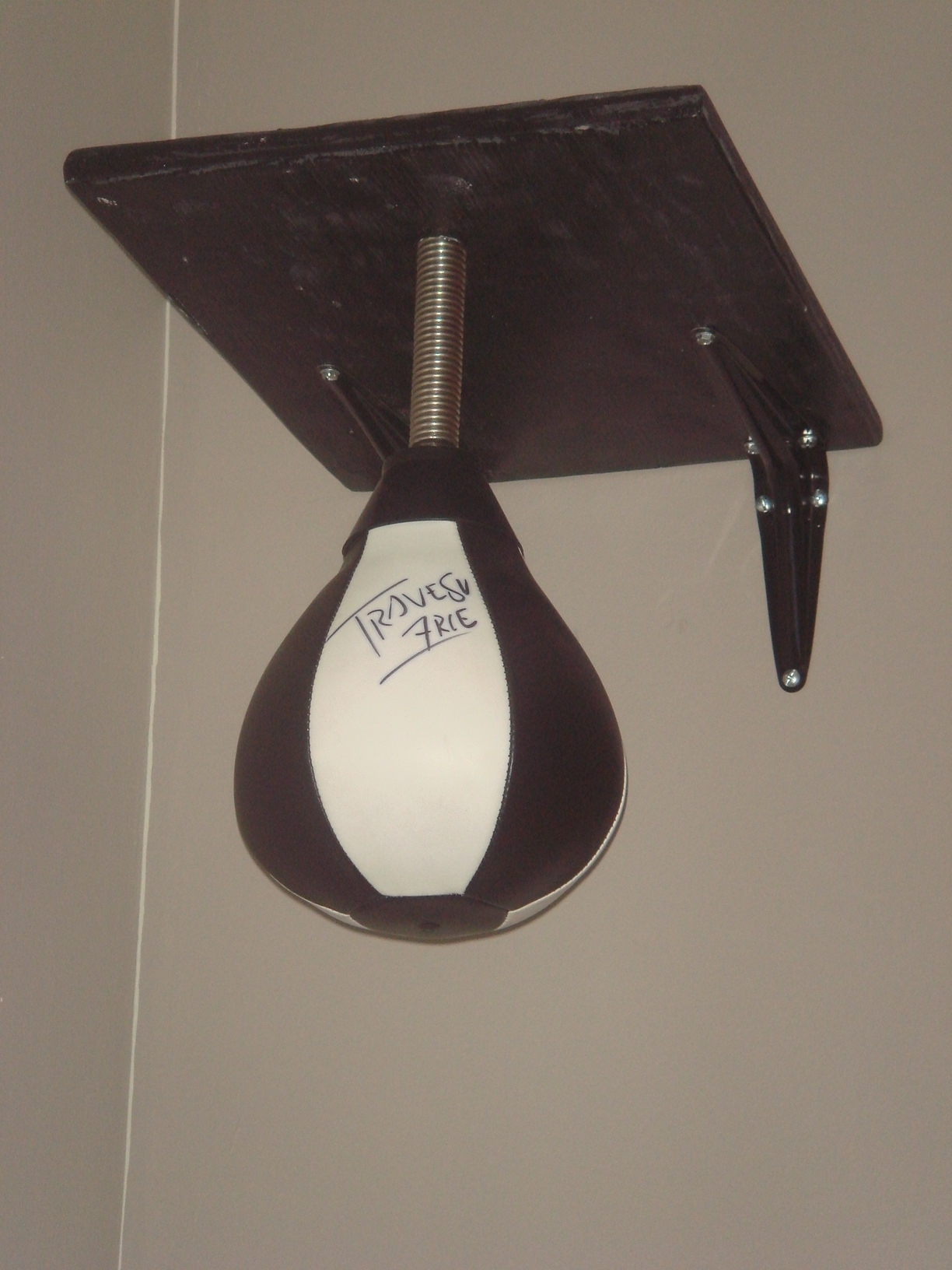
La pera.

La pera, conocida también en inglés como punching ball, es uno de los aparatos más destacados en el entrenamiento; con su práctica se consigue una buena velocidad de brazos y gran precisión en los golpes. El aparato en sí es como un balón con forma de pera. Está colgada de una tabla por su parte más estrecha y de tal forma que queda a la altura de los ojos. A consecuencia del puñetazo, la pera choca en la tabla, rebotando en cualquier dirección. El boxeador debe dominar con soltura y precisión los movimientos de este aparato.

### La pera loca
Este aparato, más parecido a un balón, se mantiene sujeto tanto al techo y al suelo por unas cintas de hule, lo que hace que tenga gran movilidad y, al recibir el impacto, retorne violentamente. La práctica con este aparato reporta al boxeador una buena reacción y adaptación táctica o de los desplazamientos en el ataque o contrataque. Este ejercicio se debe ejecutar sobre las puntas de los pies y girando siempre alrededor del aparato, simulando rodear al rival.

### El saco de golpeo, o costal

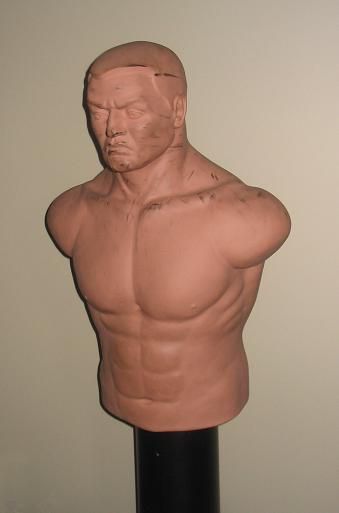
Saco de boxeo con forma humana o BOB que permite enfocarse en las zonas vulnerables del rival.

El costal es un saco de lona forrado de cuero, que se rellena de algodón, gomaespuma, cuerina o trapos. Su tamaño es de unos 50 centímetros de diámetro y 80 centímetros de alto. Se sitúa suspendido del techo, de forma que se asemeje a un adversario y que permita golpearlo con facilidad. Proporciona dureza en el golpe.

### Espejo y otros
Otro utensilio muy útil es el espejo. En él, el púgil puede observarse y estudiar su guardia, corrigiendo los huecos que forman al lanzar un golpe cualquiera. Además de la colocación indebida de los pies. Otras formas incluidas en un entrenamiento completo pueden ser el uso de la propia sombra y la silueta producida por el deportista, y los encuentros de sparring, o combates de práctica donde un asistente entrenador ayuda a simular al rival a encontrar en el combate a futuro.

## Técnica y táctica

Aprendiendo a boxear (1936).

Animación que muestra a un boxeador practicando con su sombra.

El boxeo tiene muchos estilos, hay boxeadores fajadores, técnicos, golpeadores, defensivos, contraofensivos etc., contando de un nutrido bagaje de “técnicas”, cuyo aprendizaje y perfeccionamiento demanda de muchas horas de trabajo en el gimnasio.
Estas técnicas están orientadas tanto a protegerse, como a desplazarse dentro del cuadrilátero y para ejecutar cada uno de los golpes asumiéndose en general, que es indispensable el aprendizaje de una buena técnica si se desea progresar en el entrenamiento, y si se quiere brindar un buen espectáculo.
En general, se comienza por aprender la posición de “guardia básica” lo cual implica saber pararse bien, con el pie izquierdo adelante y el derecho, un poco retrasado (para diestros), y un poco abierto. El mantener a lo posible una buena postura de pies es indispensable, por el equilibrio y apoyo que esto representa.
La posición del torso debe ser sumiendo el estómago y encorvarse apenas, con la mano izquierda al nivel de los pómulos y la derecha a la altura del mentón. La mano izquierda quedará más adelantada que la derecha, (se procura no bajar las manos, por ser una defensa principal y versátil protección) con los codos un poco cerrados, para proteger el estómago, y moverlos para proteger los riñones y el hígado. El hombro que queda adelantado, siempre deberá estar más levantado protegiendo la barbilla que queda casi pegada al mismo.

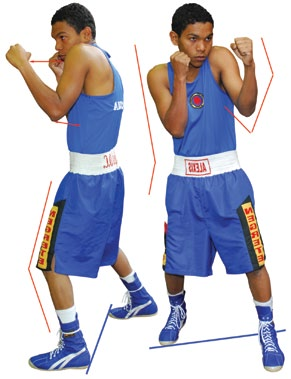
Guardia ortodoxa y postura corporal general.

Para caminar o desplazarse, los pies no deben quedar juntos, cruzados, o en línea recta, pues el pie derecho es el pie de apoyo, y si se juntan, o mal posicionan, se pierde equilibrio, y también el desplazamiento debe de ser sobre las puntas de los pies.
Para avanzar, primero se adelanta el pie izquierdo, y luego el derecho, siempre sin juntarlos. A la inversa para el retroceso, se mueve primero el pie derecho y luego el izquierdo -siempre para boxeadores diestros. Para el desplazamiento lateral: hacia la derecha, primero el derecho y hacia la izquierda primero el izquierdo, siempre sin juntar los pies.
Los golpes son dirigidos hacia el cuerpo rostro, y cabeza del rival. Se clasifican, según la trayectoria que recorre el brazo en rectos o curvos y a su vez pueden ser ascendentes, descendentes o paralelos al suelo. E incluso descendentes. 
Cada golpe tiene su nombre:
1. el jab,
2. el cruzado, directo o cross,
3. el uppercut o gancho ascendente,
4. el crochet o gancho horizontal y
5. el swing o la volea.

Su efectividad al momento del impacto depende de la coordinación de todos los músculos y huesos del cuerpo que intervienen en su ejecución, de la velocidad del púgil y de la traslación del peso hacia el puño que está golpeando.
Por ejemplo, el golpe denominado “directo” o ”cross” debe de ser dirigido hacia el mentón del oponente, girando la punta del pie hacia dentro según sea la mano con que se tira (derecha con derecha e izquierda con izquierda) girando la cintura, la espalda y metiendo el hombro (las indicaciones cambian para zurdos).

### Golpes
Existen cuatro tipos básicos de golpes en boxeo: jab, cruzado / cross o directo, gancho o uppercut, y crochet. Si un boxeador es diestro (ortodoxo), su mano izquierda es la que lleva la delantera, mientras que la derecha se mantiene en posición trasera. Para un boxeador zurdo, las posiciones son opuestas a las antedichas. Para un ejemplo ilustrativo, la siguiente discusión parte desde la perspectiva de un púgil diestro:

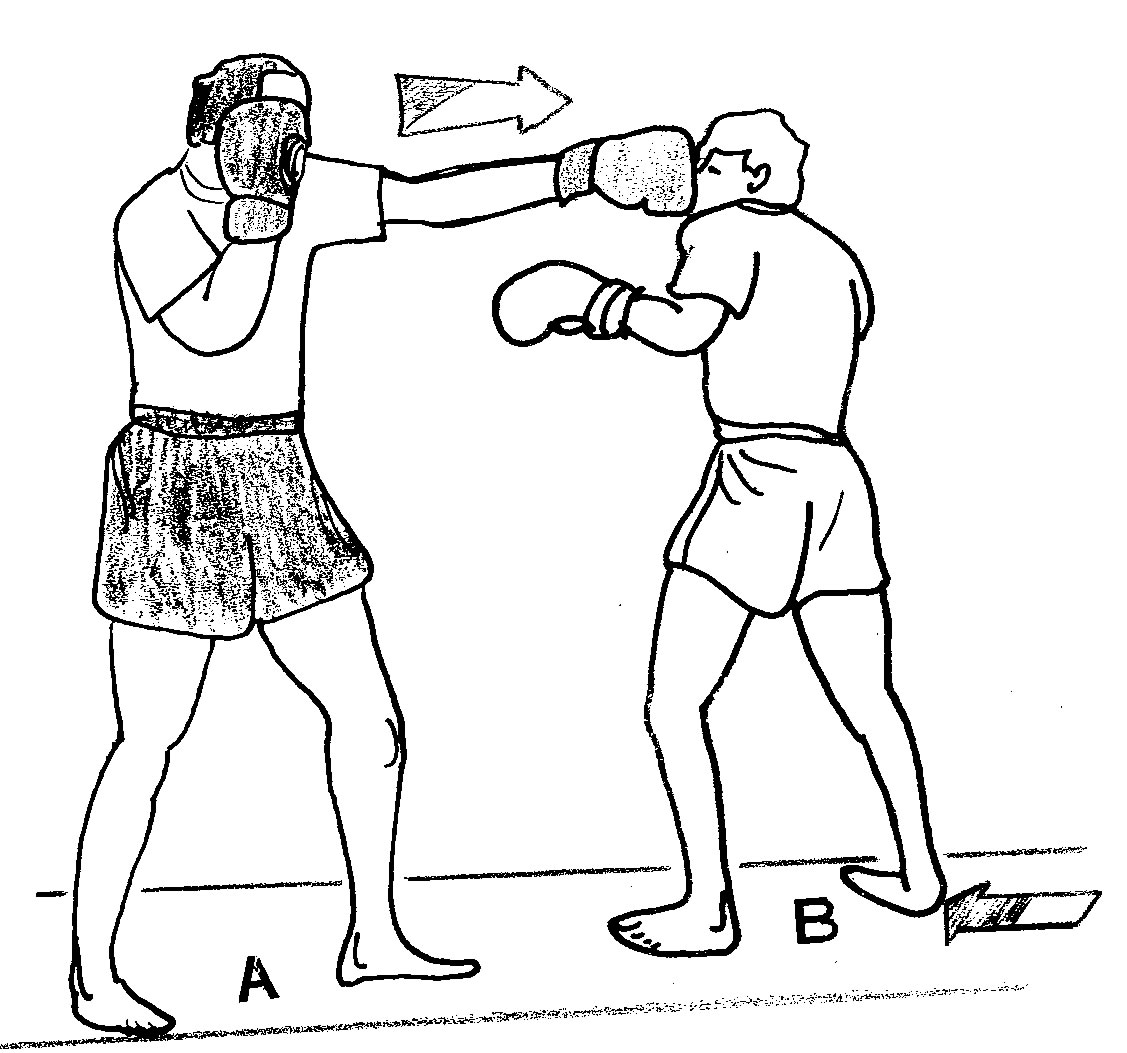
Jab o golpe percutante de izquierda
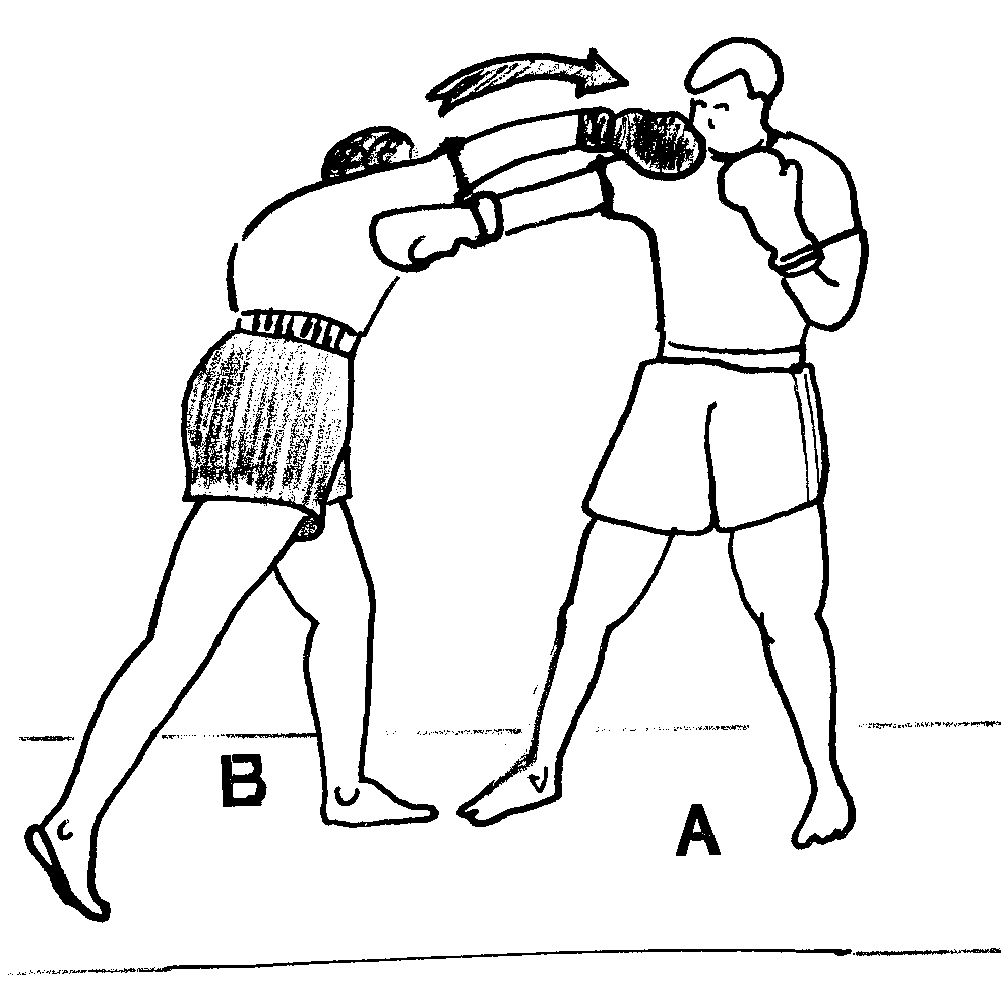
Cruzado, cross (derechazo) o directo
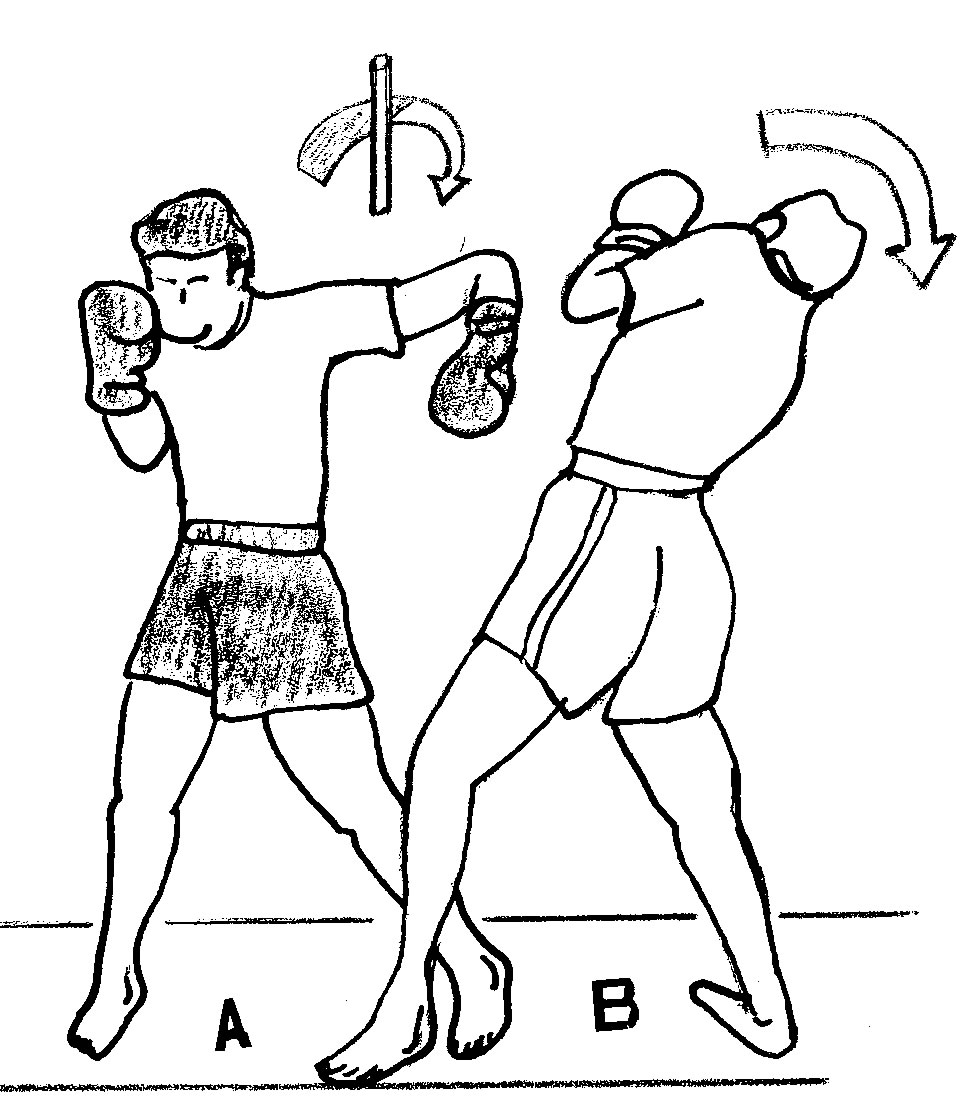
Crochet o gancho horizontal
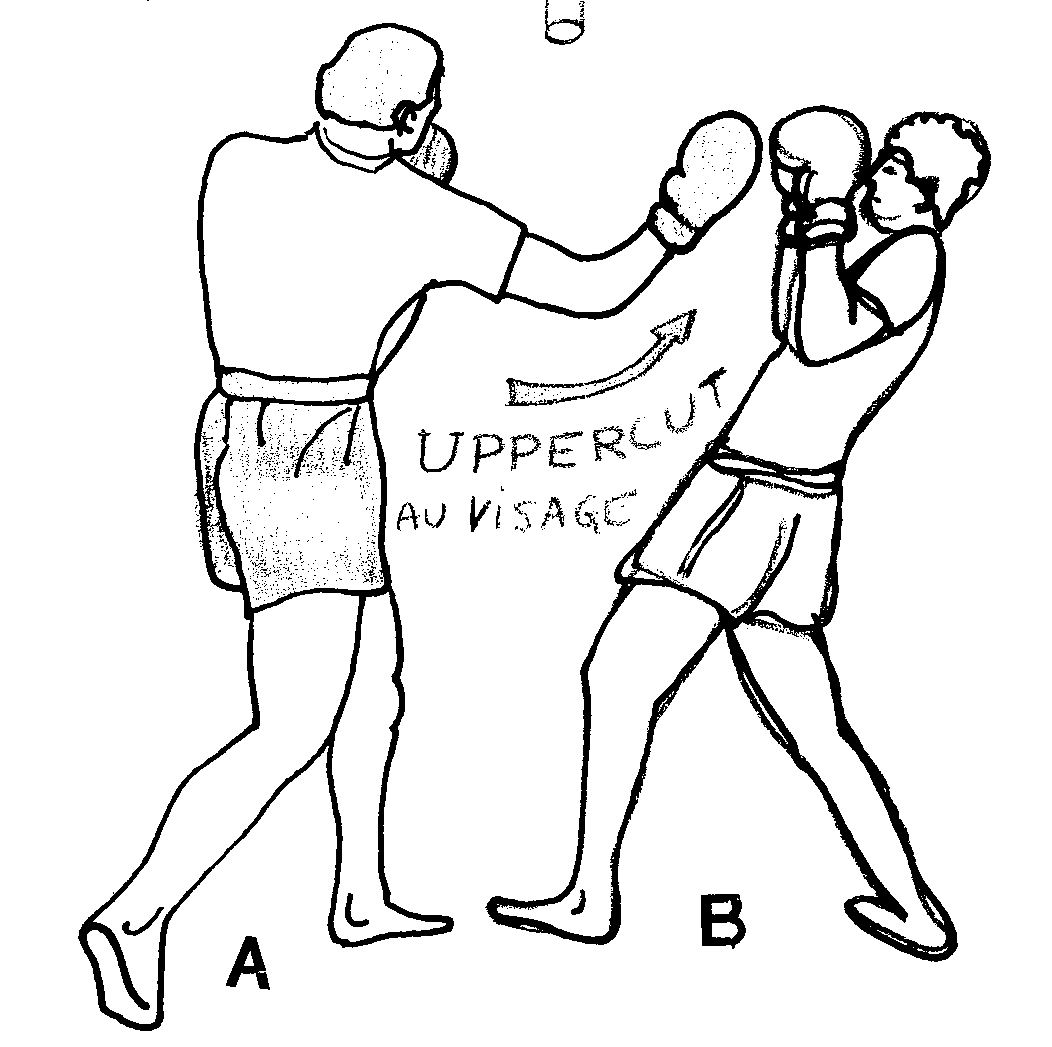
Uppercut o gancho ascendente
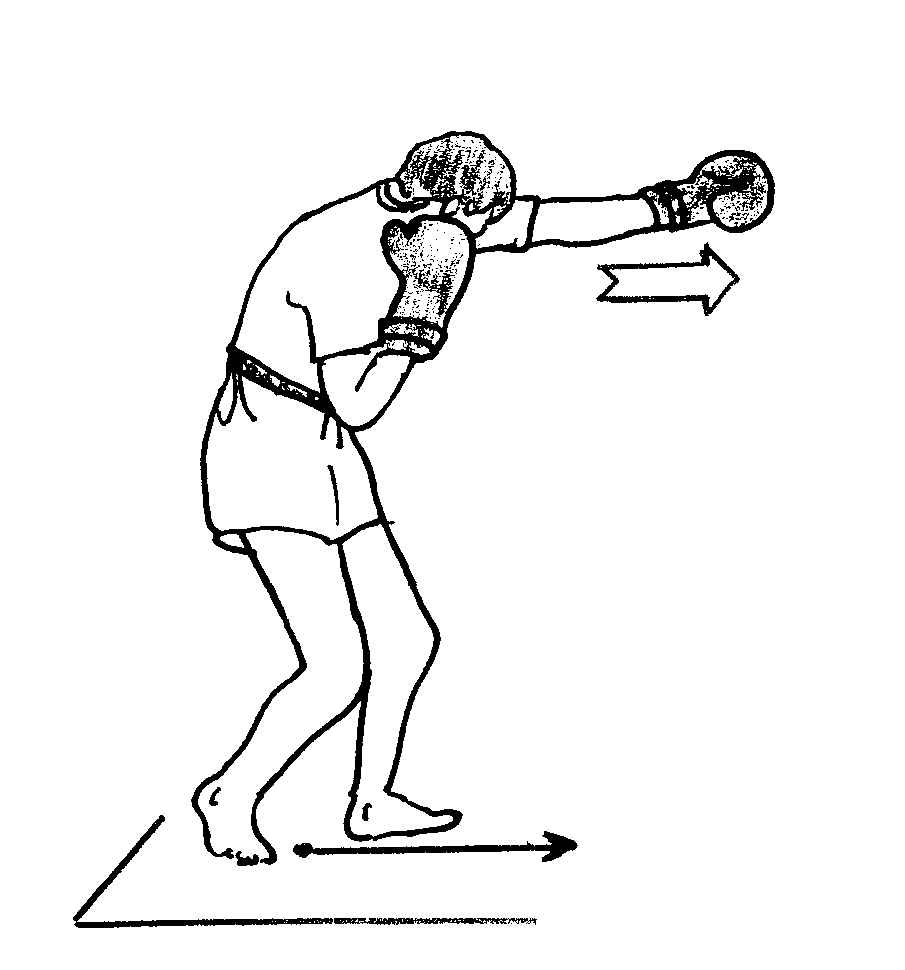
Jab

- Jab - Un puñetazo veloz y directo, lanzado con la mano delantera desde la posición de guardia. El jab es acompañado de una pequeña rotación del torso y la cadera, en el sentido de las agujas del reloj, mientras que el puño rota 90 grados, adquiriendo una línea de golpe horizontal en los nudillos en el momento del impacto. A medida que el puñetazo alcanza su mayor magnitud, el hombro en posición delantera se antepone al mentón protegiéndolo. La mano que se encuentra en posición trasera permanece junto al rostro para proteger la mandíbula. Luego de impactar con el blanco, la mano delantera se retrae rápidamente para retomar la posición de guardia por delante del rostro. El jab es reconocido como el golpe más importante en el haber de un boxeador, porque le proporciona una cantidad justa de su propia capacidad de guardia y deja muy poco margen para recibir un puñetazo por parte del contrincante. Tiene un alcance más largo que cualquier otro puñetazo y no requiere mayor esfuerzo o de transferencia de peso. Debido a su menor poder, el jab es un golpe percutante, es decir más rápido que potente y se usa por lo general para mantener la distancia con el adversario, probar la defensa de este, intimidarlo, y preparar golpes más pesados y fuertes. Se puede agregar un intervalo, trasladando todo el cuerpo con el golpe, para un poder adicional. Algunos boxeadores destacados que han sido capaces de desarrollar una potencia relativa en sus jabs y usarlo para castigar, fatigar o debilitar a sus oponentes hasta cierto punto, han sido Larry Holmes y Wladimir Klitschko.

- Cross / directo o cruzado - Este es un puñetazo fuerte y directo ejecutado con la mano en posición trasera. Desde la posición de guardia, la mano trasera se desplaza desde el mentón, cruza el cuerpo y se dirige, de forma directa, a la cara del adversario. El hombro posterior se antepone y termina rozando el exterior del mentón. Al mismo tiempo, la mano en posición delantera se retrae y se sitúa frente al rostro para proteger el interior del mentón. Para un mayor impacto, el torso y la cadera rotan en sentido contrario de las agujas del reloj en el momento en el que se ejecuta el cross. También existe una transferencia de peso del pie posterior al que se encuentra en posición anterior, ocasionando que el talón adverso dé un vuelco hacia afuera, y de este modo conseguir que actúe como fulcro para la transferencia de peso. Al igual que el jab, también se puede dar un paso intermedio. Tras la ejecución del cross, la mano se retrae rápido y se retoma la posición de guardia. Puede servir para contrarrestar el efecto de un jab, dirigirse a la cabeza o al cuerpo del contrincante, o preparar un gancho. El cross también puede seguir a un jab, dando lugar a la clásica combinación del “uno-dos”. Este golpe también recibe el nombre de “directo”, “derecho” o “derechazo”.

- Crochet - Un puñetazo semicircular, llamado también gancho horizontal, es ejecutado con la mano en posición delantera y que se dirige a la cabeza del adversario. Desde la posición de guardia, el codo se retrae con el puño en horizontal (los nudillos antepuestos), y toma una postura curvilínea. La mano adversa se antepone a la mandíbula con firmeza para darle protección al mentón. El torso y la cadera rotan en sentido del reloj, propulsando el puño en forma de un arco ajustado hacia la parte frontal del cuerpo y conectando con el blanco. Al mismo tiempo, el pie en posición delantera, da un giro sobre la parte delantera del pie, volviendo el talón izquierdo hacia afuera. Tras el impacto, la trayectoria circular del croché acaba de forma abrupta y la mano delantera se retrae rápido a la posición de guardia. Un croché también puede impactar en la zona baja del cuerpo, siendo incluso aquí más interesante el objetivo del hígado y de los riñones, por lo que esta estrategia recibe a menudo la denominación de “rasgón” o “rip”, para diferenciarse del crochet convencional a la cabeza. El croché también puede ejecutarse con la mano en posición posterior.

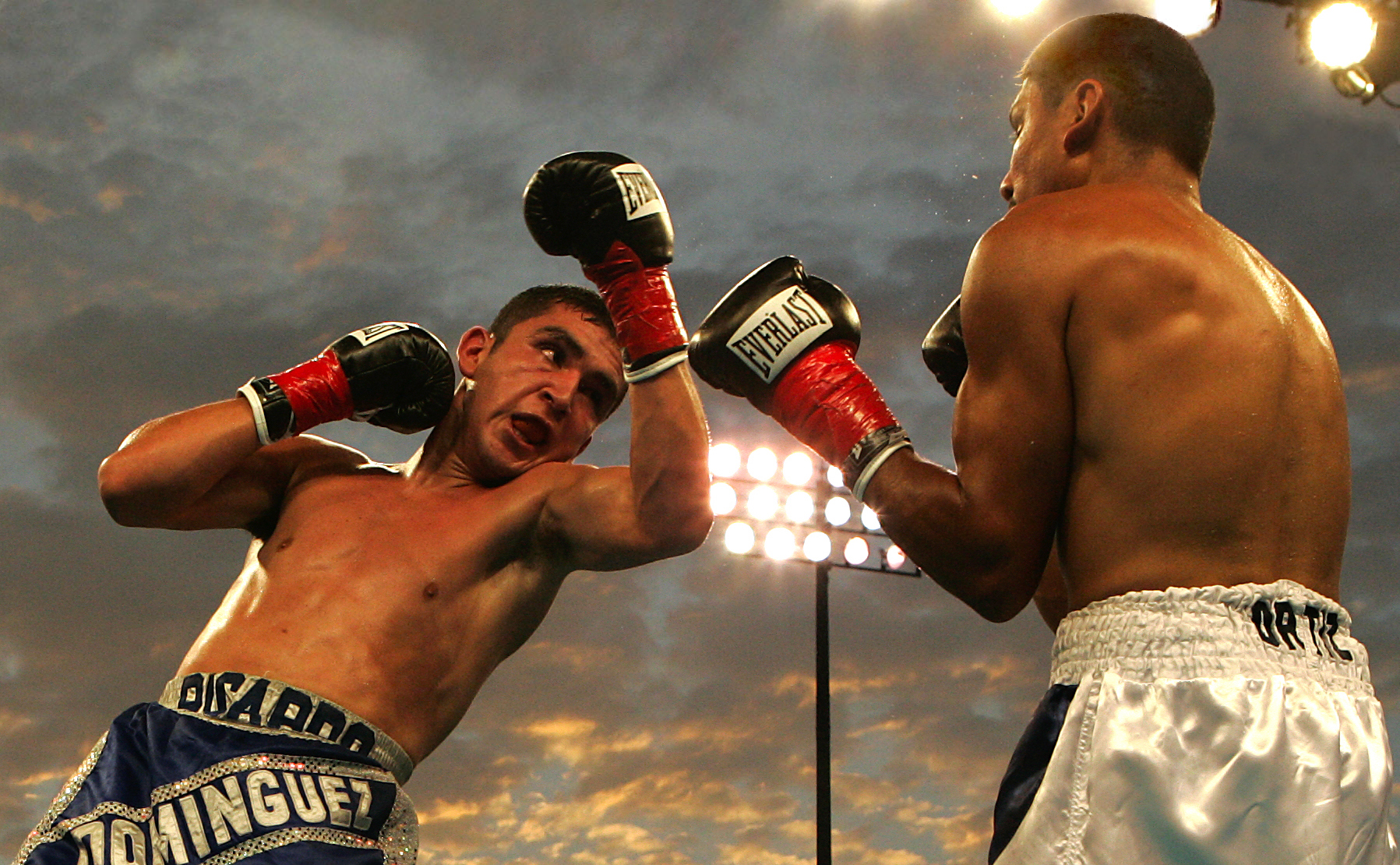
Gancho ascendente izquierdo o uppercut.

- Uppercut - También llamado gancho ascendente. Un puñetazo vertical y ascendente que se ejecuta con la mano en posición posterior. Partiendo de la posición de guardia, el torso se sitúa justo hacia la derecha, la mano trasera recae por debajo del nivel del pecho del adversario, y las rodillas se arquean con sutileza. A partir de esta posición, la mano posterior se desplaza en dirección ascendente en forma de arco hacia el mentón o el torso del contrincante. De forma simultánea, las rodillas se erigen rápidamente y el torso y la cadera rotan en sentido contrario al de las agujas del reloj, llevando el talón posterior hacia afuera, consiguiendo simular el movimiento corporal arqueado del cross. La utilidad estratégica del uppercut depende de la habilidad de impulso hacia el cuerpo del adversario, dando lugar a una serie de ataques sucesivos sin balanceo. El uppercut derecho seguido de otro gancho izquierdo, es una combinación bastante poderosa.

Estos diferentes tipos de golpes los cuales pueden ejecutarse en una sucesión rápida para formar combinaciones o “combos”. La combinación más frecuente es la del jab con el cross (o cruzado), conocida como el “uno-dos”. Suele ser una combinación eficaz, porque el jab bloquea la vista del contrincante, o bien le golpea, o le distrae, facilitando el impacto del segundo golpe una forma más limpia y enfocada.

## Posiciones defensivas
Hay varias posiciones defensivas o de guardia usadas en el boxeo. Una defensa pasiva es considerada una falta. Dentro de cada estilo, hay variaciones considerables entre combatientes, pues algunos pueden tener sus manos más arriba para proteger más su cabeza, mientras que otros mantienen sus manos más abajo a la altura del tronco para proporcionar una mejor protección contrataques al cuerpo.
Muchos varían su estilo defensivo a través de un combate para adaptarse a la situación del momento, eligiendo la posición más adecuada para protegerse. Los boxeadores que utilizan una postura o guardia ortodoxa protegen su barbilla con la mano posterior en el punto bajo, y la mano delantera a la altura del mentón o nariz.
Con respecto a la posición de la mandíbula, es una práctica aconsejable el utilizar los hombros como protecciones laterales, es decir, se puede mantener el nivel de los hombros y la altura de la mandíbula, con el fin de que la quijada no quede tan descubierta a golpes laterales. En caso de recibir golpes laterales a la quijada, el lado de la quijada puede ser pegada a uno de los hombros como forma de detener la cabeza del movimiento lateral inducido por el golpe.
Hay varias maniobras básicas para evadir o bloquear golpes.

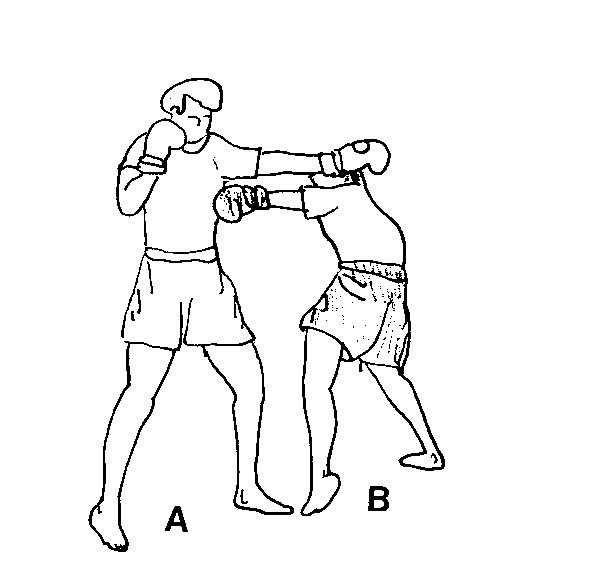
Deslizarse
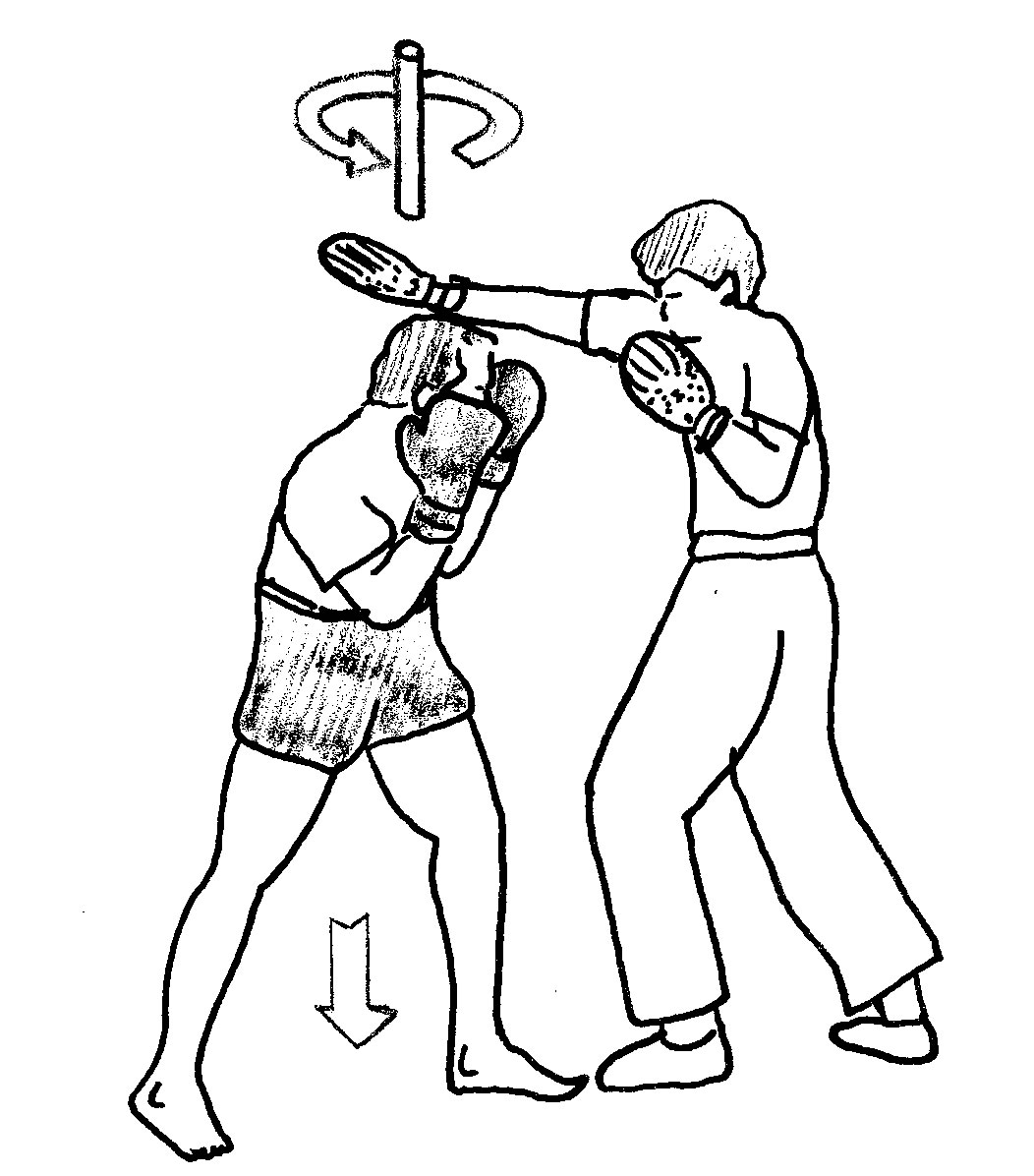
Mover la cabeza
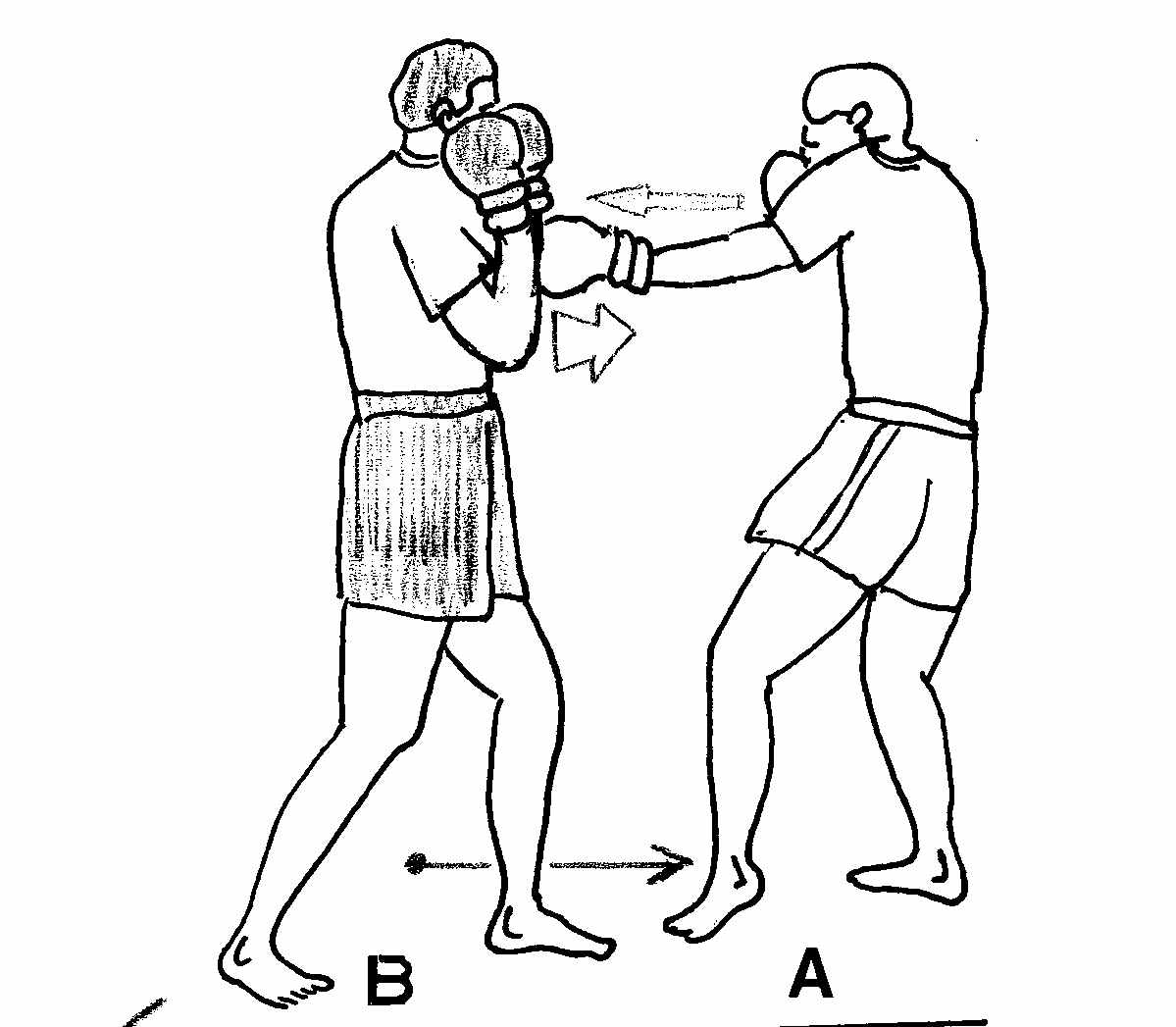
Bloquear
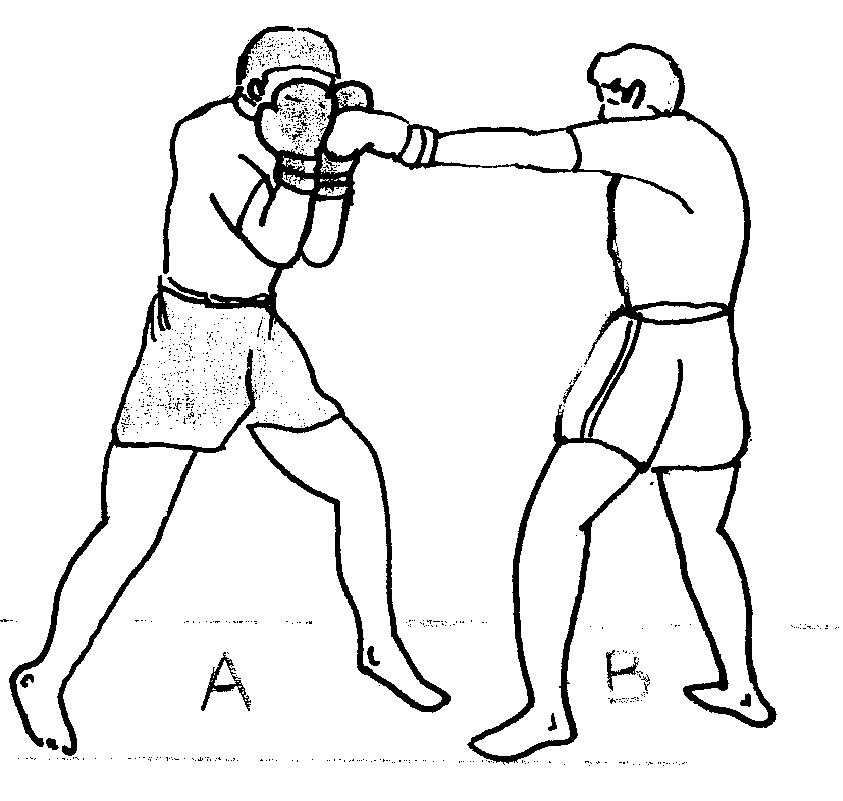
Cubrirse
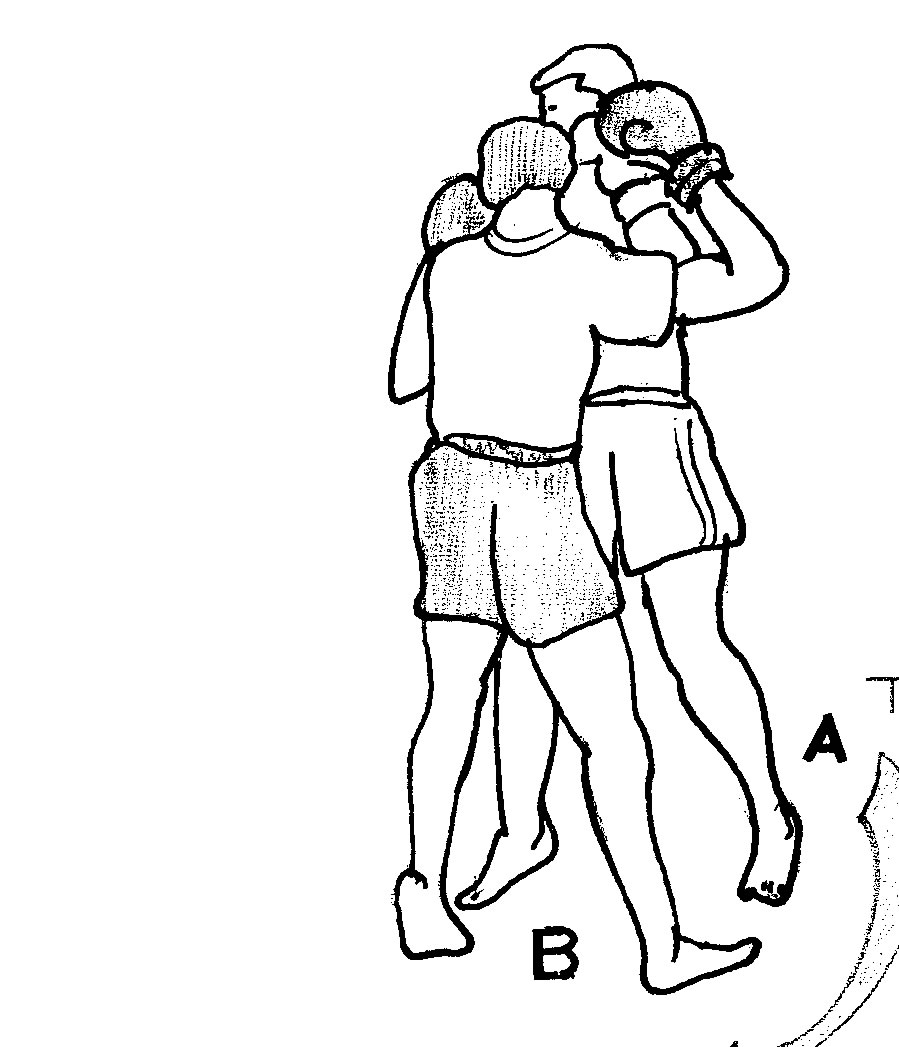
Abrazar
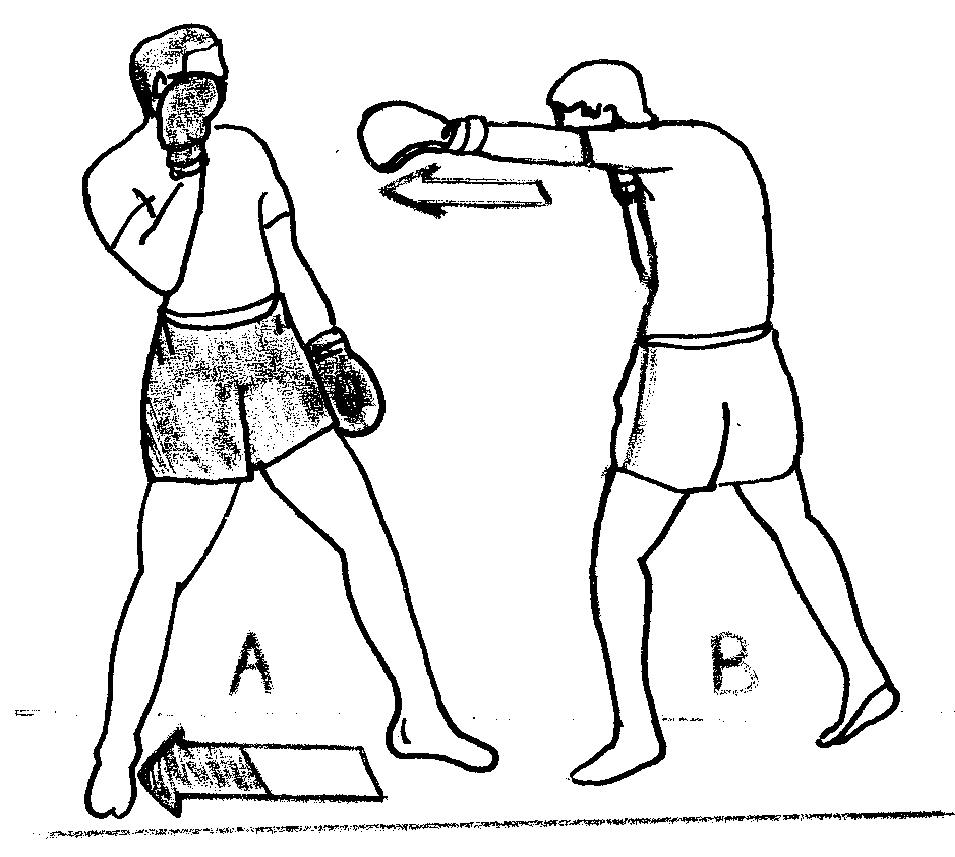
Reposicionarse
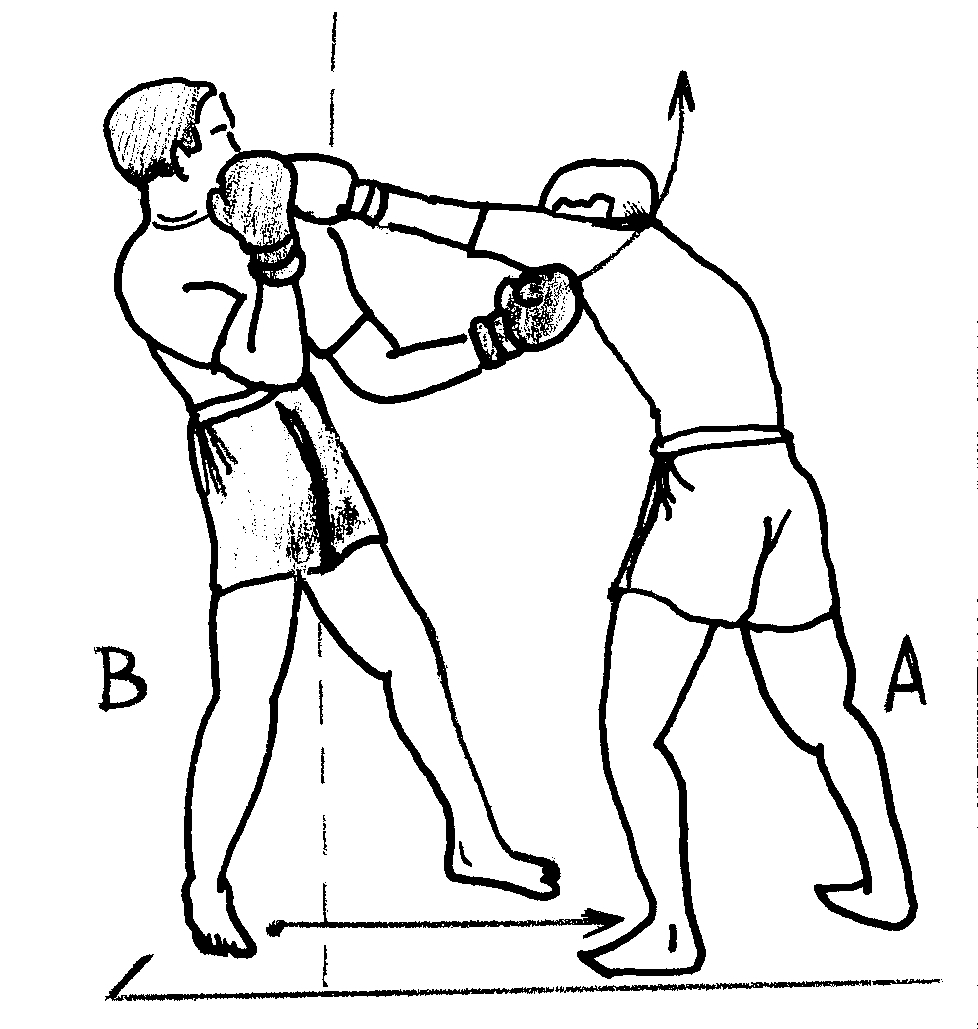
Alejarse

### Peek-a-boo

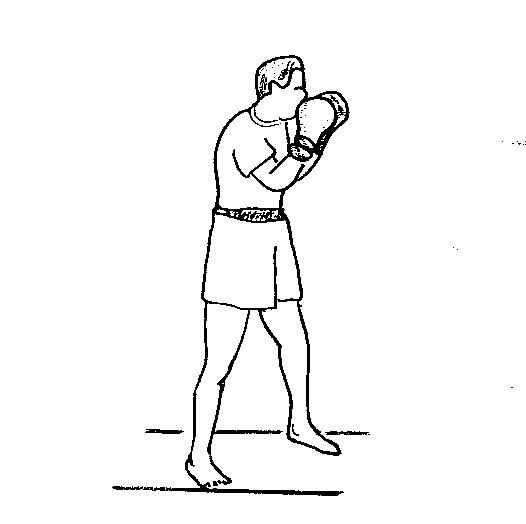
Guardia de “orejeras” o Peek-a-boo.

En la guardia Peek-a-boo, conocida a veces como las “orejeras”, las manos se ponen a los lados de la cabeza, y delante del rostro, con los codos adentro firmemente hacia el cuerpo.
Este estilo defensivo se enseña al boxeador como encajonar los golpes del rival, después de que gane experiencia él puede decidir si cambia o varía la guardia. Este estilo de guardia hace uso del tamaño de los guantes, para protegerse. Y esta a medio camino en términos de reducción del daño por counterpunching / contrataques y de golpes directos. Un boxeador puede contrarrestar esta guardia pero es difícil. Sin embargo, ha habido boxeadores que pueden hacer esto muy bien. Esta defensa cubre al combatiente bien, pero se descuida el tronco. Los ganchos recibidos pueden dañar las manos y se alcanzan recibir los golpes detrás de los codos. Este estilo de guardia, de mucho aguante fue utilizado por Mike Tyson, en la distancia media, al ser un boxeador noqueador.

### Cruz armado o guardia francesa

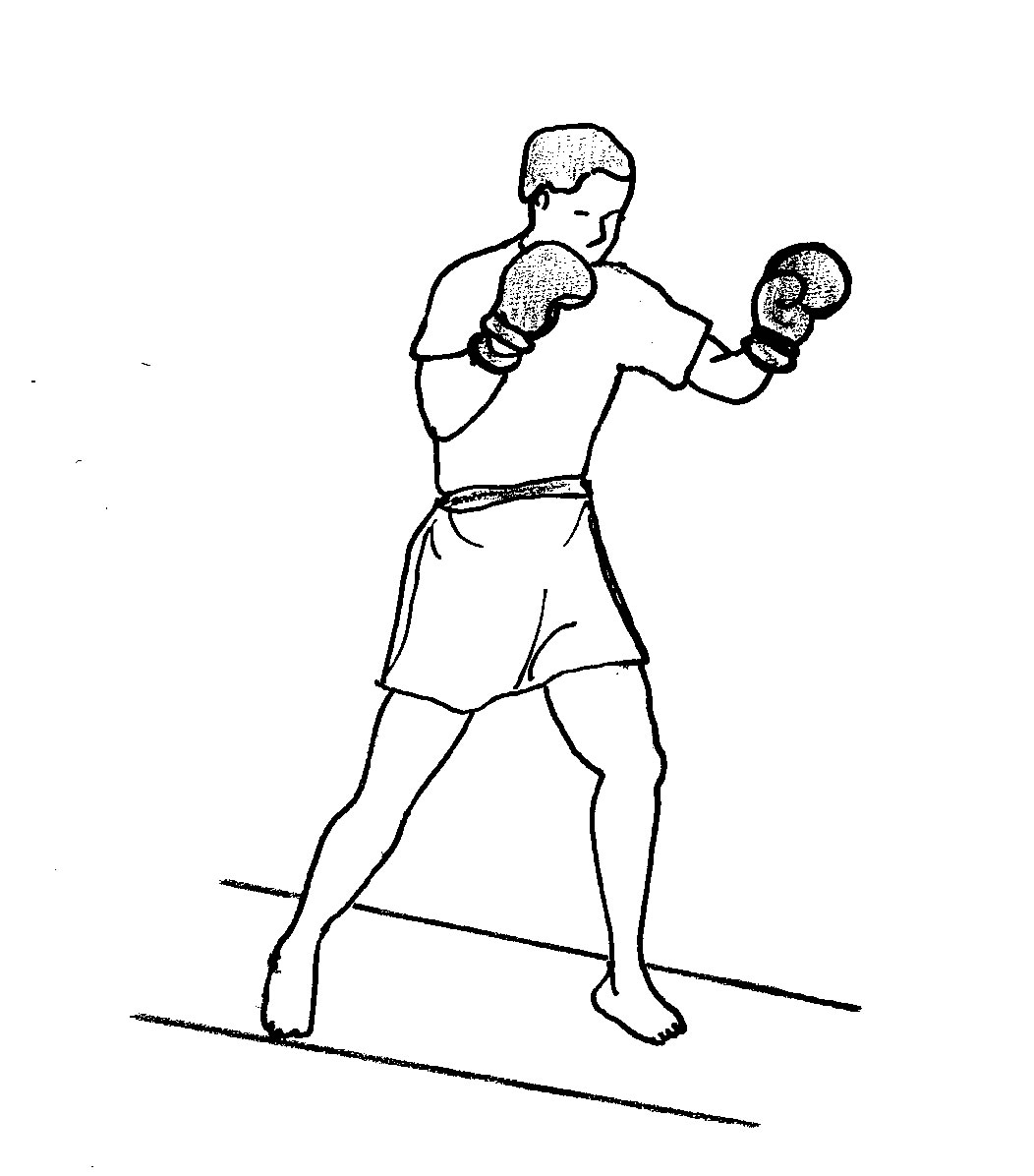
Guardia ortodoxa del boxeo inglés.

En esta posición de guardia, los antebrazos se colocan encima de uno, horizontalmente delante de la cara con el guante de un brazo que es en la tapa del codo del otro brazo. Este estilo se varía mucho cuando se levanta la mano trasera (derecha para un combatiente ortodoxo y dejada para un southpaw) vertical. Es el estilo más eficaz para reducir el daño principal. El único sacador principal que un combatiente es susceptible es un “jab” a la tapa de la cabeza. El cuerpo es abierto, pero la mayoría de los combatientes que utilizan esta curva del estilo y se inclinan para proteger el cuerpo, pero mientras que el montante e inalterado el cuerpo está allí para ser golpeado. Esta posición es muy difícil al counterpunch de, pero elimina todo el daño principal.

### Philly Shell,Hitmano guardia cangrejo
Aquí el brazo más adelantado (izquierdo para un combatiente ortodoxo y derecha para un zurdo) se coloca a través del torso en general en alguna parte entre el ombligo y el pecho mientras que la mano del mismo brazo descansa en el lado opuesto del torso del combatiente. La mano trasera se pone en el lado de la cara (derecho para los combatientes ortodoxos y lado izquierdo para los zurdos).
El hombro más adelantado se retrae adentro firme contra el lado de la cara. Este estilo es utilizado por los combatientes como “contragolpeo”. Ejecutar a esta defensa un combatiente debe ser muy atlético y experimentado. Este estilo es tan eficaz para “contragolpear” porque permite que los combatientes evadan golpes mediante la rotación y descenso de su parte superior y generar ataques que desorientan del combatiente. Después de que el primer golpe confunde, la mano detrás está en posición perfecta para golpear a su oponente que está mal colocado.
La inclinación del hombro se utiliza en esta postura. Para ejecutar la inclinación de hombro el combatiente rota y se agacha cuando el golpe de su oponente está viniendo hacia él y después rota de nuevo hacia su opositor mientras él está trayendo su mano hacia atrás. El combatiente lanzará un golpe con la mano posterior mientras está rotando hacia su oponente indefenso.
La debilidad a este estilo radica en que cuando un combatiente se mantiene inmóvil y sin rotar, está abierto a ser golpeado, así que un combatiente debe ser atlético y bien entrenado para ejecutar con eficacia este estilo. Para batir combatientes que usan este estilo, los oponentes usan el jab continuamente para entumir el hombro y brazo de su contrincante al punto de inmovilizarlo.

## Estrategia

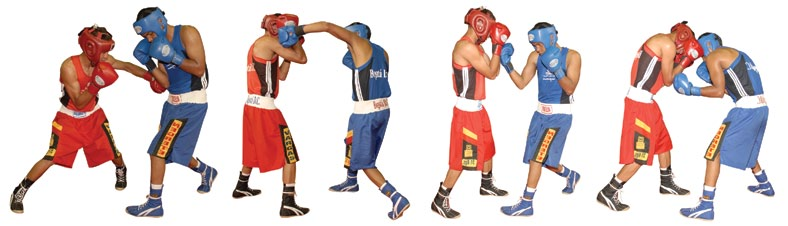

Antes de comenzar el combate se tiene que preparar un plan general o estrategia para el óptimo desarrollo de la pelea, sea a la ofensiva o a la defensiva administrando los recursos técnico- tácticos y energía, o la forma de repartirlos durante la velada.
Otro factor muy importante es el aspecto psicológico, que en todo momento se tiene que saber regular. Los primeros asaltos de un combate, por lo general se dedican al estudio del contrario; prestando atención a la forma se va configurando la forma más idónea de ganar el combate.
El boxeador sin mucha experiencia no tiene otro recurso que ir participando en varios combates, ante varios rivales de diferentes características para aumentar y ampliar así sus conocimientos. Sin embargo, existen unos lineamientos generales al combatir según el rival.
En sus planteamientos más sencillos, estos pueden ser:
- Si se combate con un rival más alto, procuraremos plantear la lucha metiéndonos en su terreno y evitando la pelea a distancia, donde, debido a sus mayores dimensiones, nos dominará con toda seguridad, debido a su gran alcance de brazos. Se procurará dar golpes por el cuerpo.
- Si, por el contrario, el combate se produce con un enemigo de menor estatura, se planificará el uso de la pelea a distancia, aprovechando su menor alcance de los brazos.
- Si la pelea se lleva a cabo con un zurdo, es conveniente dejarle la iniciativa en el ataque, procurando esquivar hacia el lado derecho y golpear con el puño derecho.
- Cuando el rival es un fajador, es decir que finta (usa movimientos corporales) y/ o amaga (usa técnicas falsas) para incitar al ataque de forma constante, hay que recurrir a todos los conocimientos técnicos, esquivando todos los ataques, aprovechando esos momentos para conectarle un golpe de contra, o simultáneo a su ataque.

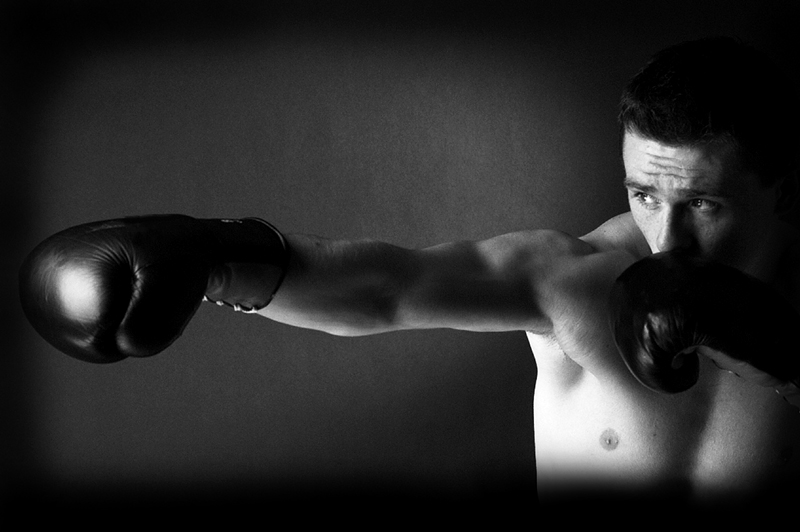
Alcance del directo de derecha del boxeador peso pluma alemán Vitali Tajbert.

- Para los boxeadores muy rápidos se emplearán los golpes bajos, dirigiéndolos principalmente al estómago e hígado, en una labor de machacamiento hasta dejarlos listos para el nocaut.
- Cuando se combate con un luchador frío y calculador, solo queda el remedio de procurar plantear la pelea de forma más cerebral que él, intentando imponer nuestro propio ritmo.
- Si el boxeador enemigo es de los que esperan que los ataquemos, procuraremos plantear una pelea a distancia, amagando con las manos, fintando con el cuerpo y los desplazamientos, haciéndole salir a un terreno / distancia o situación táctica que no le gusta o no domina.
- En general, a todo boxeador hay que castigarle con golpes al tronco, en las partes blandas, donde los resultados son más favorables.

Para desarrollar los puntos anteriores, la guardia se puede abrir de momento, lo que puede resultar peligroso si no se está pendiente de ello. El dejar caer la guardia y bajar las manos es un claro signo de fatiga.

## Peligros de la práctica

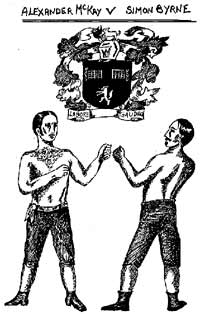
Alexander McKay (izq.) vs. Simon Byrne (der.). Ambos peleadores murieron a causa de derrame cerebral.

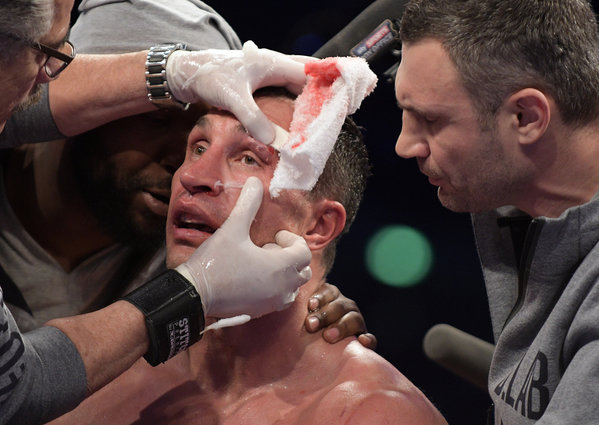
Boxeador siendo atendido luego de sufrir un corte en la cara, producto de los golpes recibidos.

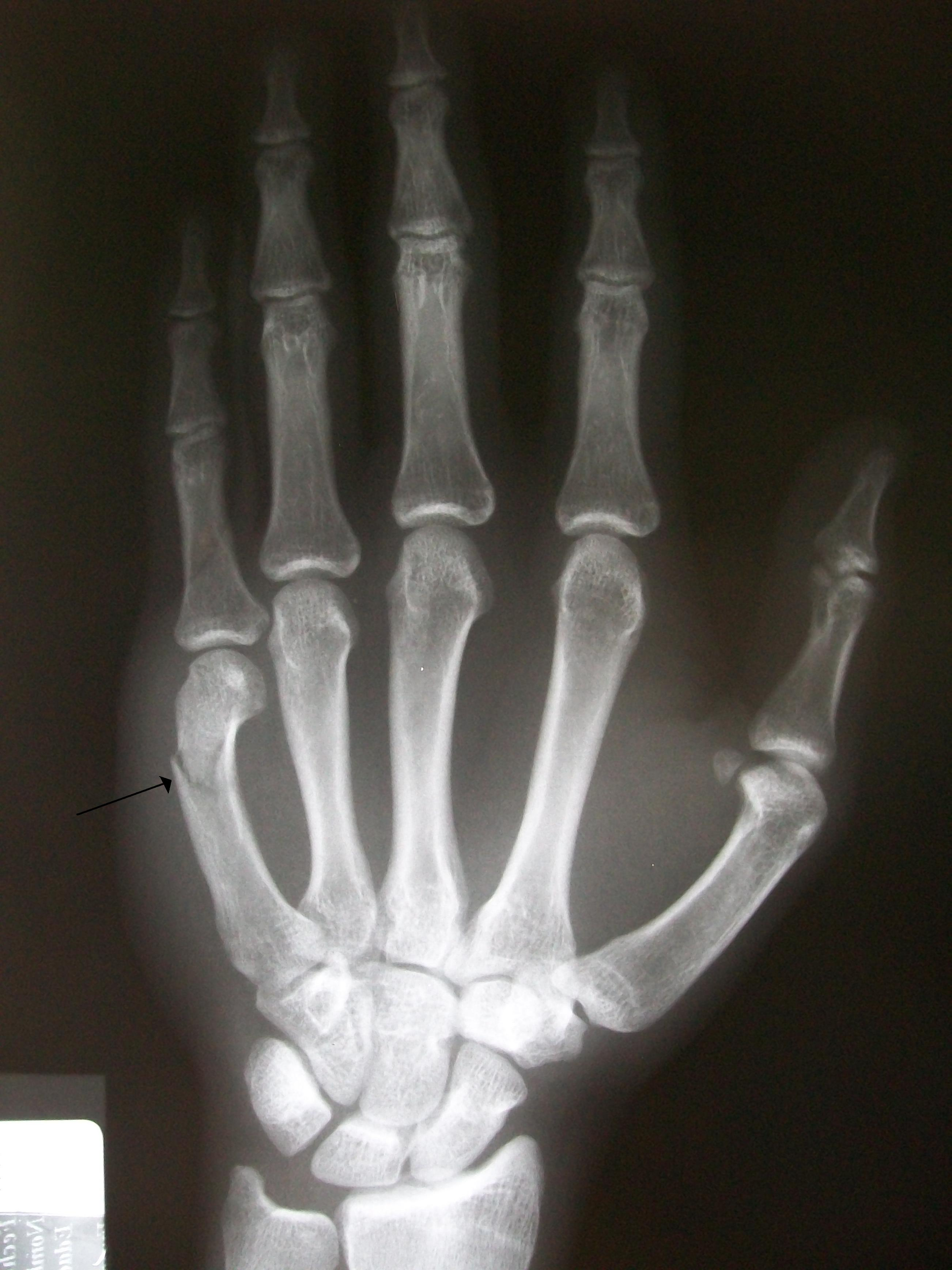
Quinto metacarpo fracturado; lesión común del boxeador.

En octubre de 2010, el Diario Crónica, de Argentina, detalló los cientos de golpes recibidos al cuerpo y a la cabeza en la pelea de Shannon Briggs contra Vitali Klitschko, lo cual mandó a Briggs a cuidados intensivos, críticable al entrenador por no haber tirado la toalla. Y, a pesar de recientes muertes,
 el expresidente del Consejo Mundial de Boxeo (CMB) desde 1975, José Sulaimán, afirmó en noviembre de 2010 que el boxeo es un deporte seguro. Las fatalidades en el boxeo han ocurrido en diversas partes del mundo y en distintas clases o pesos.

Dejar a una persona inconsciente o incluso causar una conmoción cerebral puede causar daño cerebral permanente. No hay una división clara entre la fuerza requerida para noquear a una persona y la fuerza que mate a una persona. Además, los deportes de contacto, en especial los deportes de combate, están relacionados con una enfermedad cerebral llamada encefalopatía traumática crónica, abreviada CTE. Esta enfermedad comienza a desarrollarse durante la vida del atleta y continúa desarrollándose después de que la actividad deportiva haya cesado.
En marzo de 1981, el neurocirujano Dr. Fred Sonstein buscó usar tomografías computarizadas en un intento de rastrear la degeneración de las funciones cognitivas de los boxeadores después de ver el declive de Bennie Briscoe. De 1980 a 2007, más de 200 boxeadores aficionados, boxeadores profesionales y luchadores Toughman murieron debido a lesiones en combate o en el entrenamiento. En 1983, los editoriales en el Journal of the American Medical Association pidieron la prohibición del boxeo. El editor, el Dr. George Lundberg, calificó el boxeo como una "obscenidad" que "debería ser sancionada en toda sociedad civilizada". Desde entonces, las asociaciones médicas británicas, Canadienses y Australianas han pedido la prohibición del boxeo..
Los partidarios de la prohibición afirman que el boxeo es el único deporte donde lastimar al otro atleta es el objetivo. El Dr. Bill O'Neill, portavoz de boxeo de la Asociación Médica Británica, ha apoyado la prohibición propuesta por la BMA sobre el boxeo: "Es el único deporte donde la intención es infligir lesiones graves a su oponente, y creemos que debemos tener una prohibición total del boxeo". Los oponentes responden que tal posición es una opinión equivocada, afirmando que el boxeo amateur se puntúa sólo de acuerdo con el total de golpes de conexión sin premio por "lesión". Observan que muchos boxeadores profesionales expertos han tenido carreras gratificantes sin infligir lesiones a los oponentes al acumular golpes de anotación y evitar golpes ganando rondas anotadas 10-9 por el sistema de 10 puntos, y señalan que hay muchos otros deportes donde las conmociones cerebrales son mucho más frecuentes.[cita requerida] Sin embargo, los datos muestran que la tasa de conmoción cerebral en el boxeo es la más alta de todos los deportes de contacto. Además, los golpes repetitivos y subconmocionales en la cabeza, y no solo las conmociones cerebrales, causan CTE, y la evidencia indica que el daño cerebral y los efectos de CTE son más graves en el boxeo.
En 2007, un estudio de boxeadores aficionados mostró que los cascos protectores no prevenían el daño cerebral, y otro encontró que los boxeadores aficionados enfrentaban un alto riesgo de daño cerebral. El estudio de Gotemburgo analizó los niveles temporales de luz de neurofilamento en el líquido cefalorraquídeo que concluyen que es evidencia de daño, a pesar de que los niveles pronto disminuyen. Estudios más completos de la función neurológica en muestras más grandes realizados por la Universidad Johns Hopkins en 1994 y las tasas de accidentes analizadas por el Consejo Nacional de Seguridad en 2017 muestran que el boxeo amateur es un deporte seguro debido a las regulaciones del boxeo amateur y un mayor control de los atletas, aunque los estudios no se centraron en CTE o sus efectos a largo plazo. Además, una buena metodología de entrenamiento y una carrera corta pueden reducir los efectos del daño cerebral.
En 1997, se estableció la Asociación Americana de Médicos Profesionales de Ringside para crear protocolos médicos a través de la investigación y la educación para prevenir lesiones en el boxeo.
El boxeo profesional está prohibido en Islandia, Irán y Corea del Norte. Fue prohibido en Suecia hasta 2007, cuando se levantó la prohibición, pero se impusieron restricciones estrictas, incluidas cuatro rondas de tres minutos para peleas. El boxeo fue prohibido en Albania desde 1965 hasta la caída del comunismo en 1991. Noruega legalizó el boxeo profesional en diciembre de 2014.

## Organismos, torneos y campeonatos

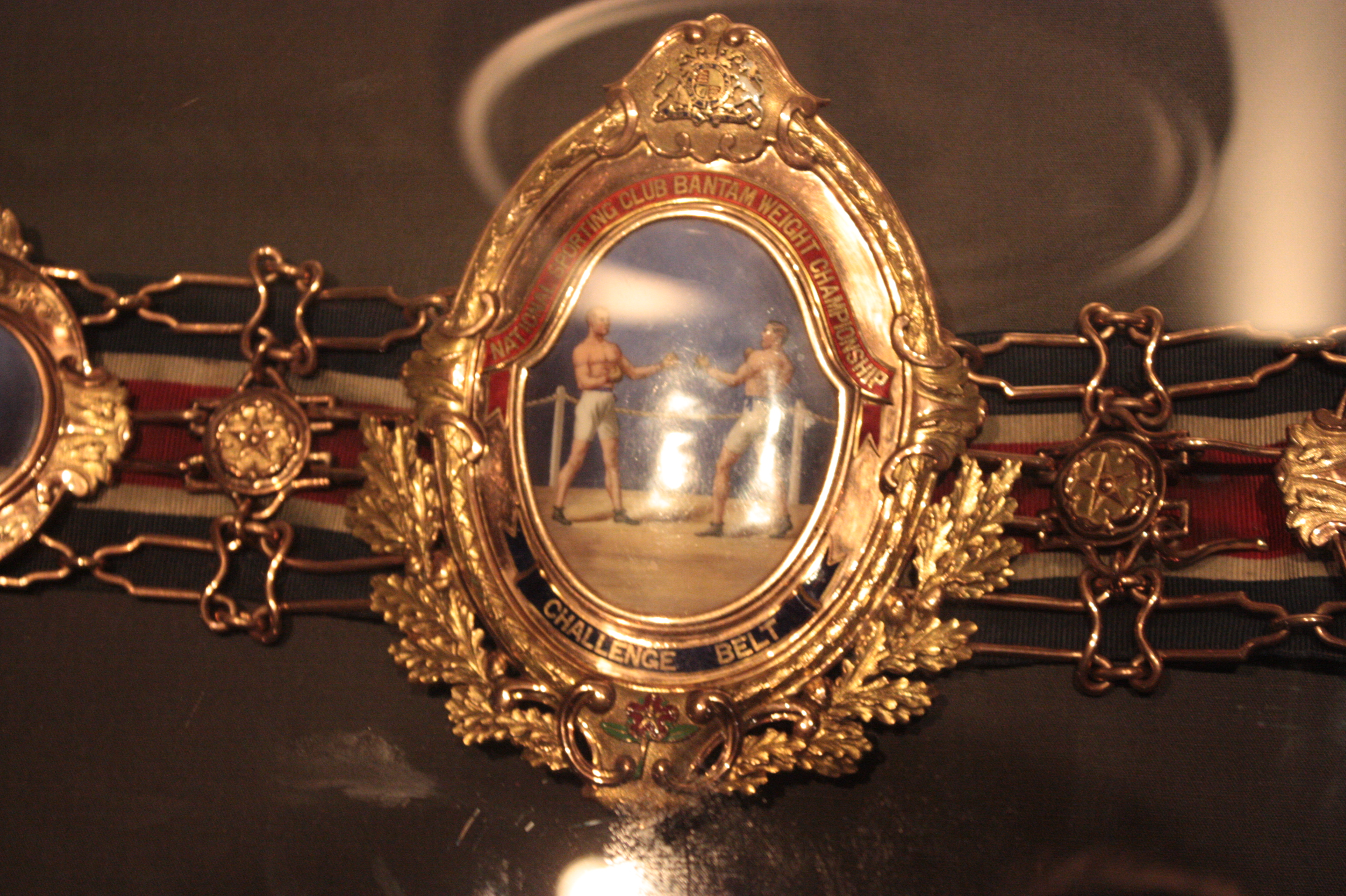
El cinturón Lonsdale, de campeonato británico.

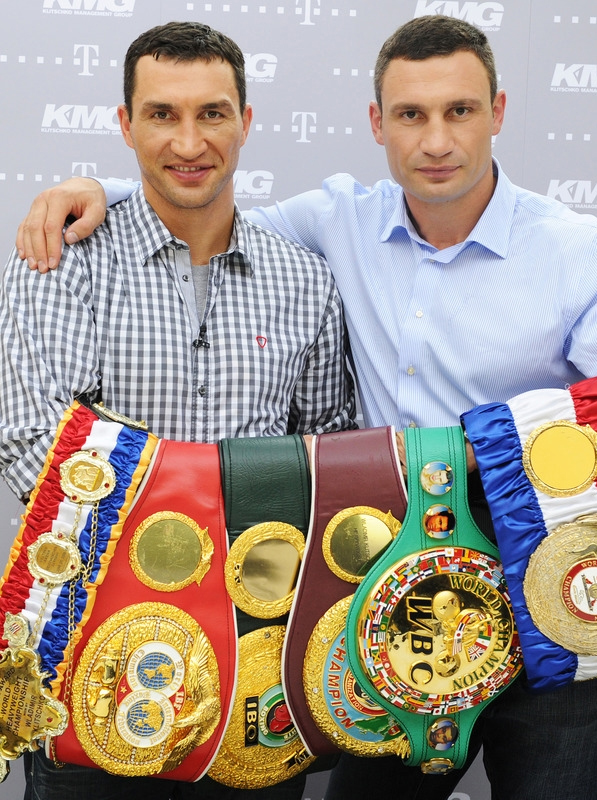
Los hermanos Klitschko, Wladimir y Vitali, mostrando sus cinturones de campeonato.

A diferencia de otros deportes donde se adjudican trofeos, en el boxeo profesional el mayor título que se puede obtener es el cinturón de campeón. En los últimos años y bajo la excusa de darle mayor actividad a las diferentes categorías, la mayoría de los organismos han optado por dividir en dos y hasta en tres partes los títulos (cinturones) de campeones. De esta manera muchas veces encontramos un campeón del mundo regular y otro interino, debiendo disputarse el título entre ambos, cosa que en general no sucede. A esto debemos sumarle la gran cantidad de títulos regionales que emiten dichos organismos.
En los torneos de boxeo aficionado es habitual recibir trofeos. En los Juegos Olímpicos se otorgan medallas a los cuatro primeros (ganador, finalista y los dos semifinalistas —pues no se combate por el tercer puesto—).
La organización internacional del boxeo profesional está fragmentada en varias organizaciones internacionales. Cuatro de ellas tienden a ser las más reconocidas:
- Consejo Mundial de Boxeo (CMB)
- Asociación Mundial de Boxeo (AMB)
- Federación Internacional de Boxeo (FIB)
- Organización Mundial de Boxeo (OMB)

Otras organizaciones internacionales son la Organización Internacional de Boxeo (OIB), la Federación Mundial de Boxeo Profesional (FMBP), la Unión Mundial de Boxeo (UMB), el Consejo Internacional de Boxeo (CIB), la Junta Mundial de Boxeo (JMB), Asociación Internacional de Boxeo (AIB) Y la Federación Intercontinental del Boxeo (IBFed).
A ellas deben sumarse organizaciones que regulan el boxeo femenino como la Asociación Internacional de Boxeo de Mujeres (WIBA por sus siglas en inglés) y la Asociación Internacional de Mujeres Boxeadoras (IFBA).
Por su parte, el boxeo aficionado está regulado por una única organización mundial, la Asociación Internacional de Boxeo Aficionado (AIBA).

## Salón de la Fama

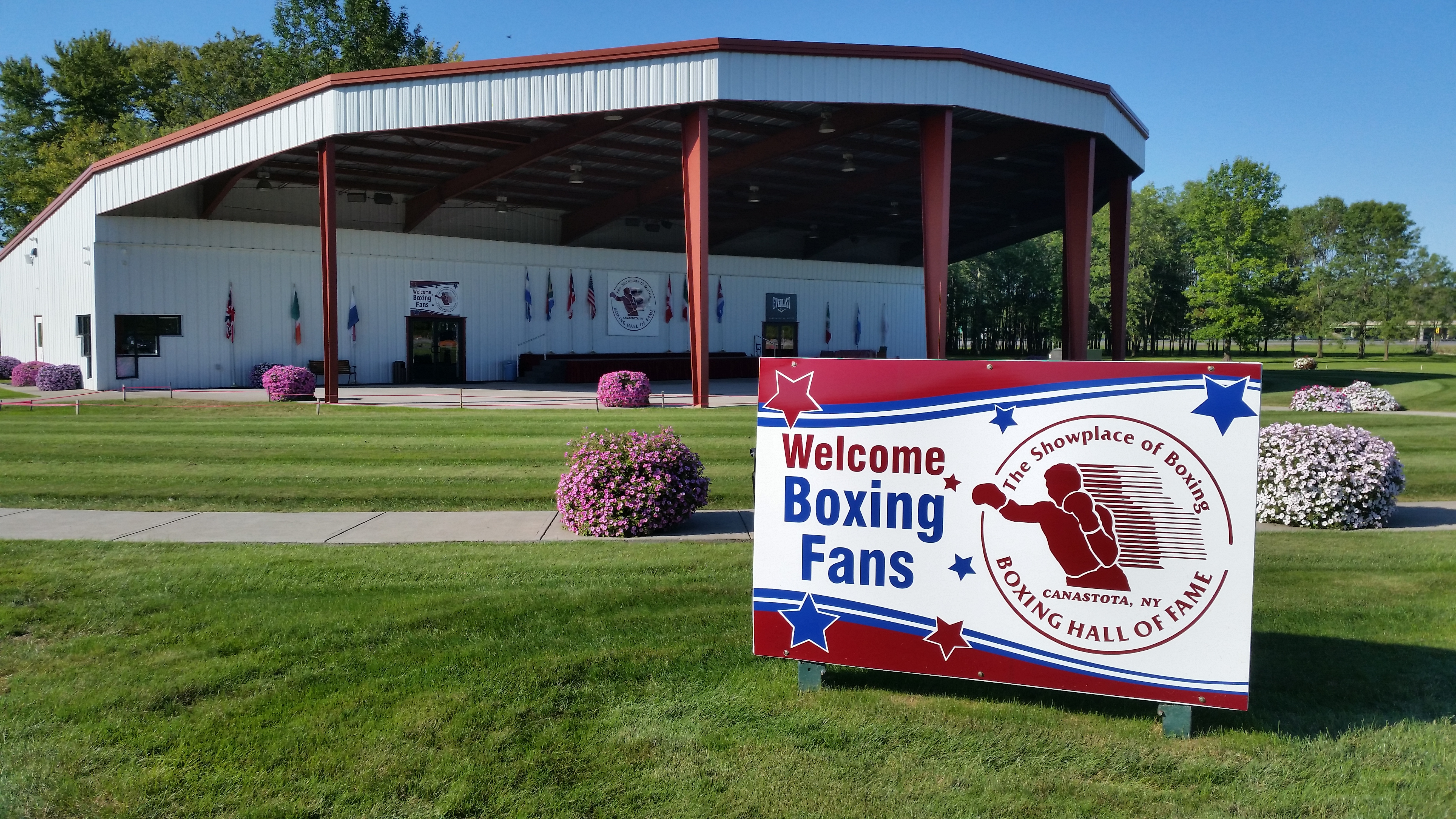
Salón de la Fama de Boxeo Internacional. Canastota, Nueva York.

El deporte del boxeo tiene dos Salones de la Fama reconocidos: el Salón Internacional de la Fama del Boxeo (IBHOF), y el Salón de la Fama de Boxeo Mundial (WBHF).
El WBHF fue fundado por Everett L. Sanders en 1980. Desde sus inicios la WBHOF nunca ha tenido un lugar o museo permanente, lo que ha permitido al más reciente, IBHOF, hacerse de más publicidad y prestigio.
El salón de la fama de boxeo fue inspirado como un tributo que una localidad estadounidense dio a dos héroes locales en 1982. La localidad de Canastota, Nueva York, (a unas 15 millas al este de Siracusa) honraron al pasado campeón del mundo en peso wélter/peso mediano, Carmen Basillo y a su sobrino, pasado campeón mundial del peso wélter Billy Backus. La gente de Canastota juntó dinero para el tributo que inspiró la idea de crear un lugar oficial, un salón de la fama para destacados boxeadores cada año.

Un mural en honor a boxeadores famosos de El Paso, Texas.

El Salón de la Fama de Boxeo Internacional abrió en Canastota en 1989. Los primeros que entraron en 1990 incluyeron a Jack Johnson, Benny Leonard, Jack Dempsey, Henry Armstrong, Sugar Ray Robinson, Archie Moore, y Muhammad Ali. La ceremonia de inducción al salón de la fama se lleva a cabo cada junio como parte de un evento de cuatro días.
Los seguidores que llegan a Canastota para el fin de semana en que se lleva a cabo las inducciones disfrutan de una serie de eventos que incluyen sesiones de autógrafos con horarios establecidos, exhibiciones de boxeo, un desfile de presentes y pasados púgiles que han entrado, y la ceremonia misma de inducción.
En Las Vegas también hay otro Salón de la Fama dedicado al boxeo.